# Segretissimo
Segretissimo è una collana di romanzi dedicati allo spionaggio, al thriller, noir, giallo e all'azione. È edita dalla Arnoldo Mondadori Editore.
Il primo numero uscì nell'ottobre del 1960. Il numero 12, nel settembre del 1961, chiuse la prima serie della collana. Dal numero 13, il mese successivo, la collana cambiò veste grafica e scelta di autori. Mentre infatti i primi 12 romanzi erano tutti di Jean Bruce, la seconda serie vide l'arrivo di vari autori del genere.
Nata come collana mensile, dal numero 14 (1961) divenne quattordicinale. La periodicità si fa settimanale a partire dal numero 83 del 1º luglio 1965, e ritorna quattordicinale a partire dal numero 918 del 2 luglio 1981. Infine, con il numero 1469 del 7 luglio 2002, la collana riprende la cadenza mensile delle origini. Dal numero 1625 (luglio 2015) la collana prende una cadenza bimestrale. Nel 2017 ai numeri regolari si alterna un numero "Extra" riprendendo una cadenza mensile.
Le copertine della prima serie sono tutte disegnate da Ferenc Pintér; la seconda serie si apre con Carlo Jacono alle copertine. In seguito si alternano vari altri illustratori, tra cui Victor Togliani.

## Elenco delle uscite
(A parte i titoli italiani e gli autori, gli altri dati sono in fase di inserimento)

### Prima serie
| Numero | Titolo italiano              | Autore     | Titolo originale             | Anno | Data di uscita |
| ------ | ---------------------------- | ---------- | ---------------------------- | ---- | -------------- |
| 1      | Russia missione "A"          | Jean Bruce | (OSS 117 Top Secret)         | 1954 | ottobre 1960   |
| 2      | Egitto missione "B"          | Jean Bruce | (Carte blanche pour OSS 117) | 1958 | novembre 1960  |
| 3      | Baby-Luna missione "C"       | Jean Bruce | (OSS 117 n'est pas aveugle)  | 1957 | dicembre 1960  |
| 4      | Spie a corda doppia          | Jean Bruce | (Documents à vendre)         | 1955 | gennaio 1961   |
| 5      | "Formosa" caccia all'atomica | Jean Bruce | (Métamorphose à Formose)     | 1960 | febbraio 1961  |
| 6      | "Birmania" Ufficio Cifra     | Jean Bruce | (Le sbire de Birmanie)       | 1958 | marzo 1961     |
| 7      | Repulisti in Belgio          | Jean Bruce | (OSS 117 tue le taon)        | 1957 | aprile 1961    |
| 8      | 100 gradi a Suez             | Jean Bruce | (OSS 117 franchit le canal)  | 1960 | maggio 1961    |
| 9      | Duello Mosca-Washington      | Jean Bruce | (Moche coupe à Moscou)       | 1961 | giugno 1961    |
| 10     | T-3 lotta polare             | Jean Bruce | (Travail sans filet)         | 1955 | luglio 1961    |
| 11     | Iran OS 117 O.K.             | Jean Bruce | (Délire en Iran)             | 1956 | agosto 1961    |
| 12     | Agenti provocatori           | Jean Bruce | (Cinq gars pour Singapour)   | 1959 | settembre 1961 |

### Seconda serie

#### Numeri da 1 a 500
| Numero | Titolo italiano                                        | Autore                                 | Titolo originale                                 | Anno | Data di uscita    |
| ------ | ------------------------------------------------------ | -------------------------------------- | ------------------------------------------------ | ---- | ----------------- |
| 1      | Le mani nel sacco                                      | Jean Bruce                             | Gachis à Karachi                                 | 1958 | ottobre 1961      |
| 2      | Il nostro agente a Rio                                 | Jean Bruce                             | Noèl pour un spion                               | 1956 | novembre 1961     |
| 3      | Guerra di ombre                                        | James Hadley Chase                     | (Why pick on me?)                                | 1951 | dicembre 1961     |
| 4      | Alta tensione sul Bosforo                              | Jean Bruce                             | Ombres sur le Bosphore                           | 1960 | gennaio 1962      |
| 5      | L'ora del sicario                                      | Wade Miller                            | (Sinner Takes All)                               | 1960 | febbraio 1962     |
| 6      | Berlino linea di terrore                               | Jean Bruce                             | Du lest à l'est                                  | 1961 | marzo 1962        |
| 7      | La morte fa la valigia                                 | Bryan Edgar Wallace                    | Death paxcks a suitcase                          | 1961 | aprile 1962       |
| 8      | Missione dischi volanti                                | Jean Bruce                             | Arizone Zone A                                   | 1959 | maggio 1962       |
| 9      | Missione "antimateria"                                 | Jacques Bastogne                       | (Rhesus positif)                                 | 1960 | giugno 1962       |
| 10     | Operazione "Birmania"                                  | Edward S. Aarons                       | (Assignement Burma Girl)                         | 1961 | luglio 1962       |
| 11     | OS 117 New York-Odessa                                 | Jean Bruce                             | OS 117 à l'ècole                                 | 1961 | agosto 1962       |
| 12     | Missione Algeri                                        | Ernie Clerk                            | Le judoka viendre ce noir                        | 1961 | settembre 1962    |
| 13     | Un vulcano chiamato Manila                             | Jean Bruce                             | Partie de Manille pour OSS 117                   | 1957 | ottobre 1962      |
| 14     | Missione tradimento                                    | Edward S. Aarons                       | "A la muette"                                    | 1960 | novembre 1962     |
| 15     | Minuti contati per OS 117                              | Jean Bruce                             | (Dernier quart d'heure)                          | 1955 | 1º dicembre 1962  |
| 16     | Cielo senza frontiera                                  | Alain Page                             | (Ciel sans frontieres)                           | 1961 | 16 dicembre 1962  |
| 17     | OS117 Le spie muoiono a Tokio                          | Jean Bruce                             | OSS 117 atout coeur a Tokio                      | 1958 | 30 dicembre 1962  |
| 18     | Missione: omicidio                                     | Donald Downes                          | Orders to kill                                   | 1958 | 13 gennaio 1963   |
| 19     | OS 117 Operazione Piramidi                             | Jean Bruce                             | Inch Allah                                       | 1954 | 27 gennaio 1963   |
| 20     | Operazione: Cassandra                                  | Edward S. Aarons                       | (Assignment Lowlands)                            | 1961 | 10 febbraio 1963  |
| 21     | OS 117 soldato di ventura                              | Jean Bruce                             | Tartique artique                                 | 1960 | 24 febbraio 1963  |
| 22     | Eroe in prestito                                       | Kendell Foster Crossen                 | (The Big Dive)                                   | 1959 | 10 marzo 1963     |
| 23     | OS 117?... Qui Parigi...                               | Jean Bruce                             | Os 117 ... ici Paris ...                         | 1962 | 24 marzo 1963     |
| 24     | Nemico alle spalle                                     | John D. MacDonald                      | Area of suspicion                                | 1954 | 7 aprile 1963     |
| 25     | Bersaglio: Luna                                        | Jean Bruce                             | Pan dans la lune                                 | 1959 | 21 aprile 1963    |
| 26     | Calibro 50                                             | Robert Sheckley                        | (Calibre .50)                                    | 1961 | 5 maggio 1963     |
| 27     | 23 P. Internazionale Verde                             | Jean Bruce                             | Affaire n. 1                                     | 1954 | 19 maggio 1963    |
| 28     | Agente Joss 113                                        | Richard Caron                          | Un certain Coronella                             | 1962 | 2 giugno 1963     |
| 29     | OS 117 Colpo doppio a Bangkok                          | Jean Bruce                             | Double bang a Bangkok                            | 1959 | 16 giugno 1963    |
| 30     | Operazione anti-catastrofe                             | James Dark                             | Impact !                                         | 1962 | 30 giugno 1963    |
| 31     | OS 117 sul Gange                                       | Jean Bruce                             | Lila de Calcutta                                 | 1960 | 14 luglio 1963    |
| 32     | Cinque croci per l'invasione                           | Frédéric Dard e Robert Hossein         | Le sang est plus epais que l'eau                 | 1962 | 28 luglio 1963    |
| 33     | OS 117 contro l'F.B.I.                                 | Jean Bruce                             | Plein Gaz pour OS 117                            | 1961 | 11 agosto 1963    |
| 34     | Operazione San Francisco                               | Richard Pape                           | No time to die                                   | 1962 | 25 agosto 1963    |
| 35     | OS 117 Operazione Pecora nera                          | Jean Bruce                             | OSS 117 rentre dans la danse                     | 1956 | 8 settembre 1963  |
| 36     | Le spie muoiono facile                                 | Robert J. Courtine                     | Monsieur Hasard mène la danse                    | 1958 | 22 settembre 1963 |
| 37     | OS 117 Operazione Spogliarello                         | Jean Bruce                             | Strip-teause pour OSS 117                        | 1962 | 6 ottobre 1963    |
| 38     | Il muro del silenzio                                   | James Hadley Chase                     | (Mission to Venice)                              | 1954 | 20 ottobre 1963   |
| 39     | OS 117 in "cattive acque"                              | Jean Bruce                             | OSS 117 prend le Maquis                          | 1961 | 3 novembre 1963   |
| 40     | Allarme! Chiamate Stephen Dain                         | Robert Sheckley                        | (Dead Run)                                       | 1961 | 17 novembre 1963  |
| 41     | Ho rapito Molotov                                      | Mike Cooper                            | La peau d'un autre                               | 1962 | 1º dicembre 1963  |
| 42     | OS 117: i segreti hanno le ali                         | Jean Bruce                             | Les secrets font la valise                       | 1958 | 15 dicembre 1963  |
| 43     | Operazione cataclisma                                  | Edward S. Aarons                       | Assignament to disaster                          | 1955 | 29 dicembre 1963  |
| 44     | Viva Supermack!                                        | Jay Flynn                              | Viva McHugh                                      | 1960 | 12 gennaio 1964   |
| 45     | OS 117 in Patagonia                                    | Jean Bruce                             | Agonie en Patagonie                              | 1960 | 26 gennaio 1964   |
| 46     | Scacco a Washington                                    | Irwin R. Blacker                       | The Kilroy Gambit                                | 1960 | 9 febbraio 1964   |
| 47     | SOS per X 21                                           | Jacques Henry Juillet                  | S.O.S. pour x 21                                 | 1964 | 23 febbraio 1964  |
| 48     | OS 117: missione a Beyruth                             | Jean Bruce                             | OSS 117 au Liban                                 | 1962 | 8 marzo 1964      |
| 49     | Matt Helm: doppio gioco                                | Donald Hamilton                        | (The Silencers)                                  | 1962 | 23 marzo 1964     |
| 50     | Missione speciale                                      | Arthur Budd                            | Swiftly to evil                                  | 1958 | 6 aprile 1964     |
| 51     | Squali atomici per OS 117                              | Jean Bruce                             | (Les monstres du Holy Loch)                      | 1962 | 20 aprile 1964    |
| 52     | Operazione: Sterminio                                  | Bryan Edgar Wallace                    | (The Device)                                     | 1962 | 4 maggio 1964     |
| 53     | Siria, terra che scotta                                | Guilles M. Dumoulin                    | La barbe du prophète                             | 1961 | 18 maggio 1964    |
| 54     | OS 117: missione "Pireo"                               | Jean Bruce                             | (Les espions du Pirée)                           | 1962 | 31 maggio 1964    |
| 55     | Partita a tre                                          | M.G. Braun                             | Meurtre inclus                                   | 1963 | 14 giugno 1964    |
| 56     | Nome di battaglia: Eric                                | Richard Hamilton                       | (Murderer's Row)                                 | 1962 | 28 giugno 1964    |
| 57     | OS 117: Destinazione: Amburgo                          | Jean Bruce                             | (Poisson d'Avril)                                | 1960 | 12 luglio 1964    |
| 58     | Sam Durell tra due fuochi                              | Edward S. Aarons                       | Assiognment: Stella Marni                        | 1957 | 26 luglio 1964    |
| 59     | Nero Wolfe fa la spia                                  | Rex Stout                              | (The Black Mountain)                             | 1954 | 9 agosto 1964     |
| 60     | Chi tocca Hubert muore                                 | Jean Bruce                             | Valse viennoise pour OSS 117                     | 1963 | 23 agosto 1964    |
| 61     | Qui Vienna: missione compiuta                          | Hugh McCutcheon                        | (Suddenly in Vienna)                             | 1963 | 6 settembre 1964  |
| 62     | Buio a Istanbul                                        | Jean J. Steen                          | Trahison d'un agent secret                       | 1962 | 20 settembre 1964 |
| 63     | Ombre cinesi per OS 117                                | Jean Bruce                             | Chinoiseries pour OSS 117                        | 1957 | 4 ottobre 1964    |
| 64     | Amburgo: si salvi chi può                              | Martin Fallon                          | (The Testament of Caspar Schultz)                | 1962 | 18 ottobre 1964   |
| 65     | Intrigo a New York                                     | Francis e Richard Lockridge            | Night of shadows                                 | 1962 | 1º novembre 1964  |
| 66     | Hubert fa piazza pulita                                | Jean Bruce                             | Vous avez trahi                                  | 1963 | 15 novembre 1964  |
| 67     | Sam Durell: destinazione Tokyo                         | Edward S. Aarons                       | Assignmemt Manchurian doll                       | 1963 | 29 novembre 1964  |
| 68     | OS 117 vede rosso                                      | Jean Bruce                             | OSS 1177 voit rouge                              | 1958 | 13 dicembre 1964  |
| 69     | Le spie non hanno amici                                | James Leasor                           | (Jason Love 2: Passport to Oblivion)             | 1964 | 27 dicembre 1964  |
| 70     | S.S.S. Sicario Servizio Speciale                       | John Gardner                           | (The Liquidator)                                 | 1964 | 10 gennaio 1965   |
| 71     | Troppe rosse per OS 117                                | Jean Bruce                             | OSS 117 préfère les rousses                      | 1961 | 24 gennaio 1965   |
| 72     | Missione per due                                       | Michel Bertin                          | Part à deux                                      | 1961 | 7 febbraio 1965   |
| 73     | Da Pechino: il terrore                                 | John McPartland                        | Danger for breakfast                             | 1956 | 21 febbraio 1965  |
| 74     | OS 117 chiude la partita                               | Jean Bruce                             | Ici OSS 117                                      | 1964 | 7 marzo 1965      |
| 75     | Requiem per un traditore                               | James Hadley Chase                     | (Mallory)                                        | 1950 | 21 marzo 1965     |
| 76     | X 21: appuntamento a Tangeri                           | Jacques Henry Juillet                  | (Un certain Monsieur X)                          | 1959 | 4 aprile 1965     |
| 77     | OS 117: Operazione "Tempesta"                          | Jean Bruce                             | OSS 117 s'en occupe                              | 1956 | 18 aprile 1965    |
| 78     | Parola d'ordine: pista di lancio                       | Donald Hamilton                        | (The Shadowers)                                  | 1964 | 2 maggio 1965     |
| 79     | Plotone d'esecuzione                                   | Dav Keene                              | Flight by night                                  | 1956 | 16 maggio 1965    |
| 80     | Mosca cieca per OS 117                                 | Jean Bruce                             | Panique à Wake                                   | 1958 | 30 maggio 1965    |
| 81     | Sam Durell: missione suicidio                          | Edward S. Aarons                       | (Assignement Suicide)                            | 1956 | 13 giugno 1965    |
| 82     | Pericolo! Zona militare                                | Jerry Cotton                           | L'etat major du meutre                           | 1954 | 27 giugno 1965    |
| 83     | Fuochi d'artificio per OS 117                          | Jean Bruce                             | ?arsenal sauterà                                 | 1963 | 1º luglio 1965    |
| 84     | Londra-Berlino: per l'inferno si cambia                | Hartley Howard                         | (Department K)                                   | 1964 | 8 luglio 1965     |
| 85     | Hong Kong: scalo di morte                              | Michel Carnal                          | Le voyageur                                      | 1964 | 15 luglio 1965    |
| 86     | Fermi tutti! Arriva OS 117                             | Jean Bruce                             | OSS 117 joue le jeu                              | 1964 | 22 luglio 1962    |
| 87     | CIA destinazione Acropoli                              | Marc Arno                              | Les frères ennemis                               | 1963 | 29 luglio 1965    |
| 88     | La spia ha l'oro in bocca                              | Paul Thomas                            | The spy                                          | 1963 | 5 agosto 1965     |
| 89     | OS 117 vede nero                                       | Jean Bruce                             | OSS 117 et force noire                           | 1963 | 12 agosto 1965    |
| 90     | Matt Helm: missione incubo                             | Donald Hamilton                        | (The Ambushers)                                  | 1963 | 19 agosto 1965    |
| 91     | Corriere speciale per Istanbul                         | F.H. Ribes                             | (Zone de risque)                                 | 1964 | 26 agosto 1965    |
| 92     | OS 117: traguardo Marocco                              | Jean Bruce                             | OSS 117 n'est pas mort                           | 1953 | 2 settembre 1965  |
| 93     | Non c'è intrigo senza spie                             | John Laffin                            | The devil's emissary                             | 1958 | 9 settembre 1965  |
| 94     | Sam Durell: destinazione Mari del Sud                  | Edward S. Aarons                       | Assigment: Sulu Sea                              | 1964 | 16 settembre 1965 |
| 95     | Vostro devotissimo OS 117                              | Jean Bruce                             | Fidelèment                                       | 1962 | 23 settembre 1965 |
| 96     | Agente n. 3 "Sterminio"                                | Nick Carter                            | Run, spy, run                                    | 1964 | 30 settembre 1965 |
| 97     | Taci e muori, spia!                                    | Bryan Peters                           | The big H                                        | 1963 | 7 ottobre 1965    |
| 98     | Operazione Crossbow                                    | Richard Wormser                        | Operation Crossbow                               | 1965 | 14 ottobre 1965   |
| 99     | Obiettivo: Cipro                                       | Michel Carnal                          | Le partisan                                      | 1965 | 21 ottobre 1965   |
| 100    | Voltafaccia per OS 117                                 | Jean Bruce                             | OSS 117 appelle                                  | 1965 | 28 ottobre 1965   |
| 101    | Missione a Dakar                                       | James Hadley Chase                     | (This is for real)                               | 1965 | 4 novembre 1965   |
| 102    | Missione: carneficina                                  | Guilles Morris Dumoulin                | Purge maison                                     | 1964 | 11 novembre 1965  |
| 103    | Fate largo a OS 117                                    | Jean Bruce                             | OSS à Mexico                                     | 1963 | 18 novembre 1965  |
| 104    | Sam Durell: destinazione Base 4                        | Edward S. Aarons                       | (Assignment Ankara)                              | 1961 | 25 novembre 1965  |
| 105    | A ferro e fuoco                                        | Michel Carnal                          | Le trasfuge                                      | 1963 | 2 dicembre 1965   |
| 106    | OS 117: Destinazione U.R.S.S.                          | Jean Bruce                             | Angoisse                                         | 1964 | 9 dicembre 1965   |
| 107    | Fino all'ultima spia                                   | Richard Telfair                        | Good luck, sucker                                | 1961 | 16 dicembre 1965  |
| 108    | S.O.S. da Beirut                                       | Richard Rayner                         | Stand in for danger                              | 1963 | 23 dicembre 1965  |
| 109    | OS 117 rischia grosso                                  | Jean Bruce                             | Sous peine de mort                               | 1964 | 30 dicembre 1965  |
| 110    | Berlino: covo di spie                                  | Michael Underwood                      | The unprofessional spy                           | 1964 | 6 gennaio 1966    |
| 111    | Operazione: Playboy                                    | John Gardner                           | Understrike                                      | 1965 | 13 gennaio 1966   |
| 112    | 0S 117 ha il fiato mozzo                               | Jean Bruce                             | OSS 117 alerte !                                 | 1965 | 20 gennaio 1966   |
| 113    | Caracas chiama F.B.I.                                  | Graham Livandert                       | Les maitres clandestins                          | 1964 | 27 gennaio 1966   |
| 114    | Pelle di spia                                          | Bill S. Ballinger                      | The spy in the jungle                            | 1965 | 3 febbraio 1966   |
| 115    | Corriere di morte                                      | James Munro                            | The man who sold death                           | 1964 | 10 febbraio 1966  |
| 116    | OS 117... passo e chiudo                               | Jean Bruce                             | Crssez d'emettre                                 | 1965 | 17 febbraio 1966  |
| 117    | Sam Durell a doppio regime                             | Edward S. Aarons                       | (Assignment the Girl in the gondola)             | 1963 | 24 febbraio 1966  |
| 118    | Samba militare                                         | Jean-Jacques Steen                     | Samba militaire                                  | 1962 | 3 marzo 1966      |
| 119    | Obiettivo: mare aperto                                 | Claude Rank                            | Nos assassins                                    | 1963 | 10 marzo 1966     |
| 120    | OS 117 a denti stretti                                 | Jean Bruce                             | Romance de la morte                              | 1950 | 17 marzo 1966     |
| 121    | Base X: settore delirio                                | Lucille Fletcher                       | Blindfold                                        | 1960 | 24 marzo 1966     |
| 122    | Agente Hawks: rapido per Pechino                       | Bill S. Ballinger                      | The chinese mask                                 | 1965 | 31 marzo 1966     |
| 123    | Sam Durell: operazione sonno                           | Edward S. Aarons                       | Assignment Angelina                              | 1958 | 7 aprile 1966     |
| 124    | OS 117 a tamburo battente                              | Jean Bruce                             | Trahison                                         | 1965 | 14 aprile 1966    |
| 125    | Occhio per occhio, spia per spia                       | Lindsay Hardy                          | Requiem for a redhead                            | 1963 | 21 aprile 1966    |
| 126    | X 13 missione cianuro                                  | Eddy Ghilain                           | Silence, clinique !                              | 1964 | 28 aprile 1966    |
| 127    | Rick Seville: candidato al suicidio                    | Michel Lebrun                          | Candadat au suicide                              | 1957 | 5 maggio 1966     |
| 128    | Can-can di spie                                        | Vincent McConnor                       | The french doll                                  | 1965 | 12 maggio 1966    |
| 129    | OS 117: un dossier carico di...                        | Jean Bruce                             | L'espionne sìevade                               | 1963 | 19 maggio 1966    |
| 130    | Missili, dollari e rubli                               | Lindsay Hardy                          | (The Night Shade Ring)                           | 1954 | 26 maggio 1966    |
| 131    | Sam Durell: missione Mara Tirana                       | Edward S. Aarons                       | Assignment Mara Tirana                           | 1966 | 2 giugno 1966     |
| 132    | Olivia e i 4 boss                                      | Jean Laborde                           | Olivia et les 4 boss                             | 1965 | 9 giugno 1966     |
| 133    | Dottor Love: operazione "amore"                        | James Leasor                           | (Jason Love 2: Passport to Peril)                | 1966 | 16 giugno 1966    |
| 134    | 40 all'ombra                                           | Mike Cooper                            | -40 à l'ombre                                    | 1965 | 23 giugno 1966    |
| 135    | OS 117: Caldo in Siberia                               | Jean Bruce                             | Cité Secrète                                     | 1951 | 30 giugno 1966    |
| 136    | Paul Chavasse: operazione recupero                     | Martin Fallon                          | (Year of the tiger)                              | 1963 | 7 luglio 1966     |
| 137    | Sam Durell: missione Madeleine                         | Edward S. Aarons                       | Assignement Madelaine                            | 1964 | 14 luglio 1966    |
| 138    | Tanto va lo yacht allargo...                           | James Mayo                             | Hammerhead                                       | 1964 | 21 luglio 1966    |
| 139    | OS 117: "A" come atomica                               | Jean Bruce                             | Contat impossible                                | 1964 | 28 luglio 1966    |
| 140    | Richard Drake spalle al muro                           | John Hall Spencer                      | The wall is strong                               | 1965 | 4 agosto 1966     |
| 141    | Nick Carter: kaputt!                                   | Nick Carter                            | Fràulein spy                                     | 1964 | 11 agosto 1966    |
| 142    | Sam Durell: missione danza della morte                 | Edward S. Aarons                       | Assignment Cairo dancers                         | 1964 | 18 agosto 1966    |
| 143    | In due si spia meglio                                  | James Mayo                             | Let sieping girls lie                            | 1965 | 25 agosto 1966    |
| 144    | OS 117: A tutta birra                                  | Jean Bruce                             | Cadavere au detail                               | 1965 | 1º settembre 1966 |
| 145    | Agente Hawks: destinazione Bangkok                     | Bill S. Ballinger                      | The spy in Bangkok                               | 1965 | 8 settembre 1966  |
| 146    | Nick Carter: furore a Saigon                           | Nick Carter                            | Saigon                                           | 1964 | 15 settembre 1966 |
| 147    | Raffica di spie                                        | Richard Caron                          | Le vent de l'Est                                 | 1965 | 22 settembre 1966 |
| 148    | Bart Gould, l'uomo della Casa Bianca                   | Joseph Milton                          | (President's Agent)                              | 1963 | 29 settembre 1966 |
| 149    | OS 117: missione incompiuta                            | Jean Bruce                             | OSS 117 contre X                                 | 1952 | 6 ottobre 1966    |
| 150    | Cortina di fuoco                                       | Norman Daniels                         | Spy Hunt                                         | 1960 | 13 ottobre 1966   |
| 151    | Nick Carter: una pallottola per Fidel                  | Nick Carter                            | A bullet for Fidel                               | 1965 | 20 ottobre 1966   |
| 152    | Il sipario strappato                                   | Richard Wormser                        | The torn Curtain                                 | 1966 | 27 ottobre 1966   |
| 153    | Bart Gould: carabina alzo zero                         | Joseph Milton                          | Assignment assassination                         | 1964 | 3 novembre 1966   |
| 154    | OS117 Il "Riposo" della Spia                           | Jean Bruce                             | Piège dans la nuit                               | 1952 | 10 novembre 1966  |
| 155    | Sam Durell: missione scuola di spie                    | Edward S. Aarons                       | Assignment school for spies                      | 1966 | 17 novembre 1966  |
| 156    | Cina: quota periscopio                                 | Robert Charles                         | Dark vendetta                                    | 1964 | 24 novembre 1966  |
| 157    | Nick Carter: la tredicesima spia                       | Nick Carter                            | The 13th Spy                                     | 1965 | 1º dicembre 1966  |
| 158    | OS 117: donne a gogò                                   | Jean Bruce                             | OSS 117 réspond toujors                          | 1965 | 8 dicembre 1966   |
| 159    | Bart Gould: agente anticatastrofe                      | Joseph Milton                          | The Worldbreakers                                | 1964 | 15 dicembre 1966  |
| 160    | Olivia! Mec di spie                                    | Jean Laborde                           | Le froid qui venait de l'espionne                | 1964 | 22 dicembre 1966  |
| 161    | Pechino: cortina di bambù                              | James Hadley Chase                     | (You have yourself a Deal)                       | 1966 | 29 dicembre 1966  |
| 162    | Joe King                                               | Paul Nick-Domus                        | Joe King: Rosso e nero sul Mekong                | 1967 | 5 gennaio 1967    |
| 163    | Agente Flint: missione spaccatutto                     | Jack Pearl                             | Our man Flint                                    | 1965 | 12 gennaio 1967   |
| 164    | OS 117: ecatombe per un matador                        | Jean Bruce                             | Tortures                                         | 1966 | 19 gennaio 1967   |
| 165    | Nick Carter: gli occhi della tigre                     | Nick Carter                            | The eyes of tiger                                | 1966 | 26 gennaio 1967   |
| 166    | Bart Gould: l'ombra del presidente                     | Joseph Milton                          | The big blue death                               | 1965 | 2 febbraio 1967   |
| 167    | Sam Durell: missione Zoraya                            | Edward S. Aarons                       | Assignment Zoraya                                | 1966 | 9 febbraio 1967   |
| 168    | Agente Hawks: a ritmo di battaglia                     | Bill S. Ballinger                      | A spy at Angkor Wat                              | 1966 | 16 febbraio 1967  |
| 169    | Joe King: operazione Walkiria                          | Paul Nick-Domus                        | Joe King: operazione Walkiria                    | 1967 | 23 febbraio 1967  |
| 170    | A Cape Kennedy i conti non tornano                     | J. Van Hearn                           | Don't betray me                                  | 1967 | 2 marzo 1967      |
| 171    | OS 117: All'ultima pelle                               | Jean Bruce                             | Pays neutre                                      | 1966 | 9 marzo 1967      |
| 172    | Nick Carter: "sterminio" a Istanbul                    | Nick Carter                            | Istanbul                                         | 1966 | 16 marzo 1967     |
| 173    | Joe King: morti a ripetizione                          | Paul Nick-Domus                        | Joe King: morti a ripetizione                    | 1967 | 23 marzo 1967     |
| 174    | Bart Gould, l'aquila del Prater                        | Joseph Milton                          | (Baron Sinister)                                 | 1965 | 30 marzo 1967     |
| 175    | Operazione Apocalisse                                  | Robert Charles                         | One must survive                                 | 1966 | 6 aprile 1967     |
| 176    | Paul Chavasse: idoneo a uccidere                       | Martin Fallon                          | Midnight never comes                             | 1966 | 13 aprile 1967    |
| 177    | In caso di attacco: OS 117!                            | Jean Bruce                             | Plan de bataille pour Os 117                     | 1966 | 20 aprile 1967    |
| 178    | Convoglio sospetto                                     | Georges-Jean Arnaud                    | Convois suspects                                 | 1966 | 27 aprile 1967    |
| 179    | Sam Durell: missione Cong Hai                          | Edward S. Aarons                       | Assignament Cobg Hai Hill                        | 1966 | 4 maggio 1967     |
| 180    | Nick Carter: missione Saffo                            | Nick Carter                            | Web of spies                                     | 1966 | 11 maggio 1967    |
| 181    | Domino: operazione destino                             | John Tiger                             | I spy                                            | 1965 | 18 maggio 1967    |
| 182    | Chi si salva è perduto                                 | Norman Daniels                         | Operation N                                      | 1966 | 25 maggio 1967    |
| 183    | E poi non rimase che OS 117                            | Jean Bruce                             | Un as de plus a Las vegas                        | 1966 | 1º giugno 1967    |
| 184    | Conto alla rovescia                                    | Thomas Page (R.P. Jones & D.T. Streib) | Code Name: Countdown                             | 1965 | 8 giugno 1967     |
| 185    | Mentre il Tamigi scorre verso il mare...               | Hartley Howard                         | Conunterfeit                                     | 1966 | 15 giugno 1967    |
| 186    | Io ti tradisco, tu mi tradisci, essi ci tradiscono     | Richard Telfair                        | The bloody medallion                             | 1966 | 22 giugno 1967    |
| 187    | Doccia scozzese per Nick Carter                        | Nick Carter                            | (Spy Castle)                                     | 1966 | 29 giugno 1967    |
| 188    | Sam Durell: missione Karachi                           | Edward S. Aarons                       | Assignment Karachi                               | 1966 | 6 luglio 1967     |
| 189    | Flipper avanti tutta                                   | Georges-Jean Arnaud                    | Equipages en alerte                              | 1966 | 13 luglio 1967    |
| 190    | OS 117: A qualcuno piace morto                         | Jean Bruce                             | OSS 117 à tuer                                   | 1966 | 20 luglio 1967    |
| 191    | Olivia: la guerra è vi... Cina                         | Jean Laborde                           | Caline Olivia                                    | 1966 | 27 luglio 1967    |
| 192    | Nick Carter e le vedove nere                           | Nick Carter                            | The terrible ones                                | 1966 | 3 agosto 1967     |
| 193    | Meglio ladro che spia                                  | Michel Carnal                          | Le bagnard                                       | 1965 | 10 agosto 1967    |
| 194    | C'è chi spia, c'è chi uccide                           | Ellery Queen                           | Who spies, who kills ?                           | 1966 | 17 agosto 1967    |
| 195    | Le inimicizie particolari                              | Anthony Firth                          | Taill balding thirty-five                        | 1966 | 24 agosto 1967    |
| 196    | Domino: colpo maestro                                  | John Tiger                             | Mastertroke                                      | 1966 | 31 agosto 1967    |
| 197    | Olivia a gogò                                          | Jean Laborde                           | Olivia a gogò                                    | 1966 | 7 settembre 1967  |
| 198    | Tra il dire e il fare...                               | Georges-Jean Arnaud                    | Fonds dangereux                                  | 1965 | 14 settembre 1967 |
| 199    | Nick Carter: destinazione Hanoi                        | Nick Carter                            | Hanoi                                            | 1966 | 21 settembre 1967 |
| 200    | Festival per OS 117                                    | Jean Bruce                             | Festival pour OS 117                             | 1966 | 28 settembre 1967 |
| 201    | Un odore di mandorle amare                             | Jean Bommart                           | Intoxication                                     | 1965 | 5 ottobre 1967    |
| 202    | Operazione "Vargo"                                     | Robert Charles                         | Nothing to Love                                  | 1965 | 12 ottobre 1967   |
| 203    | Agente Hawks: Scheda SMS                               | Bill S. Ballinger                      | The spy in the Java sea                          | 1965 | 19 ottobre 1967   |
| 204    | Jack Curtiss: il "gallo" di Macao                      | Jean Bommart                           | Bulles dans le ciel                              | 1966 | 26 ottobre 1967   |
| 205    | Domino: fine del quarto Reich                          | John Tiger                             | Superkill                                        | 1967 | 2 novembre 1967   |
| 206    | Giro di maschere per Nick Carter                       | Nick Carter                            | (Danger Key)                                     | 1966 | 9 novembre 1967   |
| 207    | Ventimila beghe sotto i mari                           | Desmond Cory                           | Undertow                                         | 1962 | 16 novembre 1967  |
| 208    | Agenti anti-nebbia                                     | Kenneth Orvis                          | Night without darkness                           | 1965 | 23 novembre 1967  |
| 209    | Operazione "Redcap"                                    | Philip McCutchan                       | Redcap                                           | 1961 | 30 novembre 1967  |
| 210    | Karakiri per OS 117                                    | Jean Bruce                             | Hara Kiri                                        | 1965 | 7 dicembre 1967   |
| 211    | Domino: partita a due                                  | John Tiger                             | Wipeout                                          | 1967 | 14 dicembre 1967  |
| 212    | Praga: cortina di tornasole                            | James Hadley Chase                     | Have this one on me                              | 1967 | 21 dicembre 1967  |
| 213    | Vocazione di spia                                      | James Leasor                           | Passport in Suspense)                            | 1967 | 28 dicembre 1967  |
| 214    | Nick Carter: la morte nel ventre                       | Nick Carter                            |                                                  |      | 4 gennaio 1968    |
| 215    | Un morto tira l'altro                                  | Bruno Martin                           | Peinture au pistolet                             | 1965 | 11 gennaio 1968   |
| 216    | OS 117: gli angeli di Los Angeles                      | Josette Bruce                          | Les anges de Los Angeles                         | 1966 | 18 gennaio 1968   |
| 217    | "Domino": primo piano                                  | John Tiger                             | Countertrap                                      | 1967 | 25 gennaio 1968   |
| 218    | La ragazza di Pechino                                  | George B. Mair                         | Girl from Peking                                 | 1967 | 1º febbraio 1968  |
| 219    | Operazione "Skyprove IV"                               | Philip McCutchan                       | Skyprobe                                         | 1966 | 8 febbraio 1968   |
| 220    | Dalla parte buia della strada                          | Martin Fallon                          | Dark Side of the Street                          | 1967 | 15 febbraio 1968  |
| 221    | Sen Warner: fascia militarizzata                       | Alain Jansen                           | La danse du sabre                                | 1964 | 22 febbraio 1968  |
| 222    | Nick Carter: presente!                                 | Nick Carter                            | The mind poisoners                               | 1966 | 29 febbraio 1968  |
| 223    | OS 117: alt a Malta                                    | Josette Bruce                          | Halte a Malte                                    | 1966 | 7 marzo 1968      |
| 224    | John Craig: sezione K                                  | James Munro                            | Die rich die happy                               | 1965 | 14 marzo 1968     |
| 225    | Londra: ora zero                                       | Michael Dines                          | Deadline                                         | 1967 | 21 marzo 1968     |
| 226    | Spia...cevolmente ti uccido                            | James Mayo                             | Shame lady                                       | 1966 | 28 marzo 1968     |
| 227    | Sen Warner: sconcerto a Varsavia                       | Alain Jansen                           | La troika                                        | 1965 | 4 aprile 1968     |
| 228    | Zac! Arriva OS 117                                     | Jean Bruce                             | Chasse aux atomes                                | 1964 | 11 aprile 1968    |
| 229    | Un trapezio per la spia                                | André Lay                              | Les loups et le renard                           | 1965 | 18 aprile 1968    |
| 230    | Dove c'è un missile...                                 | Norman Daniels                         | Overkill                                         | 1964 | 25 aprile 1968    |
| 231    | C'è qualcosa di grosso a Gibilterra                    | Philip McCutchan                       | Gibraltar road                                   | 1966 | 2 maggio 1968     |
| 232    | OS 117: meglio spia che morto                          | Jean Bruce                             | Cache cache au Cachemire                         | 1965 | 9 maggio 1968     |
| 233    | Sen Warren: asso di spade                              | Alain Jansen                           | Hermonie en contre-poing                         | 1966 | 16 maggio 1968    |
| 234    | Nick Carter: non USA... re la Cina                     | Nick Carter                            | Dragon Flame                                     | 1966 | 23 maggio 1968    |
| 235    | Sordidamente spia                                      | Desmond Cory                           | Timelock                                         | 1967 | 30 maggio 1968    |
| 236    | L'impero di Arumac                                     | Martin Hale                            | The empire of Arumac                             | 1966 | 6 giugno 1968     |
| 237    | Spia scaccia spia                                      | Jacques Bourderon                      | Un espion fatigué                                | 1967 | 13 giugno 1968    |
| 238    | Destinazione: Groenlandia                              | F.H. Ribes                             | L'homme du San Diego                             | 1966 | 20 giugno 1968    |
| 239    | OS 117: una bomba tira l'altra                         | Josette Bruce                          | Palmarès a Palomares                             | 1966 | 27 giugno 1968    |
| 240    | Sam Durell e la ragazza luna                           | Edward S. Aarons                       | Assignment moon girl                             | 1967 | 4 luglio 1968     |
| 241    | Paese che vai spia che trovi                           | Geoffrey Davison                       | The spy who swopped shoes                        | 1967 | 11 luglio 1968    |
| 242    | L'uomo dell'UNCLE                                      | Michael Avallone                       | The man from U.n.c.l.e.                          | 1965 | 18 luglio 1968    |
| 243    | Operazione Sole nero                                   | Alain Jansen                           | Opération soleil noir                            | 1967 | 25 luglio 1968    |
| 244    | John Craig: le regole del gioco                        | James Munro                            | The money that money cant't buy                  | 1967 | 1º agosto 1968    |
| 245    | Operazione Delta                                       | Anthony McCall                         | Operation Delta                                  | 1966 | 8 agosto 1968     |
| 246    | Il segreto di Lorelei                                  | Paul Gerrard                           | Ilse est morte                                   | 1967 | 15 agosto 1968    |
| 247    | "Compare" la spia                                      | Pierre Nemours                         | Les dockers de la nuit                           | 1965 | 22 agosto 1968    |
| 248    | Commando X                                             | Poke Runyon                            | Commando X                                       | 1967 | 29 agosto 1968    |
| 249    | Nick Carter: il serpente d'oro                         | Nick Carter                            | The golden serpent                               | 1967 | 5 settembre 1968  |
| 250    | Niente rose per OS 117                                 | Josette Bruce                          | Pas de roses à ispahan OS 117                    | 1967 | 12 settembre 1968 |
| 251    | Luna di fiele per Jack Curtiss                         | Jean Bommart                           | Voyage de noces                                  | 1965 | 19 settembre 1968 |
| 252    | Joe Gall: caccia al fantasma                           | Philip Atlee                           | The irish beauty contract                        | 1966 | 26 settembre 1968 |
| 253    | SAS: Sua Altezza Serenissima                           | Gérard de Villiers                     | Rendez-vous à San Francisco                      | 1966 | 3 ottobre 1968    |
| 254    | Terrore bianco in Rodesia                              | Frank Evans                            | Terreur blanche en Rhodésie                      | 1966 | 10 ottobre 1968   |
| 255    | Jack Curtiss: opere di bene                            | Jean Bommart                           | Les philantropes                                 | 1966 | 17 ottobre 1968   |
| 256    | Domino: il giorno del giudizio                         | John Tiger                             | Doomdate                                         | 1967 | 24 ottobre 1968   |
| 257    | OS 117: con la CIA in Albania                          | Josette Bruce                          | Avanies en Albanie                               | 1967 | 31 ottobre 1968   |
| 258    | Lady spia                                              | Coral Day                              | Tell no tales                                    | 1967 | 7 novembre 1968   |
| 259    | SAS: il gioco dei potenti                              | Gérard de Villiers                     |                                                  | 1968 | 14 novembre 1968  |
| 260    | Missione al napalm                                     | Ed Lacy                                |                                                  |      | 21 novembre 1968  |
| 261    | Scheda segnaletica: stregato                           | Wilson Tucker                          |                                                  |      | 28 novembre 1968  |
| 262    | Operazione Satan                                       | George B. Mair                         |                                                  |      | 1968              |
| 263    | Una bara per la spia                                   | Manning O'brine                        |                                                  |      | 1968              |
| 264    | Undicesimo: non vivere                                 | James Hadley Chase                     | (Believed Violent)                               | 1968 | 1968              |
| 265    | Madrigale per il Liquidatore                           | John Gardner                           | (Madrigal)                                       | 1967 | 26 dicembre 1968  |
| 266    | Kern sfonda la porta d'oro                             | Marc Revest                            |                                                  |      | 2 gennaio 1969    |
| 267    | OS 117: Non perdere la testa!                          | Josette Bruce                          |                                                  |      | 9 gennaio 1969    |
| 268    | Quel tesoro di Krone                                   | Frederic Mullall                       |                                                  |      |                   |
| 269    | Jonas Wilde: l'eliminatore                             | Andrew York                            |                                                  |      |                   |
| 270    | Baci da Satan                                          | George B. Mair                         |                                                  |      |                   |
| 271    | Sam Durell: missione Sigrid                            | Edward S. Aarons                       |                                                  |      |                   |
| 272    | Visita di cortesia                                     | Richard Raine                          |                                                  |      |                   |
| 273    | C'era una volta una spia...                            | Herbert O. Phillps                     |                                                  |      |                   |
| 274    | Joe Gai: strage per gli innocenti                      | Philip Atlee                           |                                                  |      |                   |
| 275    | Domino: operazione Costa Verde                         | John Tiger                             |                                                  |      |                   |
| 276    | OS 117 contro OS 117                                   | Josette Bruce                          |                                                  |      |                   |
| 277    | La sfortuna è "ceca"                                   | Lawrence Block                         | (The Canceled Czech)                             | 1966 | 20 marzo 1969     |
| 278    | Nick Carter: trenta denari per Judas                   | Nick Carter                            |                                                  |      | 27 marzo 1969     |
| 279    | Lo spionaggio è uguale per tutti                       | Peter Rabe                             |                                                  |      |                   |
| 280    | La "sei giorni" del plutonio                           | Leo Katcher                            |                                                  |      |                   |
| 281    | Molte lingue per dire "da"                             | Hartley Howard                         |                                                  |      |                   |
| 282    | Harem rosso                                            | Jacques Roberts                        |                                                  |      |                   |
| 283    | SAS: spie sull'altra sponda                            | Gérard de Villiers                     |                                                  |      |                   |
| 284    | Fratello Caino                                         | Philip McCutchan                       |                                                  |      |                   |
| 285    | KGB-CIA: confronto diretto                             | R.C.K. Gin                             |                                                  |      |                   |
| 286    | Guerra su commissione                                  | John Brunner                           |                                                  |      |                   |
| 287    | Gli accalappiaspie                                     | Neil Macneil                           |                                                  |      |                   |
| 288    | OS 117: Baccano a Lugano                               | Josette Bruce                          |                                                  |      |                   |
| 289    | Quello "sterminio" di Nick Carter                      | Nick Carter                            |                                                  |      |                   |
| 290    | Un agente molto speciale                               | James Hadley Chase                     | (The Whiff of Money)                             | 1969 | 1969              |
| 291    | Baby spia                                              | Peter Rabe                             |                                                  |      | 1969              |
| 292    | SAS: un cimitero sul fiume Kway                        | Gérard de Villiers                     |                                                  |      | 1969              |
| 293    | Qui Washington: muoio e chiudo                         | Anthony McCall                         |                                                  |      | 1969              |
| 294    | In programma: la notte dei cristalli                   | Brian Cleeve                           |                                                  |      | 1969              |
| 295    | Molto di nuovo sul fronte orientale                    | Lou Smith                              |                                                  |      | 1969              |
| 296    | L'uomo che morì due volte                              | Andrew York                            |                                                  |      | 1969              |
| 297    | SAS: le tre vedove di Hong Kong                        | Gérard de Villiers                     |                                                  |      | 1969              |
| 298    | Nick Carter: sette contro la Grecia                    | Nick Carter                            |                                                  |      | 1969              |
| 299    | OS 117: l'"eroina" in Tangeri                          | Josette Bruce                          |                                                  |      | 1969              |
| 300    | "Notte e nebbia" a New York                            | Henry Kane                             |                                                  |      | 1969              |
| 301    | Indovina chi viene a ucciderti?                        | Ellery Queen                           |                                                  |      | 1969              |
| 302    | SAS: Scusate, ho sbagliato ussaro                      | Gérard de Villiers                     | (Magie noire à New York)                         | 1968 | 1969              |
| 303    | Uno contro il Pentagono                                | Leigh James                            | (The Capitol Hill Affair)                        | 1968 | 18 giugno 1969    |
| 304    | Riuscirà Matt Helm a salvare la figlia di tanta madre? | Donald Hamilton                        | (The Ravagers)                                   | 1964 | 25 settembre 1969 |
| 305    | Dossier "Striker"                                      | Adam Hall                              | (Quiller 3: Striker Portfolio)                   | 1968 | 1969              |
| 306    | Nick Carter e la "sporca cinquina"                     | Nick Carter                            |                                                  |      | 9 ottobre 1969    |
| 307    | Potere bianco                                          | John Morris                            |                                                  |      | 1969              |
| 308    | La "mattanza" comincia all'alba                        | Francis Ryck                           |                                                  |      | 1969              |
| 309    | OS 117: Tornado!                                       | Josette Bruce                          |                                                  |      | 1969              |
| 310    | La mezzaluna è rossa                                   | Julian Rathbone                        |                                                  |      | 6 novembre 1969   |
| 311    | Chi di bomba colpisce...                               | John Owen                              |                                                  |      | 1969              |
| 312    | Matt Helm: tradire a vista                             | Donald Hamilton                        | (The Betrayers)                                  | 1966 | 20 novembre 1969  |
| 313    | Il Danubio scorre rosso                                | Richard Meade                          |                                                  |      |                   |
| 314    | Trenta secondi su New York                             | Robert Buchard                         |                                                  |      |                   |
| 315    | OS 117 sta' al largo!                                  | Josette Bruce                          |                                                  |      |                   |
| 316    | Pitone story                                           | Vlctor Canning                         |                                                  |      | 18 dicembre 1969  |
| 317    | Attento, SAS, ti fanno la forca!                       | Gérard de Villiers                     |                                                  |      | 25 dicembre 1969  |
| 318    | Ehi, Nick, occhio alla mora!                           | Nick Carter                            |                                                  |      | 1º gennaio 1970   |
| 319    | Tradire è un po' morire                                | Francis Ryck                           |                                                  |      | 8 gennaio 1970    |
| 320    | Matt Helm: minaccia a cielo aperto                     | Donald Hamilton                        | (The Menacers)                                   | 1968 | 15 gennaio 1970   |
| 321    | Un "privato" molto pubblico                            | Henry Kane                             |                                                  |      | 1970              |
| 322    | Sul filo del coltello                                  | Julian Rathbone                        | (With my knives I know I'm good)                 | 1969 | 1970              |
| 323    | Superagenzia Boysie Oakes & C.                         | John Gardner                           |                                                  |      | 4 febbraio 1970   |
| 324    | SAS: sevizie a domicilio                               | Gérard de Villiers                     | (L'abominable sirène)                            | 1969 | 1970              |
| 325    | Amico mio, fratello assassino                          | Leigh Brackett                         |                                                  |      | 1970              |
| 326    | La lunga spirale di violenza                           | Francis Ryck                           |                                                  |      | 1970              |
| 327    | Matt Helm: non fidarsi è meglio                        | Donald Hamilton                        | (The Interlopers)                                | 1969 | 5 marzo 1970      |
| 328    | Nick Carter: un "bello" in maschera                    | Nick Carter                            |                                                  |      | 12 marzo 1970     |
| 329    | Spie d'azzardo                                         | David Savage                           |                                                  |      | 1970              |
| 330    | Disservizio diplomatico                                | Stephen Coulter                        |                                                  |      | 1970              |
| 331    | SAS: Missione: Si-Siou                                 | Gérard de Villiers                     | (Les Soucis de Si-Siou)                          | 1969 | 1970              |
| 332    | Ha spiato una sola vita                                | John Bingham                           |                                                  |      | 1970              |
| 333    | Sei sentinelle per Sam Durell                          | Edward S. Aarons                       |                                                  |      | 1970              |
| 334    | Obiettivo: "Eliminazione"                              | André Caroff                           | (Obiectif "Elimination")                         | 1969 | 23 aprile 1970    |
| 335    | Quo vadis, Nick?                                       | Nick Carter                            | (Assigment Israel)                               | 1967 | 30 aprile 1970    |
| 336    | Asso di spade per il Cremlino                          | Stephen Marlowe                        |                                                  |      | 1970              |
| 337    | Datti da fare, Otley!                                  | Martin Waddell                         |                                                  |      | 1970              |
| 338    | Di CIA si muore                                        | William Gardner                        |                                                  |      | 21 maggio 1970    |
| 339    | H2O + X: formula cataclisma                            | Philip McCutchan                       | (The Brightred businessmen)                      | 1967 | 28 maggio 1970    |
| 340    | Nick Carter: un diamante tira l'altro                  | Nick Carter                            |                                                  |      | 4 giugno 1970     |
| 341    | OS 117: vado, spio e torno                             | Josette Bruce                          | (Zizanie en Asie)                                | 1969 | 11 giugno 1970    |
| 342    | SAS: scalo a Pago Pago                                 | Gérard de Villiers                     |                                                  |      | 1970              |
| 343    | Sam Durell e l'ultimo dei Rajah                        | Edward S. Aarons                       |                                                  |      | 1970              |
| 344    | Esperto in paura                                       | Harry Hossent                          |                                                  |      | 2 luglio 1970     |
| 345    | Nick Carter: missione "El Garfio"                      | Nick Carter                            |                                                  |      | 9 luglio 1970     |
| 346    | Paese che vai segreto che trovi                        | Lawrence Block                         |                                                  |      | 1970              |
| 347    | Al servizio del presidente                             | Michael Avallone                       |                                                  |      | 1970              |
| 348    | Costa d'Avorio per OS 117                              | Josette Bruce                          |                                                  |      | 1970              |
| 349    | Al di là del muro fra le spie                          | Carl Richardson                        |                                                  |      | 1970              |
| 350    | Spia per ricatto                                       | Richard Stark                          | (The Blackbird)                                  | 1969 | 13 agosto 1970    |
| 351    | Sam Durell e il nudo nucleare                          | Edward S. Aarons                       |                                                  |      | 1970              |
| 352    | SAS: quello sporco mestiere di spia                    | Gérard de Villiers                     | (Amok à Balì)                                    | 1970 | 27 agosto 1970    |
| 353    | Com'era bella la mia spia                              | David Savage                           |                                                  |      | 1970              |
| 354    | Nick Carter e l'oro del Reno                           | Nick Carter                            |                                                  |      | 1970              |
| 355    | OS 117: documenti in vendita                           | Josette Bruce                          |                                                  |      | 17 settembre 1970 |
| 356    | Contrasto in bianco e nero                             | John Morris                            | (Candywine Development)                          | 1970 | 1970              |
| 357    | Phil Sherman: missione 1                               | Don Smith                              |                                                  |      | 1970              |
| 358    | In Norvegia fa caldo                                   | Pierre Courcel                         |                                                  |      | 1970              |
| 359    | Col Cremlino non si scherza                            | H.T. Rothwell                          |                                                  |      | 1970              |
| 360    | Parigi: transito temporaneo                            | Richard Caron                          |                                                  |      | 1970              |
| 361    | Nick Carter: giù la maschera!                          | Nick Carter                            |                                                  |      | 1970              |
| 362    | Otley, l'imprudenza non è mai troppa                   | Martin Waddell                         |                                                  |      | 1970              |
| 363    | Phil Sherman: missione 2                               | Don Smith                              |                                                  |      | 12 novembre 1970  |
| 364    | OS 117 con la CIA in Bulgaria                          | Josette Bruce                          |                                                  |      | 1970              |
| 365    | "Viet"... ato non uccidere                             | Roger Vlatimo                          | (Casse tête-viet)                                | 1965 | 26 novembre 1970  |
| 366    | Mannlicher calibro 9,5                                 | Harrv Hossent                          |                                                  |      | 1970              |
| 367    | SAS: di chi spia ferisce                               | Gérard de Villiers                     |                                                  |      | 1970              |
| 368    | Phil Sherman: missione 3                               | Don Smith                              |                                                  |      | 17 dicembre 1970  |
| 369    | L'uomo che visse due V                                 | Kenneth Royce                          |                                                  |      | 24 dicembre 1970  |
| 370    | Dove il ghiaccio scotta                                | Duncan Kyle                            |                                                  |      | 31 dicembre 1970  |
| 371    | SAS: ciclone all'ONU                                   | Gérard de Villiers                     |                                                  |      | 7 gennaio 1971    |
| 372    | Nick Carter: AXE nella manica                          | Nick Carter                            |                                                  |      |                   |
| 373    | Missione 117 per OS 117                                | Josette Bruce                          |                                                  |      |                   |
| 374    | Phil Sherman: missione 4                               | Don Smith                              |                                                  |      |                   |
| 375    | Mosca-Parigi via Bangkok                               | Maxime Delamare                        |                                                  |      |                   |
| 376    | È arrivata una nave carica di... spie                  | Elliot Arnold                          |                                                  |      |                   |
| 377    | Una sostanza "spiechedelica"                           | Graham Loro                            |                                                  |      |                   |
| 378    | Nick Carter, niente colpi di testa!                    | Nick Carter                            |                                                  |      |                   |
| 379    | Dossier "Suez"                                         | Robin Esser                            | (Hot Potato)                                     |      | 1971              |
| 380    | Assassini si muore                                     | E.W. Cunningham                        |                                                  |      | 1971              |
| 381    | SOS 117: le spie vanno a coppia                        | Josette Bruce                          |                                                  |      | 1971              |
| 382    | Phil Sherman: missione 5                               | Don Smith                              |                                                  |      | 1971              |
| 383    | Le spie muoiono in piedi                               | Michael Avallone                       |                                                  |      | 1º aprile 1971    |
| 384    | Operazione Lesnic 5                                    | Norman Fisher                          |                                                  |      | 1971              |
| 385    | Ritratto di spia                                       | Carl Richardson                        |                                                  |      | 1971              |
| 386    | Roulette russa per Nick Carter                         | Nick Carter                            |                                                  |      | 1971              |
| 387    | La lunga notte dell'agente Coplan                      | Paul Kenny                             | (La nuit de Coplan)                              | 1970 | 1971              |
| 388    | Bianco muove e uccide in tre mosse                     | Judson Phillps                         |                                                  |      | 1971              |
| 389    | Phil Sherman: missione 6                               | Don Smith                              |                                                  |      | 1971              |
| 390    | L'assassino                                            | James Anderson                         |                                                  |      | 1971              |
| 391    | SAS: missione a Saigon                                 | Gérard de Villiers                     |                                                  |      | 1971              |
| 392    | Un dollaro per morire                                  | Michael Avallone                       |                                                  |      | 1971              |
| 393    | Vita da spia                                           | Francis Ryck                           |                                                  |      | 1971              |
| 394    | Praga: cortina di fuoco                                | Brian Cleeve                           |                                                  |      | 1971              |
| 395    | Dusseldorf: rendez-vous di spie                        | Jan Bernard                            |                                                  |      | 1971              |
| 396    | Nick Carter, "jet"... tati allo sbaraglio              | Nick Carter                            |                                                  |      | 1971              |
| 397    | Oh, quante belle spie...                               | Sylvette Cabrisseau                    |                                                  |      | 1971              |
| 398    | Phil Sherman: missione 7                               | Don Smith                              | (Secret mission: Angola)                         | 1970 | 15 luglio 1971    |
| 399    | Quando il sangue scorre nero                           | Richard Meade                          |                                                  |      | 1971              |
| 400    | Coplan al rogo                                         | Paul Kenny                             | (Coplan dans la fournaise)                       | 1968 | 1971              |
| 401    | Spe...CIA...lissimamente vostro OS 117                 | Josette Bruce                          |                                                  |      | 1971              |
| 402    | "Sayonara", Sam Durell                                 | Edward S. Aarons                       | (Assignement Tokyo)                              | 1971 | 12 agosto 1971    |
| 403    | SAS: Sua Altezza la Spia                               | Gérard de Villiers                     | (Le bal de la comtesse Adler)                    | 1971 | 19 agosto 1971    |
| 404    | Matt Helm: la C.I.A. li fa e poi li accoppia           | Donald Hamilton                        | (The Poisoners)                                  | 1971 | 26 agosto 1971    |
| 405    | Ma che spia, quel Mike Shayne!                         | Brett Halliday                         |                                                  |      | 2 settembre 1971  |
| 406    | Quel gioiello di Nick Carter                           | Nick Carter                            |                                                  |      | 9 settembre 1971  |
| 407    | Coplan contro tutti                                    | Paul Kenny                             | (Les rendez-vous de Coplan)                      | 1970 | 16 settembre 1971 |
| 408    | L'occasione fa l'uomo spia                             | Roger Vlatimo                          | (Chocs sur les rocks)                            | 1967 | 23 settembre 1971 |
| 409    | Chi spia da sé...                                      | Marc Avril                             |                                                  |      | 30 settembre 1971 |
| 410    | Phil Sherman: missione 8                               | Don Smith                              |                                                  |      | 7 ottobre 1971    |
| 411    | A Hong Kong si muore                                   | Richard Severn                         |                                                  |      | 14 ottobre 1971   |
| 412    | Dove volano i "falchi"                                 | Matthew Eden                           |                                                  |      | 21 ottobre 1971   |
| 413    | Un bersaglio per due "siluri"                          | Francis Ryck                           |                                                  |      | 28 ottobre 1971   |
| 414    | Jonas Wilde: il predatore                              | Andrew York                            |                                                  |      | 4 novembre 1971   |
| 415    | Il giardino degli orsi bruni                           | Anthony Dekker                         |                                                  |      | 11 novembre 1971  |
| 416    | Nascita di un agente                                   | Angus Ross                             | (The Manchester Thing)                           | 1970 | 18 novembre 1971  |
| 417    | "Shalom", Matt                                         | François Chabrey                       |                                                  |      | 25 novembre 1971  |
| 418    | Phil Sherman: missione 9                               | Don Smith                              |                                                  |      | 2 dicembre 1971   |
| 419    | Rivolta disarmata                                      | Robert McLeod                          | (Path of Ghosts)                                 | 1971 | 9 dicembre 1971   |
| 420    | Sam Durell: dagli amici mi guardi la C.I.A.            | Edward S. Aarons                       |                                                  |      | 16 dicembre 1971  |
| 421    | Conto alla rovescia per Mike Shayne                    | Brett Hallday                          |                                                  |      | 23 dicembre 1971  |
| 422    | Kovask: la spia errante                                | Georges-Jean Arnaud                    |                                                  |      | 30 dicembre 1971  |
| 423    | "Serbo" vostro, Coplan!                                | Paul Kenny                             | (FX-18 choisit son heure)                        | 1969 | 6 gennaio 1972    |
| 424    | Spie non si nasce                                      | Philip McCutchan                       |                                                  |      | 13 gennaio 1972   |
| 425    | Phil Sherman: Missione 10                              | Don Smith                              |                                                  |      | 20 gennaio 1972   |
| 426    | SAS: massacro ad Amman                                 | Gérard de Villiers                     | (Massacre à Amman)                               | 1971 | 27 gennaio 1972   |
| 427    | Pantera nera                                           | Sylvette Cabrisseau                    |                                                  |      | 3 febbraio 1972   |
| 428    | La "controspia" di Berlino                             | Roderick Chilo                         |                                                  |      | 10 febbraio 1972  |
| 429    | M.I. 16: allarme radar                                 | Angus Ross                             | (The Huddersfield Job)                           | 1971 | 17 febbraio 1972  |
| 430    | Non ti fidar di me che son la spia                     | David R. Mounce                        |                                                  |      | 24 febbraio 1972  |
| 431    | Ed Noon in tribuna d'onore                             | Michael Avallone                       |                                                  |      | 2 marzo 1972      |
| 432    | OS 117 contro la C.I.A.                                | Josette Bruce                          |                                                  |      | 9 marzo 1972      |
| 433    | Nickissimo: Cosa Nostra                                | Nick Carter                            |                                                  |      | 16 marzo 1972     |
| 434    | Irlanda: festival di spie                              | Roger Vlatimo                          | (Lachez le tueur)                                | 1968 | 23 marzo 1972     |
| 435    | Coplan: largo ai giovani                               | Paul Kenny                             | (Coplan fait mouche)                             | 1970 | 30 marzo 1972     |
| 436    | Per amore ho catturato una spia russa                  | George Marton e Tibor Meray            |                                                  |      | 6 aprile 1972     |
| 437    | Parata di "aquile"                                     | Richard Severn                         |                                                  |      | 13 aprile 1972    |
| 438    | Phil Sherman: missione 11                              | Don Smith                              |                                                  |      | 20 aprile 1972    |
| 439    | SAS: agente di ventura                                 | Gérard de Villiers                     | (Les parias de Ceylan)                           | 1971 | 27 aprile 1972    |
| 440    | È tutto oro quel che luce                              | Duff Hart-Davis                        |                                                  |      | 4 maggio 1972     |
| 441    | Per Hong Kong senza ritorno                            | Kenneth Royce                          | (A Single to Hong Kong)                          | 1969 | 11 maggio 1972    |
| 442    | L'altra faccia dell'"OCA"                              | Roger Vlatimo                          | (Echec au cubain)                                | 1969 | 18 maggio 1972    |
| 443    | La venticinquesima immagine                            | François Chabrey                       |                                                  |      | 25 maggio 1972    |
| 444    | Lo Squalo diventa Tigre                                | Ken Stanton                            | (Cold Blue Death)                                | 1970 | 1º giugno 1972    |
| 445    | Tutte le spie del mondo                                | Robert G. Stimson e James Bellah       |                                                  |      | 8 giugno 1972     |
| 446    | Reiner: al soldo di tutti                              | Claude Klotz                           |                                                  |      | 1972              |
| 447    | Spy Story                                              | Graham Livandert                       |                                                  |      | 1972              |
| 448    | Ci vediamo a Ginevra                                   | Matthew Eden                           |                                                  |      | 29 giugno 1972    |
| 449    | Sam Durell: spara, spera, spia                         | Edward S. Aarons                       |                                                  |      | 6 luglio 1972     |
| 450    | Phil Sherman: missione 12                              | Don Smith                              |                                                  |      | 1972              |
| 451    | Orchidea nera                                          | Sylvette Cabrisseau                    |                                                  |      | 20 luglio 1972    |
| 452    | Niente fiori per la spia                               | John Browning                          |                                                  |      | 27 luglio 1972    |
| 453    | Signornò, colonnello                                   | Helen Nielsen                          | (Shot On Location)                               | 1971 | 1972              |
| 454    | SAS: Sua Altezza Segretissima                          | Gérard de Villiers                     | (L'homme de Kabul)                               | 1972 | 10 agosto 1972    |
| 455    | La trappola della libertà                              | Desmond Bagley                         | (Slade 2: The Freedom Trap / The Mackintosh Man) | 1971 | 1972              |
| 456    | OS 117: qua la mano, Sagarra                           | Josette Bruce                          | (Intèrmade en Suède)                             | 1972 | 24 agosto 1972    |
| 457    | Colpo di luna per Nick Carter                          | Nick Carter                            |                                                  |      | 31 agosto 1972    |
| 458    | Da Malta con infamia                                   | Federic Mullaly                        |                                                  |      | 1972              |
| 459    | Uomo di disonore                                       | Robert Weverka                         |                                                  |      | 1972              |
| 460    | Sequestro di presidente                                | Paul Richards                          |                                                  |      | 1972              |
| 461    | Ed Noon: a pesca di spie                               | Michael Avallone                       | (Death Dives Deep)                               | 1971 | 28 settembre 1972 |
| 462    | Metti il Tigre nell'Oceano                             | Ken Stanton                            | (Ten Seconds to Zero)                            | 1970 | 5 ottobre 1972    |
| 463    | Una valigia poco diplomatica                           | William M. Green                       |                                                  |      | 12 ottobre 1972   |
| 464    | Magia nera                                             | Sylvette Cabrisseau                    |                                                  |      | 1972              |
| 465    | John Tibbett: agente dell'M15                          | Laurence Payne                         |                                                  |      | 1972              |
| 466    | Nick Carter: non c'è rosa senza spia                   | Nick Carter                            |                                                  |      | 1972              |
| 467    | OS 117: Rosso di sera bel tempo si spara               | Josette Bruce                          |                                                  |      | 1972              |
| 468    | Commandos dell'odio                                    | Roger Vlatimo                          | (Commandos de la haine)                          | 1965 | 1972              |
| 469    | Allarme a bordo: l'eco non risponde                    | Michel Carnal                          |                                                  |      | 1972              |
| 470    | Il re è vivo, abbasso il re                            | Ross Thomas                            | (The Backup Men)                                 | 1971 | 1972              |
| 471    | Spie di complemento                                    | John Lee                               |                                                  |      | 1972              |
| 472    | Lassù qualcuno mi odia                                 | Desmond Bagley                         | (Slade 1: Running Blind)                         | 1970 | 1972              |
| 473    | Scacco matto al Rey                                    | Hy Steirman                            |                                                  |      | 1972              |
| 474    | Nelle fauci del Tigre                                  | Ken Stanton                            | (Seek, Strike and Destroy)                       | 1971 | 28 dicembre 1972  |
| 475    | SAS: safari a La Paz                                   | Gérard de Villiers                     | (Safari à La Paz)                                |      | 4 gennaio 1973    |
| 476    | OS 117: Ogni via porta alla CIA                        | Josette Bruce                          | (Maldonne a Lisbonne)                            | 1972 | 11 gennaio 1973   |
| 477    | Ditelo con i cifrari                                   | M.G. Braun                             |                                                  |      | 1973              |
| 478    | Operazione Pronto Soccorso                             | Stephen Frances                        |                                                  |      | 1973              |
| 479    | Sam Durell: senza spia d'uscita                        | Edward S. Aarons                       | (Assignement Bangkok)                            | 1972 | 1973              |
| 480    | Grazie, spia                                           | Carl Richardson                        |                                                  |      | 1973              |
| 481    | Traditore di fiducia                                   | Matthew Eden                           |                                                  |      | 1973              |
| 482    | Mike Shayne: o la va o la spacca                       | Brett Hallday                          |                                                  |      | 22 febbraio 1973  |
| 483    | Agente d'assalto                                       | Heeresma Ing                           |                                                  |      | 1973              |
| 484    | Il raggio della morte                                  | Adam Hall                              | (Hugo Bishop 2: Rook's Gambit)                   | 1955 | 8 marzo 1973      |
| 485    | Phil Sherman: missione 13                              | Don Smith                              |                                                  |      | 1973              |
| 486    | OS 117: dalle spie mi guardo io                        | Josette Bruce                          |                                                  |      | 22 marzo 1973     |
| 487    | Sono cose che decapitano                               | Roger Vlatimo                          | (Tonnerre sur Bangkok)                           | 1966 | 29 marzo 1973     |
| 488    | Il Professionista                                      | James D. Buchanan                      |                                                  |      | 1973              |
| 489    | Che diavolo di spia, quel SAS                          | Gérard de Villiers                     |                                                  |      | 1973              |
| 490    | Chi troppo in spia...                                  | John Browning                          |                                                  |      | 1973              |
| 491    | Operazione famiglia a carico                           | Richard Caron                          |                                                  |      | 1973              |
| 492    | I giorni dell'I.R.A.                                   | Jack Higgins                           | (The Savage Day)                                 | 1972 | 1973              |
| 493    | Trust a quota libera                                   | Anthony Grey                           |                                                  |      | 1973              |
| 494    | Il pescespia                                           | Misha Mleinek                          |                                                  |      | 17 maggio 1973    |
| 495    | Miami o non Miami, Coplan?                             | Paul Kenny                             | (Coplan dans le brouillard)                      | 1972 | 1973              |
| 496    | C'è una spia nel tuo letto                             | Georges-Jean Arnaud                    |                                                  |      | 1973              |
| 497    | A tutti i costi spia                                   | James Pattinson                        |                                                  |      | 1973              |
| 498    | Spie al microscopio                                    | Marc Avril                             |                                                  |      | 1973              |
| 499    | Medaglia d'oro per OS 117                              | Josette Bruce                          |                                                  |      | 1973              |
| 500    | Russo e solo                                           | Norman Shore                           | (Lonely Russian)                                 | 1972 | 1973              |

#### Numeri da 501 a 1000
| Numero | Titolo italiano                                                | Autore                            | Titolo originale                                        | Anno | Data di uscita    |
| ------ | -------------------------------------------------------------- | --------------------------------- | ------------------------------------------------------- | ---- | ----------------- |
| 501    | Tigre in immersione                                            | Ken Stanton                       | (Sargasso Secret)                                       | 1971 | 5 luglio 1973     |
| 502    | SAS: dopo di me l'Apocalisse                                   | Gérard de Villiers                | (Opération Apocalypse)                                  | 1965 | 12 luglio 1973    |
| 503    | Phil Sherman: missione 14                                      | Don Smith                         |                                                         |      | 1973              |
| 504    | Arriva il KGB                                                  | Charles Franklin                  |                                                         |      | 26 luglio 1973    |
| 505    | Spia subito, paga dopo                                         | Nicholas Rich                     | (Spy now, pay later)                                    |      | 2 agosto 1973     |
| 506    | A tutta spia                                                   | Douglas Rutherford                |                                                         |      | 9 agosto 1973     |
| 507    | Polvere di spie                                                | Angus Ross                        | (The London Assignment)                                 | 1972 | 16 giugno 1973    |
| 508    | La valletta di Sam Durell                                      | Edward S. Aarons                  |                                                         |      | 23 agosto 1973    |
| 509    | Io dubito, tu spari, lui tradisce                              | Michael Underwood                 | (Reward for a Defector)                                 | 1973 | 1973              |
| 510    | SAS: l'eroina di Vientiane                                     | Gérard de Villiers                |                                                         |      | 1973              |
| 511    | Tigre contro Tigre                                             | Ken Stanton                       | (Stalkers of the Sea)                                   | 1972 | 13 settembre 1973 |
| 512    | Ed è subito CIA                                                | Pierre Nemours                    |                                                         |      | 1973              |
| 513    | Bengala in armi                                                | Claude Rank                       |                                                         |      | 1973              |
| 514    | A tutto sequestro                                              | George B. Mair                    |                                                         |      | 1973              |
| 515    | Fuggire d'amore                                                | Elliot Cannon                     |                                                         |      | 1973              |
| 516    | Serenata spagnola per OS 117                                   | Josette Bruce                     |                                                         |      | 1973              |
| 517    | Coplan apre il fuoco                                           | Paul Kenny                        | (Coplan ouvre le feu)                                   | 1964 | 1973              |
| 518    | A proposito di Sua Altezza Serenissima                         | Gérard de Villiers                | (Berlin: Check Point Charlie)                           | 1973 | 1973              |
| 519    | Spia d'infiltrazione                                           | Whit Masterson                    | (Why She Cries, I Don't Know)                           | 1972 | 8 novembre 1973   |
| 520    | Oh, come ti spio!                                              | Fernand Berset                    |                                                         |      | 15 novembre 1973  |
| 521    | Le mille e una spia                                            | John Browning                     |                                                         |      | 1973              |
| 522    | Il Tigre mette le pinne                                        | Ken Stanton                       | (Whirlwind Beneath the Sea)                             | 1972 | 29 novembre 1973  |
| 523    | Chi trova una strega trova un tesoro                           | Wilson Tucker                     |                                                         |      | 1973              |
| 524    | Tradimento!                                                    | Michael Vinter                    |                                                         |      | 1973              |
| 525    | Incidente diplomatico                                          | André Gex                         | (Les embobineurs)                                       | 1973 | 20 dicembre 1973  |
| 526    | Bang! Bang! Sei morto                                          | June Drummond                     | (Bang! Bang! You're Dead)                               | 1973 | 1973              |
| 527    | Scorpio                                                        | Mike Roote                        | (Scorpio)                                               | 1972 | 3 gennaio 1974    |
| 528    | «Chili» con Kern                                               | Marc Revest                       | («Chili» con Kern)                                      |      | 1974              |
| 529    | Tempo di rapaci                                                | Roger Vlatimo                     | (Le temps des rapaces)                                  | 1965 | 17 gennaio 1974   |
| 530    | Missione in dodici mosse                                       | Adam Hall                         | (Hugo Bishop 1: Pawn in Jeopardy)                       | 1954 | 1974              |
| 531    | Il Tigre si mangia la coda                                     | Ken Stanton                       | (Operation Deep Six)                                    | 1972 | 31 gennaio 1974   |
| 532    | A insindacabile giudizio dell'Organizzazione                   | Peter McCurtin                    | (The Syndicate)                                         | 1972 | 1974              |
| 533    | Non svegliar la spia che dorme                                 | P.J. Herault                      | (Réseaux sommeil)                                       | 1971 | 14 febbraio 1974  |
| 534    | OS 117: sul filo del Nilo                                      | Josette Bruce                     |                                                         |      | 1974              |
| 535    | Singapore chiama Coplan                                        | Paul Kenny                        | (Singapour appelle Coplan)                              | 1973 | 1974              |
| 536    | Ai suoi disordini, generale                                    | Richard Neely                     |                                                         |      | 7 marzo 1974      |
| 537    | Per un pugno di ceneri                                         | André Gex                         |                                                         |      | 1974              |
| 538    | Cose da Matt                                                   | François Chabrey                  | (Mach 2 pour Matt)\|                                    | 1973 | 21 marzo 1974     |
| 539    | OS 117: quinto potere                                          | Josette Bruce                     | (Matin calme pou OS 117)                                | 1973 | 28 marzo 1974     |
| 540    | S.O.S.: un'ombra in mare                                       | John Owen                         |                                                         |      | 1974              |
| 541    | Phil Sherman: missione 15                                      | Don Smith                         |                                                         |      | 1974              |
| 542    | Dove soffia il vento dell'Est                                  | Alistair Mair                     |                                                         |      | 1974              |
| 543    | SAS: l'abito non fa la monaca                                  | Gérard de Villiers                | (L'ange de Montevideo)                                  | 1973 | 1974              |
| 544    | Spia pigliatutto                                               | Marc Avril                        |                                                         |      | 1974              |
| 545    | Coplan fino in fondo                                           | Paul Kenny                        | (Coplan va jusq'au bout)                                | 1972 | 1974              |
| 546    | Tigre d'acciaio                                                | Ken Stanton                       | (Operation Steelfish)                                   | 1973 | 16 maggio 1974    |
| 547    | Non scendere a "Pat"                                           | René Derain                       |                                                         |      | 1974              |
| 548    | Parola di morto                                                | Yves Dermèze                      | (Châteaux en Espagne)                                   | 1967 | 30 maggio 1974    |
| 549    | Lo chiamavano Ghiaccio                                         | Lucien Agniel                     |                                                         |      | 6 giugno 1974     |
| 550    | OS 117: la Cina delle beffe                                    | Josette Bruce                     |                                                         |      | 1974              |
| 551    | Pax per gli uomini di cattiva volontà                          | Faber Heeresma                    |                                                         |      | 1974              |
| 552    | Sam Durell: la missione è denaro                               | Edward S. Aarons                  |                                                         |      | 1974              |
| 553    | SAS: morire a Zanzibar                                         | Gérard de Villiers                |                                                         |      | 1974              |
| 554    | Phil Sherman: missione 16                                      | Don Smith                         |                                                         |      | 1974              |
| 555    | Mosca: mezzogiorno di fuoco                                    | Paul Richards                     | (Moscow at High Noon is the Target)                     | 1973 | 18 luglio 1974    |
| 556    | Sabotaggio                                                     | John Owen                         |                                                         |      | 1974              |
| 557    | Una vita venduta                                               | James O. Jackson                  |                                                         |      | 1974              |
| 558    | Tigre di salvataggio                                           | Ken Stanton                       | (Evil Cargo)                                            | 1973 | 8 agosto 1974     |
| 559    | Peter Ward: spia a tutto servizio                              | Howard Hunt                       |                                                         |      | 1974              |
| 560    | L'appartamento di K. Street                                    | Robert Travers                    |                                                         |      | 1974              |
| 561    | La spia che moriva di noia                                     | George Mikes                      |                                                         |      | 1974              |
| 562    | Jeff Boone parte in quarta                                     | Jon Messmann                      |                                                         |      | 1974              |
| 563    | Nick Carter: chiamatelo papà                                   | Nick Carter                       |                                                         |      | 1974              |
| 564    | Coplan prende il largo                                         | Paul Kenny                        | (Coplan prend le large)                                 | 1972 | 1974              |
| 565    | Mamma mia, comandante                                          | Georges-Jean Arnaud               | (Le commander et la mamma)                              | 1971 | 26 settembre 1974 |
| 566    | Il loro agente alla base                                       | Edward S. Aarons                  | (Don't cry, Beloved)                                    | 1952 | 3 ottobre 1974    |
| 567    | Peter Ward: sette stelle per Venere                            | Howard Hunt                       |                                                         |      | 1974              |
| 568    | Missili per Cuba                                               | Yves Dermèze                      |                                                         |      | 1974              |
| 569    | Intrigo spagnolesco                                            | Faber Heeresma                    |                                                         |      | 1974              |
| 570    | SAS: con un piede nella fossa                                  | Gérard de Villiers                | (Murder Inc., Las Vegas)                                | 1973 | 1974              |
| 571    | Chi tocca Philis muore                                         | Ritchie Perry                     | (Super Secret Agent 4: Nowhere Man)                     | 1973 | 1974              |
| 572    | Il compagno indesiderabile                                     | Francis Ryck                      |                                                         |      | 1974              |
| 573    | Al soldo della CIA                                             | Dan J. Marlowe                    |                                                         |      | 21 novembre 1974  |
| 574    | Dall'Inghilterra alle Ande                                     | Kenneth Benton                    | Craig and the jaguar                                    | 1973 | 28 novembre 1974  |
| 575    | Peter Ward: le torri del silenzio                              | Howard Hunt                       |                                                         |      | 5 dicembre 1974   |
| 576    | Spie e cioccolata                                              | Fernand Berset                    |                                                         |      | 1974              |
| 577    | A Ceylon con Sam Durell                                        | Edward S. Aarons                  | (Assignement Ceylon)                                    | 1973 | 1974              |
| 578    | Quiller safari                                                 | Adam Hall                         | (Quiller 5: The Tango Briefing)                         | 1973 | 1974              |
| 579    | Tre per otto                                                   | George Marton e Christopher Felix | (Three-cornered Cover)                                  | 1972 | 1º gennaio 1975   |
| 580    | Nick Carter: sano da legare                                    | Nick Carter                       |                                                         |      | 1975              |
| 581    | Jeff Boone: il gioco del terrore                               | Jon Messmann                      |                                                         |      | 16 gennaio 1975   |
| 582    | SAS: visita di scortesia                                       | Gérard de Villiers                | (Kill Henry Kissinger!)                                 | 1974 | 23 gennaio 1975   |
| 583    | Il liquidatore prende il volo                                  | John Gardner                      | (The Airline Pirates)                                   | 1970 | 30 gennaio 1975   |
| 584    | Fuoco di sbarramento                                           | Dan J. Marlowe                    |                                                         |      | 1975              |
| 585    | Mike Shayne: a un passo dalla spia                             | Brett Halliday                    |                                                         |      | 1975              |
| 586    | Pericolo di vita                                               | Elliot Cannon                     |                                                         |      | 1975              |
| 587    | Prudenza, comandante!                                          | Georges-Jean Arnaud               |                                                         |      | 1975              |
| 588    | Tra gli artigli del Tigre                                      | Ken Stanton                       | The sea monster                                         | 1974 | 6 marzo 1975      |
| 589    | Peter Ward: è scomparso un agente                              | Howard Hunt                       |                                                         |      | 1975              |
| 590    | Sam Durell e la reginadelle amazzoni                           | Edward S. Aarons                  | (Assignement Amazon Queen)                              | 1974 | 1975              |
| 591    | Progetto Perù                                                  | Alec Haig                         |                                                         |      | 1975              |
| 592    | Farrow prende il timone                                        | Angus Ross                        | (The Dunfermline Affair)                                | 1973 | 3 aprile 1975     |
| 593    | Questione di diplomazia                                        | Warren Tute                       | (A Matter of Diplomacy)                                 | 1969 | 10 aprile 1975    |
| 594    | Blood: vendetta chiama sangue                                  | Allan Morgan                      | (Blood)                                                 | 1974 | 17 aprile 1975    |
| 595    | Nick Carter: ah, come cospiro!                                 | Nick Carter                       |                                                         |      | 24 aprile 1975    |
| 596    | SAS: roulette cambogiana                                       | Gérard de Villiers                | (Roulette Cambodgienne)                                 | 1974 | 1975              |
| 597    | Peter Ward: ritorno da Vorkuta                                 | Hovard Hunt                       |                                                         |      | 1975              |
| 598    | OS 117: tango per corda                                        | Josette Bruce                     |                                                         |      | 1975              |
| 599    | Ku-Klux-Kern                                                   | Marc Revest                       |                                                         |      | 22 maggio 1975    |
| 600    | Succede nelle peggiori famiglie                                | Ross Thomas                       |                                                         |      | 29 maggio 1975    |
| 601    | Sam Durell a Sumatra                                           | Edward S. Aarons                  | (Assignement Sumatra)                                   | 1974 | 1975              |
| 602    | Scientificamente violento                                      | Will Manson                       |                                                         |      | 1975              |
| 603    | Sonntag                                                        | Michael Sinclair                  |                                                         |      | 1975              |
| 604    | Blood: strage chiamata vendetta                                | Allan Morgan                      |                                                         |      | 1975              |
| 605    | Spia fuori gioco                                               | Warren Tute                       |                                                         |      | 1975              |
| 606    | SAS: appuntamento a Boris Gleb                                 | Gérard de Villiers                |                                                         |      | 10 luglio 1975    |
| 607    | L'autunno di Praga                                             | Josef Nesvadba                    |                                                         |      | 1975              |
| 608    | Il ritorno dell'assassino                                      | Alfred Tack                       |                                                         |      | 1975              |
| 609    | Phil Sherman: missione 17                                      | Don Smith                         |                                                         |      | 1975              |
| 610    | Jeff Boone il tuttofare                                        | Jon Messmann                      |                                                         |      | 1975              |
| 611    | Domani sul secondo canale                                      | André Gex                         |                                                         |      | 14 agosto 1975    |
| 612    | Nick Carter: il leone dormiente                                | Nick Carter                       |                                                         |      | 21 agosto 1975    |
| 613    | Morire d'IRA                                                   | Jean-Gerard                       |                                                         |      | 1975              |
| 614    | Una Sirena per il Tigre                                        | Ken Stanton                       | (Operation Mermaid)                                     | 1974 | 4 settembre 1975  |
| 615    | Questione di tradimento                                        | Warren Tute                       |                                                         |      | 1975              |
| 616    | E lo chiamavano Drago                                          | Bernard Soullé                    |                                                         |      | 1975              |
| 617    | A tutto piombo                                                 | Andrew York                       |                                                         |      | 1975              |
| 618    | Sam Durell: attacca su due fronti                              | Edward S. Aarons                  |                                                         |      | 1975              |
| 619    | SAS: rabbia a Belfast                                          | Gérard de Villiers                | (Furie à Belfast)                                       |      | 9 ottobre 1975    |
| 620    | Bella da morire                                                | Dennis Sinclair                   |                                                         |      | 16 ottobre 1975   |
| 621    | Pasticcio alla tunisina                                        | Kenneth Benton                    |                                                         |      | 1975              |
| 622    | Nick Carter: la voce del cobra                                 | Nick Carter                       | (Sign of the Cobra)                                     | 1974 | 30 ottobre 1975   |
| 623    | Alle spie piace Formosa                                        | Dennis Miller                     |                                                         |      | 1975              |
| 624    | Norslag!                                                       | Michael Sinclair                  |                                                         |      | 1975              |
| 625    | Il residente                                                   | Warren Tute                       | (The Resident)                                          | 1973 | 20 novembre 1975  |
| 626    | Elveticamente vostro                                           | Fernand Berset                    |                                                         |      | 1975              |
| 627    | Un ciclone per Matt                                            | François Chabrey                  |                                                         |      | 1975              |
| 628    | Gli eredi del blocco 19                                        | Emmanuel Errer                    |                                                         |      | 1975              |
| 629    | Avril e la rompiscatole                                        | Marc Avril                        |                                                         |      | 1975              |
| 630    | L'avventura del Suvarov                                        | Duncan Kyle                       | (The Suvarov Adventure)                                 | 1973 | 25 dicembre 1975  |
| 631    | La cavalcata della valchiria                                   | Robert Vaughan                    | (The Valkyrie Mandate)                                  | 1974 | 1976              |
| 632    | Doccia scozzese                                                | Michael Sinclair                  |                                                         |      | 1976              |
| 633    | L'Oriente è rosso                                              | Gavin Black                       |                                                         |      | 1976              |
| 634    | SAS: vespaio in Angola                                         | Gérard de Villiers                | (Guêpier en Angola)                                     | 1975 | 1976              |
| 635    | Phil Sherman: missione 18                                      | Don Smith                         |                                                         |      | 1976              |
| 636    | Liberi si muore                                                | Abraham Rothberg                  |                                                         |      | 1976              |
| 637    | Grazie, zio!                                                   | Rhona Petrie                      |                                                         |      | 1976              |
| 638    | Lungo viaggio verso New York                                   | Michael Mason                     |                                                         |      | 1976              |
| 639    | Nell'occhio del mirino                                         | Dermot O'Connor                   | (The Slender Chanche)                                   | 1973 | 26 febbraio 1976  |
| 640    | OS 117: frenesia a Nicosia                                     | Josette Bruce                     |                                                         |      | 1976              |
| 641    | Il comandante e il disertore                                   | G.S. Arnaud                       |                                                         |      | 1976              |
| 642    | Spie a reazione                                                | Ken Bernstein                     |                                                         |      | 1976              |
| 643    | Profondo azzurro                                               | Mark Hebden                       |                                                         |      | 1976              |
| 644    | Le vedove nere                                                 | Jon Messmann                      |                                                         |      | 1976              |
| 645    | SAS: gli ostaggi di Tokyo                                      | Gérard de Villiers                | (Les otages de Tokyo)                                   | 1975 | 8 aprile 1976     |
| 646    | Metti una sera in Cina                                         | Gavin Black                       |                                                         |      | 1976              |
| 647    | Tutti gli uomini del presidente                                | John Crosby                       |                                                         |      | 1976              |
| 648    | Dossier Mafia                                                  | Dan J. Marlowe                    |                                                         |      | 29 aprile 1976    |
| 649    | Il seme dell'oro                                               | William M. Green                  |                                                         |      | 6 maggio 1976     |
| 650    | Sam Durell la petrolspia                                       | Edward S. Aarons                  | (Assignement Black Gold)                                | 1975 | 13 maggio 1976    |
| 651    | Sinfonia in piombo maggiore                                    | James Dillon White                |                                                         |      | 20 maggio 1976    |
| 652    | Peggio che spia                                                | John Winwright                    | (Cause for a Killing)                                   | 1974 | 27 maggio 1976    |
| 653    | L'affare Robespierre                                           | Nicholas Luard                    |                                                         |      | 1976              |
| 654    | SAS: ordine a Santiago                                         | Gérard de Villiers                |                                                         |      | 10 giugno 1976    |
| 655    | La parola è dinamite                                           | Hugh Pentecost                    |                                                         |      | 17 giugno 1976    |
| 656    | Il gruppo selvaggio                                            | Matthew Eden                      |                                                         |      | 24 giugno 1976    |
| 657    | CIA-KGB zero a zero                                            | Leigh James                       |                                                         |      | 1º luglio 1976    |
| 658    | Prognosi riservatissima                                        | Kenneth Royce                     | (Code Name: Woodcutter)                                 | 1975 | 8 luglio 1976     |
| 659    | Chi è Bruno?                                                   | Palma Harcourt                    | (A Fair Exchange)                                       | 1975 | 16 luglio 1976    |
| 660    | Montreal: Missione Olimpiadi                                   | Pamela Ferguson                   |                                                         |      | 1976              |
| 661    | Quiller Cifrario                                               | Adam Hall                         | (Quiller 6: The Mandarin Cypher)                        | 1975 | 1976              |
| 662    | Le spie hanno sete                                             | Jean Delion                       |                                                         |      | 1976              |
| 663    | Nick Carter: fino all'ultimo codice                            | Nick Carter                       |                                                         |      | 1976              |
| 664    | Groenlandia: target 5                                          | Colin Forbes                      |                                                         |      | 1976              |
| 665    | Non camminare. Corri                                           | George Marton                     |                                                         |      | 1976              |
| 666    | SAS: garofani rossi                                            | Gérard de Villiers                |                                                         |      | 2 settembre 1976  |
| 667    | La maledizione di Capac                                        | Sal Giannetta                     |                                                         |      | 1976              |
| 668    | Con un cervello così                                           | Gary Brandner                     |                                                         |      | 1976              |
| 669    | Pronto? Qui KGB                                                | Walter Wager                      |                                                         |      | 1976              |
| 670    | Sotto vuoto spinto                                             | Roger L. Simon                    |                                                         |      | 1976              |
| 671    | Nel nome del figlio                                            | Anthony North                     |                                                         |      | 1976              |
| 672    | Al miglior offerente                                           | Brian Freemantle                  | (The Man Who Wanted Tomorrow)                           | 1975 | 14 ottobre 1976   |
| 673    | Week-end a Cartagena                                           | André Gex                         |                                                         |      | 21 ottobre 1976   |
| 674    | A Sao Tomé: l'inferno                                          | Robert Rostand                    |                                                         |      | 1976              |
| 675    | Il filibustiere dei Caraibi                                    | Ritchie Perry                     | (Super Secret Agent 5: Holiday with a Vengeance)        | 1974 | 1976              |
| 676    | Coplan a denti stretti                                         | Paul Kenny                        | (Coplan a la dent dure)                                 | 1973 | 1976              |
| 677    | Appuntamento a Newport                                         | Howard R. Simpson                 |                                                         |      | 1976              |
| 678    | Jonas Wilde: l'incantatore                                     | Andrew York                       |                                                         |      | 1976              |
| 679    | SAS: embargo                                                   | Gérard de Villiers                | (Embargo)                                               | 1976 | 2 dicembre 1976   |
| 680    | Il fine giustifica la spia                                     | Harry Homewood                    |                                                         |      | 1976              |
| 681    | Come un tamburo nel buio                                       | Francis Clifford                  |                                                         |      | 1976              |
| 682    | Spionaggio d'autore                                            | Brian Garfield                    |                                                         |      | 1976              |
| 683    | Meglio assassino                                               | George Markstein                  | (The Man from Yesterday)                                | 1976 | 30 dicembre 1976  |
| 684    | Un rosario calibro 6,35                                        | John Braine                       | (Xavier Flynn 1: The Pious Agent)                       | 1975 | 6 gennaio 1977    |
| 685    | SAS: conto alla rovescia in Rhodesia                           | Gérard de Villiers                | (Compte à rebours en Rhodésie)                          | 1976 | 13 gennaio 1977   |
| 686    | Philis di ferro                                                | Ritchie Perry                     | (Super Secret Agent 6: Your Money and Your Wife)        | 1975 | 20 gennaio 1977   |
| 687    | Gli uomini di Pretoria                                         | Hilary Ng'Weno                    | (The Men from Pretoria)                                 | 1976 | 27 gennaio 1977   |
| 688    | La notte più lunga                                             | Edward S. Hyams                   | (The Final Agenda)                                      | 1973 | 3 febbraio 1977   |
| 689    | Cocktail al greggio                                            | Donald Hamilton                   | (The Terminators)                                       | 1975 | 10 febbraio 1977  |
| 690    | Messaggio da Assalonne                                         | Anne Armstrong                    |                                                         |      | 1977              |
| 691    | Per un milione di pallottole                                   | Michael Wolfe                     |                                                         |      | 1977              |
| 692    | Nobel all'odio                                                 | Brian Freemantle                  | (Face me when you walk away)                            | 1974 | 3 marzo 1977      |
| 693    | Lo scambio                                                     | Walter Wager                      |                                                         |      | 10 marzo 1977     |
| 694    | SAS: sudestremista asiatico                                    | Gérard de Villiers                | (Le disparu de Singapour)                               | 1976 | 1977              |
| 695    | Nodo scorsoio                                                  | Dan J. Marlowe                    |                                                         |      | 1977              |
| 696    | Hanno rapito il presidente                                     | Charles Templeton                 |                                                         |      | 1977              |
| 697    | Prima di uscire, paga                                          | John Murphy                       |                                                         |      | 1977              |
| 698    | Orione, terminal di spie                                       | Nicholas Luard                    |                                                         |      | 1977              |
| 699    | Sussurri e morte                                               | Howard E. Hunt                    |                                                         |      | 21 aprile 1977    |
| 700    | Phil Sherman: missione 19                                      | Don Smith                         |                                                         |      | 1977              |
| 701    | Sam Durell e il drago afgano                                   | Edward S. Aarons                  | (Assignement Afghan)                                    | 1976 | 1977              |
| 702    | Nick Carter: il primo della lista                              | Nick Carter                       |                                                         |      | 12 maggio 1977    |
| 703    | SAS: con Krisantem ad Atene                                    | Gérard de Villiers                |                                                         |      | 1977              |
| 704    | Arnbach: castello di spie                                      | Jim Ryan                          |                                                         |      | 26 maggio 1977    |
| 705    | Dossier speciale                                               | Ted Allbeury                      | (The Special Collection)                                | 1975 | 1977              |
| 706    | Quella peste di John Marshall                                  | Mark Denning                      |                                                         |      | 1977              |
| 707    | X + B = morte                                                  | Leslle Waller                     |                                                         |      | 1977              |
| 708    | Ichabod: la gloria è tramontata                                | Mark Yeomen                       |                                                         |      | 23 giugno 1977    |
| 709    | Sam Durell: missione Liocorno                                  | Edward S. Aarons                  | (Assignement Unicorn)                                   | 1976 | 1977              |
| 710    | SAS e il tesoro del Negus                                      | Gérard de Villiers                | (Le trésor du Négus)                                    | 1977 | 1977              |
| 711    | Bustillo                                                       | Kenneth Royce                     | (Bustillo)                                              | 1976 | 1977              |
| 712    | Quiller nelle spire del Kobra                                  | Adam Hall                         | (Quiller 7: The Kobra Manifesto)                        | 1976 | 1977              |
| 713    | Tingi di sangue la Casa Bianca                                 | Serge Jacquemard                  | (Flaques rouge sang autour de la Maison-Blanche)        | 1976 | 28 luglio 1977    |
| 714    | John Marshall: a tuffo nella baia                              | Mark Denning                      |                                                         |      | 1977              |
| 715    | Il dormiente                                                   | Bruce Crowther                    |                                                         |      | 1977              |
| 716    | Nick Carter: troppi soldi poco onore                           | Nick Carter                       |                                                         |      | 1977              |
| 717    | Eisenberg: all'ottava crociata                                 | Philip Chase                      |                                                         |      | 25 agosto 1977    |
| 718    | Il disordine è ristabilito                                     | Raymond Hawkey e Roger Bingham    |                                                         |      | 1977              |
| 719    | Contratto in nero                                              | Patrick Alexander                 |                                                         |      | 1977              |
| 720    | Un sicario per Philis                                          | Ritchie Perry                     | (Super Secret Agent 7: One Good Death Deserves Another) | 1976 | 1977              |
| 721    | Pistola cercasi                                                | James Mitchell                    |                                                         |      | 1977              |
| 722    | La CIA sotto la pelle                                          | K.R. Dwyer                        | (Dragonfly)                                             | 1975 | 29 settembre 1977 |
| 723    | Il nemico siamo noi                                            | Desmond Bagley                    | (The Enemy)                                             | 1977 | 1977              |
| 724    | Quel vulcano di Nick Carter                                    | Nick Carter                       |                                                         |      | 1977              |
| 725    | Coplan: diplomazia del terrore                                 | Paul Kenny                        | (Diplomatie de la terreur)                              | 1975 | 20 ottobre 1977   |
| 726    | Eisenberg: mercante di morte                                   | Philip Chase                      |                                                         |      | 1977              |
| 727    | Spia a rendere                                                 | Dorothea Benneth                  |                                                         |      | 1977              |
| 728    | Il quarto uomo                                                 | Lou Smith                         |                                                         |      | 1977              |
| 729    | Dio salvi SAS                                                  | Gérard de Villiers                | (Protection pour Teddy Bear)                            | 1977 | 17 novembre 1977  |
| 730    | Fra sette giorni, a Salisburgo                                 | James Dillon White                |                                                         |      | 24 novembre 1977  |
| 731    | Phil Sherman: missione 20                                      | Don Smith                         |                                                         |      | 1º dicembre 1977  |
| 732    | Terrorista d'onore                                             | Mary Penoyre                      |                                                         |      | 1977              |
| 733    | Riposa in pace e così CIA                                      | William M. Green                  |                                                         |      | 1977              |
| 734    | Eisenberg: fuoco a volontà                                     | Philip Chase                      |                                                         |      | 22 dicembre 1977  |
| 735    | Il pianificatore                                               | Tony Willamson                    |                                                         |      | 29 dicembre 1977  |
| 736    | Il giorno dell'assassino                                       | Oliver Jacks                      |                                                         |      | 5 gennaio 1978    |
| 737    | Svegliati e spia                                               | George Markstein                  | (Change Awakening)                                      | 1977 | 12 gennaio 1978   |
| 738    | John Marshall: l'uomo di Singapore                             | Mark Denning                      |                                                         |      | 1978              |
| 739    | SAS: ostaggi in Somalia                                        | Gérard de Villiers                | (Mission impossible en Somalia)                         | 1977 | 26 gennaio 1978   |
| 740    | Quadriglia moscovita                                           | Ted Allbeury                      | (Moscow Quadrille)                                      | 1976 | 1978              |
| 741    | La traccia del lupo                                            | John Gardner                      | (The Werewolf Trace)                                    | 1977 | 1978              |
| 742    | Calibro piombo                                                 | Jim Garrison                      |                                                         |      | 1978              |
| 743    | Nel cuore del bersaglio                                        | Joe Poyer                         |                                                         |      | febbraio 1978     |
| 744    | Phil Sherman: missione 21                                      | Don Smith                         |                                                         |      | 2 marzo 1978      |
| 745    | Spia per diletto                                               | Douglas Vallance                  |                                                         |      | 1978              |
| 746    | Missione a regola d'arte                                       | Jan Roberts                       | (The Judas Sheep)                                       | 1975 | 16 marzo 1978     |
| 747    | La fuga                                                        | John Owen                         |                                                         |      | 1978              |
| 748    | Compagno presidente                                            | Ted Allbeury                      | (The Man with the President's Mind)                     | 1977 | 30 marzo 1978     |
| 749    | Duro come diamante                                             | Wilfred Greatorex                 |                                                         |      | 6 aprile 1978     |
| 750    | Quel ghiottone di Joe Gall                                     | Philip Atlee                      | (The White Wolverine Contract)                          | 1971 | 13 aprile 1978    |
| 751    | Basso tradimento                                               | Mark Denning                      |                                                         |      | 1978              |
| 752    | Alla ricerca del tempo passato                                 | James Anderson                    | (Appearance of Evil)                                    | 1977 | 27 aprile 1978    |
| 753    | Mosca con gli artigli                                          | Richard Graves                    |                                                         |      | 1978              |
| 754    | Tutti a picco inesorabilmente                                  | William Katz                      | (North Star Crusade)                                    | 1976 | 11 maggio 1978    |
| 755    | Uno sporco affare                                              | James Mitchell                    |                                                         |      | maggio 1978       |
| 756    | La nostra spia a Damasco                                       | Howard Kaplan                     |                                                         |      | 1978              |
| 757    | La crisi dello Jupiter                                         | William Harrington                |                                                         |      | 1978              |
| 758    | SAS: maratona a Spanish Harlem                                 | Gérard de Villiers                |                                                         |      | 1978              |
| 759    | Un carico di terrore                                           | Robert Charles                    | (Mark Nicolson 4: The Scream of Dove)                   | 1976 | 1978              |
| 760    | Jonas Wilde: il risolutore                                     | Andrew York                       | (The Infiltrator)                                       | 1971 | 22 giugno 1978    |
| 761    | Un uomo, una spia                                              | Brian Freemantle                  | (The November Man)                                      | 1976 | 29 giugno 1978    |
| 762    | Amigo, amigo                                                   | Francis Clifford                  |                                                         |      | 1978              |
| 763    | Matt Helm: a proposito di terrore                              | Donald Hamilton                   | (The Terrorizers)                                       | 1977 | 1978              |
| 764    | Profondo gelo                                                  | Duncan Kyle                       | (In Deep)                                               | 1976 | 29 luglio 1978    |
| 765    | Un jet per Charlie 14                                          | Ted Allbeury                      | (The Only Good German)                                  | 1976 | 1978              |
| 766    | Due minuti per vivere                                          | Len Goldberg                      |                                                         |      | 1978              |
| 767    | Morire di gioia                                                | Mike Jahn                         |                                                         |      | 10 agosto 1978    |
| 768    | SAS: naufragio alle Seychelles                                 | Gérard de Villiers                | (Naufrage aux Seychelles)                               | 1978 | 17 agosto 1978    |
| 769    | La paura fa 89                                                 | Mark Hebden                       |                                                         |      | 1978              |
| 770    | Dove approdano gli assassini                                   | William Judson                    |                                                         |      | 31 agosto 1978    |
| 771    | Nick Carter e amen                                             | Nick Carter                       | (The Sign of the Prayer Shawl)                          | 1976 | 7 settembre 1978  |
| 772    | La "neve" è sporca                                             | Mark Denning                      |                                                         |      | 14 settembre 1978 |
| 773    | A vostro rischio e pericolo                                    | Palma Harcourt                    | (At High Risk)                                          | 1977 | 21 settembre 1978 |
| 774    | Il palazzo di vetro                                            | Will Perry                        |                                                         |      | 1978              |
| 775    | McHugh                                                         | Jay Flynn                         |                                                         |      | 1978              |
| 776    | Il mercenario                                                  | Frank Ross                        |                                                         |      | 12 ottobre 1978   |
| 777    | Il dottor Morte                                                | Walter Wager                      |                                                         |      | 1978              |
| 778    | Che disastro!                                                  | John Churchward                   |                                                         |      | 26 ottobre 1978   |
| 779    | SAS: la primavera di Varsavia                                  | Gérard de Villiers                | (Le printemps de Varsavie)                              | 1978 | 2 novembre 1978   |
| 780    | Perché un poeta?                                               | William H. Hallahan               |                                                         |      | 9 novembre 1978   |
| 781    | Eroi d'autunno                                                 | Oliver Jacks                      |                                                         |      | 1978              |
| 782    | Ladri di morte                                                 | Whit Masterson                    | (Hunter of the Blood)                                   | 1977 | 1978              |
| 783    | Agenti d'influenza                                             | Palma Harcourt                    | (Agents of Influence)                                   | 1978 | novembre 1978     |
| 784    | Il francese                                                    | Velda Johnston                    |                                                         |      | 7 dicembre 1978   |
| 785    | Trovate la Sanna Maru                                          | Tasman Beattie                    |                                                         |      | 14 dicembre 1978  |
| 786    | Dossier NATO                                                   | Helen Macinnes                    |                                                         |      | 21 dicembre 1978  |
| 787    | Il tocco di Satana                                             | Kenneth Royce                     | (The Satan Touch)                                       | 1978 | 28 dicembre 1978  |
| 788    | Il volo del corvo                                              | Robert Charles                    | (Mark Nicolson 3: The Flight of the Raven)              | 1975 | gennaio 1979      |
| 789    | SAS: mai di sabato                                             | Gérard de Villiers                | (Le gardien d'Israël)                                   | 1978 | 11 gennaio 1979   |
| 790    | John Marshall non paga riscatti                                | Mark Denning                      |                                                         |      | 18 gennaio 1979   |
| 791    | La terza forza                                                 | Dennis Sinclair                   |                                                         |      | 25 gennaio 1979   |
| 792    | Scacco alla CIA                                                | Harold King                       |                                                         |      | 1º febbraio 1979  |
| 793    | E tu spierai con dolore                                        | Jack H. Crisp                     | (The Job Man)                                           |      | 8 febbraio 1979   |
| 794    | Golpe all'inglese                                              | Kenneth Benton                    |                                                         |      | febbraio 1979     |
| 795    | Spia al capolinea                                              | Clive Egleton                     |                                                         |      | 1979              |
| 796    | Quei bravi ragazzi di Langley                                  | Dan Sherman                       |                                                         |      | 1979              |
| 797    | Il controllore                                                 | John Owen                         |                                                         |      | 1979              |
| 798    | Col falco agli occhi                                           | Jim Henaghan                      | (Azor!)                                                 | 1977 | 15 marzo 1979     |
| 799    | Progetto Nettuno                                               | Samuel Edwards                    |                                                         |      | 22 marzo 1979     |
| 800    | Maestro d'armi                                                 | Ritchie Perry                     | (Super Secret Agent 8: Dead End)                        | 1977 | 1979              |
| 801    | Sulla strada per Burgos                                        | Angus Ross                        | (The Burgos Contract)                                   | 1978 | 1979              |
| 802    | Ricatto fraterno                                               | Dennis Sinclair                   |                                                         |      | 1979              |
| 803    | Ultimatum                                                      | Anthony Trew                      |                                                         |      | 1979              |
| 804    | Barracuda                                                      | Irving A. Greenfield              |                                                         |      | 26 aprile 1979    |
| 805    | SAS: panico nello Zaire                                        | Gérard de Villiers                | (Panique au Zaïre)                                      | 1978 | 3 maggio 1979     |
| 806    | OK, compagno                                                   | James Dillon White                |                                                         |      | 10 maggio 1979    |
| 807    | Marxista allo champagne                                        | Reg Gadney                        |                                                         |      | 1979              |
| 808    | La spia dalle uova d'oro                                       | Anne Armstrong Thompson           |                                                         |      | 24 maggio 1979    |
| 809    | L'onorevole scandalo                                           | Leslie Watkins                    |                                                         |      | 1979              |
| 810    | L'uomo di Brasilia                                             | Ken Bernstein                     |                                                         |      | 1979              |
| 811    | Killer in provetta                                             | John Maccabee                     |                                                         |      | 1979              |
| 812    | Il killer è di scena                                           | Dean Selmier e Mark Kram          |                                                         |      | 21 giugno 1979    |
| 813    | E i cani dormono                                               | Frank Ross                        |                                                         |      | 28 giugno 1979    |
| 814    | La guerra privata del signor Martin                            | Christopher Fitzsimons            |                                                         |      | 5 luglio 1979     |
| 815    | Fatelo con i fiori                                             | John Braine                       |                                                         |      | 12 luglio 1979    |
| 816    | SAS: crociata a Managua                                        | Gérard de Villiers                |                                                         |      | 1979              |
| 817    | Agente atmosferico                                             | Dan Sherman                       |                                                         |      | 26 luglio 1979    |
| 818    | Flynn                                                          | Gregory Mcdonald                  |                                                         |      | 1979              |
| 819    | La comparsa                                                    | Virgil Scott e Dominic Koski      |                                                         |      | 9 agosto 1979     |
| 820    | Charlie, a tutti i costi                                       | Brian Freemantle                  | (Muffin 2: Clap Hands, Here Charlie)                    | 1978 | 1979              |
| 821    | L'ora della libertà                                            | Anthony Stuart                    |                                                         |      | 23 agosto 1979    |
| 822    | Vicolo cieco                                                   | Tony Kenrick                      |                                                         |      | 30 agosto c1979   |
| 823    | Guerra alla volpe                                              | Bob Langley                       |                                                         |      | 1979              |
| 824    | Il giorno dello Scorpione                                      | Franklin Prout                    |                                                         |      | 13 settembre 1979 |
| 825    | Alleluja, Michael                                              | Mike Storey                       |                                                         |      | 20 settembre 1979 |
| 826    | SAS: vedi Malta e poi muori                                    | Gérard de Villiers                |                                                         |      | 1979              |
| 827    | Tanto vale fare la spia                                        | Robert Rostand                    |                                                         |      | 1979              |
| 828    | L'uomo con due orologi                                         | Whit Masterson                    | (The Man with Two Clocks)                               | 1974 | 11 ottobre 1979   |
| 829    | Codice Z                                                       | Joel Swerdlow                     |                                                         |      | 18 ottobre 1979   |
| 830    | Giorni d'Arabia                                                | Antony Melville-Ross              |                                                         |      | 25 ottobre 1979   |
| 831    | Funerale a Dublino                                             | Palma Harcourt                    | (A Sleep of Spies)                                      | 1979 | 1979              |
| 832    | Squali a colazione                                             | Peter Lars Sandberg               |                                                         |      | 1979              |
| 833    | Salto mortale                                                  | James Patterson                   |                                                         |      | 1979              |
| 834    | A pesca di spie                                                | Richard Butler                    |                                                         |      | 1979              |
| 835    | Operazione profeta                                             | Robert B. Asprey                  |                                                         |      | 1979              |
| 836    | SAS: Shangai-Express                                           | Gérard de Villiers                |                                                         |      | 1979              |
| 837    | A Kampala, un killer                                           | William Wingate                   |                                                         |      | 13 dicembre 1979  |
| 838    | Morte di un agente                                             | R.E. Harrington                   |                                                         |      | 20 dicembre 1979  |
| 839    | Spia in contanti                                               | Bernard Peterson                  |                                                         |      | 27 dicembre 1979  |
| 840    | L'agente di Corfù                                              | Kenneth Benton                    |                                                         |      | 3 gennaio 1980    |
| 841    | Spia al cioccolato                                             | David M. Alexander                | The Chocolate Spy                                       |      | 10 gennaio 1980   |
| 842    | Philis, l'alfiere                                              | Ritchie Perry                     | (Super Secret Agent 10: The Bishop's Pawn)              | 1979 | 1980              |
| 843    | Due ali per Quiller                                            | Adam Hall                         | (Quiller 8: The Sinkiang Executive)                     | 1978 | 1980              |
| 844    | Ordine di chiusura                                             | Philip Friedman                   |                                                         |      | 1980              |
| 845    | I falchi rossi                                                 | Al Dempsey e Robin Moore          |                                                         |      | 7 febbraio 1980   |
| 846    | Il coltello                                                    | David Atlee e Phillps Mack        |                                                         |      | 1980              |
| 847    | Sbatti la CIA in prima pagina                                  | Marc Olden                        |                                                         |      | 21 febbraio 1980  |
| 848    | SAS el matador                                                 | Gérard de Villiers                | (Operation Matador)                                     | 1979 | 1980              |
| 849    | Figlio di spia                                                 | Oliver Jacks                      |                                                         |      | 6 marzo 1980      |
| 850    | Bilancio in nero                                               | Geoffrey Watson                   |                                                         |      | 13 marzo 1980     |
| 851    | La bugia corre sul filo                                        | Franklln Bandy                    |                                                         |      | 1980              |
| 852    | Cash: uragano sulla Casa Bianca                                | Gerard Cambri                     |                                                         |      | 27 marzo 1980     |
| 853    | Non dormire, spia                                              | Erick Clark                       |                                                         |      | 3 aprile 1980     |
| 854    | A Beirut si muore                                              | Ian Stuart Black                  |                                                         |      | 10 aprile 1980    |
| 855    | Un nome per il killer                                          | John Midgley                      |                                                         |      | 1980              |
| 856    | Sul filo dell'odio                                             | Elliot Cannon                     |                                                         |      | 1980              |
| 857    | La trappola del bufalo                                         | Richard Butler                    |                                                         |      | 1980              |
| 858    | Ad Amburgo si cambia                                           | Angus Ross                        | (The Hamburg Switch)                                    | 1980 | 8 maggio 1980     |
| 859    | Flashback                                                      | Ted Allbeury                      | (The Lantern Network)                                   | 1978 | 1980              |
| 860    | Una bella notte per morire                                     | Jack Higgins                      | (A Fine Night for Dying)                                | 1969 | 1980              |
| 861    | Che fredda, questa guerra                                      | David Brierley                    |                                                         |      | 1980              |
| 862    | Nick Carter: il falcone irlandese                              | Nick Carter                       |                                                         |      | 1980              |
| 863    | Cash: massacro a Manhattan                                     | Gerard Cambri                     |                                                         |      | 12 giugno 1980    |
| 864    | L'ultima tromba                                                | John Gardner                      | (Golgotha)                                              | 1980 | 19 giugno 1980    |
| 865    | Due per morire                                                 | Ted Allbeury                      | (The Alpha List)                                        | 1979 | 1980              |
| 866    | L'infiltrato                                                   | Kenneth Royce                     | (The Third Arm)                                         | 1980 | 3 luglio 1980     |
| 867    | I maestri del terrore                                          | Norman Garbo                      |                                                         |      | 10 luglio 1980    |
| 868    | Chi ha paura del lupo mannaro?                                 | Gary Vaughan                      |                                                         |      | 17 luglio 1980    |
| 869    | SAS: duello a Barranquilla                                     | Gérard de Villiers                |                                                         |      | 24 luglio 1980    |
| 870    | Il canto del gallo                                             | Mary Key Simmons                  |                                                         |      | 31 luglio 1980    |
| 871    | Una dose di rabbia                                             | David Thurlow                     |                                                         |      | 7 agosto 1980     |
| 872    | Il presidente                                                  | Bill Pronzini e Barry N. Malzberg |                                                         |      | 1980              |
| 873    | Destino: Asterisco                                             | Campbell Black                    |                                                         |      | 21 agosto 1980    |
| 874    | Sia falsità                                                    | George Marton                     |                                                         |      | 1980              |
| 875    | Cash: battaglia a Buenos Aires                                 | Gerard Cambri                     |                                                         |      | 4 settembre 1980  |
| 876    | L'evasione                                                     | Charles Franklln                  |                                                         |      | 1980              |
| 877    | John Marshall: troppi nemici                                   | Mark Denning                      |                                                         |      | 18 settembre 1980 |
| 878    | SAS: assedio a Budapest                                        | Gérard de Villiers                |                                                         |      | 1980              |
| 879    | Il 20 gennaio                                                  | Ted Allbeury                      | (The Twentieth Day of January)                          | 1980 | 1980              |
| 880    | Il caso messicano                                              | Clyde W. Burleson                 |                                                         |      | 9 ottobre 1980    |
| 881    | Uscita rossa                                                   | James Pattinson                   |                                                         |      | 16 ottobre 1980   |
| 882    | La bomba dei folli                                             | Dan Oran e Lonn Hoklin            |                                                         |      | 23 ottobre 1980   |
| 883    | Da lontano, fino alla follia                                   | Arthur Mather                     |                                                         |      | 30 ottobre 1980   |
| 884    | Cash: a Los Angeles, la paura                                  | Gérard Cambri                     | (Épouvante a Los Angeles)                               | 1979 | 6 novembre 1980   |
| 885    | Il complotto del secolo                                        | David Brierley                    |                                                         |      | 13 novembre 1980  |
| 886    | Una lettera dalla spia                                         | Lee Dunne                         |                                                         |      | 1980              |
| 887    | Il volo di Icaro                                               | Peter Way                         |                                                         |      | 27 novembre 1980  |
| 888    | SAS e lo sceicco sciocco                                       | Gérard de Villiers                |                                                         |      | 4 dicembre 1980   |
| 889    | Fiasco a Leeds                                                 | Angus Ross                        | (The Leeds Fiasco)                                      | 1975 | 1980              |
| 890    | Domani tradirò                                                 | Palma Harcourt                    | (Tomorrow's Treason)                                    | 1980 | 18 dicembre 1980  |
| 891    | Caccia                                                         | John Crosby                       |                                                         |      | 1980              |
| 892    | Cash: olocausto a Parigi                                       | Gérard Cambri                     | (Holocauste à Paris)                                    | 1980 | 1º gennaio 1981   |
| 893    | La spia e due soldi                                            | Ted Allbeury                      | (Tad Anders 1: Snowball)                                | 1974 | 1981              |
| 894    | Raffica di diamanti                                            | Tim Sullivan                      |                                                         |      | 1981              |
| 895    | Sua Maestà il riscatto                                         | Thomas Dresden                    |                                                         |      | 22 gennaio 1981   |
| 896    | La spia è sola                                                 | Jack Winchester                   |                                                         |      | 1981              |
| 897    | Una vacanza maledettamente tranquilla                          | Angus Ross                        | (The Amsterdam Diversion)                               | 1974 | 5 febbraio 1981   |
| 898    | Corsa al buio                                                  | Jack Gerson                       |                                                         |      | 1981              |
| 899    | Vittima cercasi                                                | Anthony Stuart                    |                                                         |      | 1981              |
| 900    | Cash: all'assalto di New York                                  | Gerard Cambri                     |                                                         |      | 26 febbraio 1981  |
| 901    | Effetto paura                                                  | Ted Allbeury                      | (Consequence of Fear)                                   | 1979 | 5 marzo 1981      |
| 902    | Reazioni a catena                                              | Sandor Frankel e Webster Mews     | (The Aleph Solution)                                    | 1978 | 12 marzo 1981     |
| 903    | Vita da mercenario                                             | Richard Neebel                    | (The Halo Solution)                                     | 1979 | 19 marzo 1981     |
| 904    | Il dottor Marcus                                               | Ib Melchior                       | (The Marcus Device)                                     | 1980 | 26 marzo 1981     |
| 905    | Spie da collezione                                             | Brian Freemantle                  | (Muffin 4: Charlie Muffin's Uncle Sam)                  | 1980 | 2 aprile 1981     |
| 906    | Paura a San Salvador                                           | Gérard de Villiers                |                                                         |      | 1981              |
| 907    | Il testamento                                                  | George Markstein                  | (The Goering Testament)                                 | 1978 | 16 aprile 1981    |
| 908    | Corsa al recupero                                              | Steven L. Thompson                | (Recovery)                                              | 1981 | 23 aprile 1981    |
| 909    | Cash: giostra di rapaci                                        | Gérard Cambri                     | (Le carrousel des vautours)                             | 1980 | 30 aprile 1981    |
| 910    | Il cecchino                                                    | Martin Mayer                      | (Trigger Points)                                        | 1979 | 6 maggio 1981     |
| 911    | Un uomo, un fucile                                             | Graham Masterson                  | (The Sweetman Curve)                                    | 1980 | 13 maggio 1981    |
| 912    | SAS: come un colpo di cammello                                 | Gérard de Villiers                | (Le complot du Caire)                                   | 1981 | 21 maggio 1981    |
| 913    | Black out per il morto                                         | Michael Dorland                   | (The Double Cross Circuit)                              | 1978 | 28 maggio 1981    |
| 914    | Diamanti                                                       | Alan Michaels                     | (Diamonds)                                              | 1980 | 4 giugno 1981     |
| 915    | L'ultimo treno della notte                                     | Peter Heath Fine                  | (Night trains)                                          | 1979 | 11 giugno 1981    |
| 916    | Chi è Elia?                                                    | Charles Robertson                 | (The Eliajah Conspiracy)                                | 1980 | 18 giugno 1981    |
| 917    | Il traditore                                                   | George Markstein                  | (Traitor for a Cause)                                   | 1979 | 25 giugno 1981    |
| 918    | Krakatoa                                                       | Peter Cave                        | (Siege)                                                 | 1980 | 2 luglio 1981     |
| 919    | La grande alleanza                                             | Jack D. Hunter                    | (The Terror Alliance)                                   | 1980 | 19 luglio 1981    |
| 920    | La città che non dorme                                         | Walter Wager                      | (Blue Moon)                                             | 1980 | 2 agosto 1981     |
| 921    | Il serpente e l'eroina                                         | Serge Jacquemard                  | (Le serpent et l'héroïne)                               | 1981 | 16 agosto 1981    |
| 922    | Il risveglio della spia                                        | Michael Hughes                    | (The Sleeper Awakes)                                    | 1980 | 30 agosto 1981    |
| 923    | In volo in fondo al mare                                       | Peter Tanous                      | (The Earhart Mission)                                   | 1982 | 13 settembre 1981 |
| 924    | Una manica di traditori                                        | Palma Harcourt                    | (A Turn of Traitors)                                    | 1981 | 27 settembre 1981 |
| 925    | Per due milioni di ragioni                                     | Berent Sandberg                   | (Brass Diamonds)                                        | 1980 | 11 ottobre 1981   |
| 926    | E loro hanno il terremoto                                      | Morton Marcus                     | (The Brezhnev Memo)                                     | 1980 | 25 ottobre 1981   |
| 927    | A mente aperta                                                 | Jack Gerson                       | (The Treachery Game)                                    | 1981 | 8 novembre 1981   |
| 928    | Il respiro del drago                                           | Frank Smith                       | (Dragon's Breath)                                       | 1980 | 22 novembre 1981  |
| 929    | L'eredità dell'odio                                            | Jack M. Bickham                   | (The Regensburg Legacy)                                 | 1980 | 6 dicembre 1981   |
| 930    | Pronto? Chi ascolta?                                           | Conrad Voss Bark                  | (Mr. Holmes and the Fair Armenian)                      | 1979 | 20 dicembre 1981  |
| 931    | M'arma non m'arma                                              | Gérard de Villiers                | (Des armes pour Khartoum)                               | 1981 | 3 gennaio 1982    |
| 932    | Morire di ricordi                                              | Ted Allbeury                      | (The Reaper)                                            | 1980 | 17 gennaio 1982   |
| 933    | Bacio accademico                                               | C.A. Haddad                       | (The Academic Factor)                                   | 1980 | 31 gennaio 1982   |
| 934    | Che bomba!                                                     | Henry Henn                        | (Death Switch)                                          | 1979 | 14 febbraio 1982  |
| 935    | I peggiori se ne vanno                                         | Evelyn Anthony                    | (Davina Graham 1: The Defector)                         | 1980 | 28 febbraio 1982  |
| 936    | SAS: che perfida Manila                                        | Gérard de Villiers                | (Tornade sur Manila)                                    | 1981 | 14 marzo 1982     |
| 937    | Gli ammazzasette                                               | Peter Hill                        | (The Washermen)                                         | 1979 | 28 marzo 1982     |
| 938    | Messaggero di Satana                                           | Peter Fox                         | (Satan's Messenger)                                     | 1981 | 11 aprile 1982    |
| 939    | L'uomo sulla sinistra                                          | Wayne J. Gardiner                 | (The Man on the Left)                                   | 1981 | 25 aprile 1982    |
| 940    | Pressione al punto giusto                                      | Jack H. Crisp                     | (Pressure Point)                                        | 1980 | 1982              |
| 941    | 10.000 giorni                                                  | Kenneth Royce                     | (10,000 Days)                                           | 1981 | 1982              |
| 942    | Corte marziale                                                 | George Markstein                  | (The Ultimate Issue)                                    | 1981 | 1982              |
| 943    | Snatch! La CIA ne vede di belle                                | Roger Taylor                      | (Snatch!)                                               | 1981 | 20 giugno 1982    |
| 944    | Pensa un numero                                                | Donald Lancaster                  | (The Sandbaggers 2: Think a Number)                     | 1980 | 4 luglio 1982     |
| 945    | L'ultimo ostaggio                                              | Serge Jacquemard                  | (Le 54ème otage)                                        | 1981 | 7 agosto 1982     |
| 946    | Fuga da Amburgo                                                | Gérard de Villiers                | (Le fugitif de Hambourg)                                | 1982 | 1º agosto 1982    |
| 947    | Omega Minus                                                    | Ted Allbeury                      | (Tad Anders 2: Palomino Blonde)                         | 1975 | 15 agosto 1982    |
| 948    | Un albero, una croce                                           | Palma Harcourt                    | (The Twisted Tree)                                      | 1982 | 29 agosto 1982    |
| 949    | La pista del drago                                             | Jack H. Crisp                     | (Dragon Spoor)                                          | 1979 | 12 settembre 1982 |
| 950    | El Cojo                                                        | Guy Richards                      | (Red Kill)                                              | 1980 | 26 settembre 1982 |
| 951    | Branco di lupi                                                 | Glover Wright                     | (The Torch)                                             | 1980 | 10 ottobre 1982   |
| 952    | Fuoco sotto zero                                               | Nico Mastorakis e Barnaby Conrad  | (Fire Below Zero)                                       | 1981 | 24 ottobre 1982   |
| 953    | Una donna calibro 45                                           | Walter Wager                      | (Blue Murder)                                           | 1982 | 7 novembre 1982   |
| 954    | Quiller sul bersaglio                                          | Adam Hall                         | (Quiller 10: The Peking Target)                         | 1981 | 21 novembre 1982  |
| 955    | SAS ci prova a Cipro                                           | Gérard de Villiers                | (Objectif Reagan)                                       | 1982 | 5 dicembre 1982   |
| 956    | L'affare Londra                                                | Anthony Stuart                    | (The London Affair)                                     | 1981 | 19 dicembre 1982  |
| 957    | Madrigale per Charlie Muffin                                   | Brian Freemantle                  | (Muffin 5: Madrigal for Charlie Muffin)                 | 1981 | 2 gennaio 1983    |
| 958    | Il serpente piumato                                            | Evelyn Anthony                    | (Davina Graham 2: The Avenue of the Dead)               | 1981 | 16 gennaio 1983   |
| 959    | Per un pugno di niente                                         | Marc Hammond                      | (Killer Mountain)                                       | 1980 | 30 gennaio 1983   |
| 960    | SAS: rosso granata                                             | Gérard de Villiers                | (Rouge grenade)                                         | 1982 | 13 febbraio 1983  |
| 961    | Buon sangue mente                                              | John Farris                       | (Shatter)                                               | 1980 | 27 febbraio 1983  |
| 962    | Una loggia per il principe                                     | Reginald Hill                     | (Who Guards a Prince?)                                  | 1982 | 13 marzo 1983     |
| 963    | La ghiacciaia                                                  | George Markstein                  | (The Cooler)                                            | 1974 | 27 marzo 1983     |
| 964    | Raid a Chambo                                                  | John Miller                       | (The Chambo Raid)                                       |      | 10 aprile 1983    |
| 965    | A pesca di guai                                                | Bill Knox                         | (Webb Carrick 12: Bloodtide)                            | 1982 | 24 aprile 1983    |
| 966    | La terza guerra mondiale tratto dalla serie televisiva omonima | Brian Harris                      | (World War III)                                         | 1982 | 8 maggio 1983     |
| 967    | La tigre dorme                                                 | Hamilton Jobson                   | (The Sleeping Tiger)                                    | 1982 | 22 maggio 1983    |
| 968    | La vendetta                                                    | Adam Kennedy                      | (The Domino Vendetta)                                   | 1982 | 5 giugno 1983     |
| 969    | SAS: il sorriso kabilo                                         | Gérard de Villiers                | (Commando sur Tunis)                                    | 1982 | 19 giugno 1983    |
| 970    | Una pioggia di dollari                                         | Gregory Mcdonald                  | (The Buck passes Flynn)                                 | 1983 | 3 luglio 1983     |
| 971    | Un uomo allo sbaraglio                                         | Walter Wager                      | (Designated Hitter)                                     | 1982 | 17 luglio 1983    |
| 972    | I pirati del Pacifico                                          | Pierre Nemours                    | (Le général et les pirates du Pacifique)                | 1982 | 31 luglio 1983    |
| 973    | Non fidarti, colonnello                                        | Don Smith                         | (The Greening of Ernie Garvin)                          |      | 14 agosto 1983    |
| 974    | SAS: il drago della droga                                      | Gérard de Villiers                | (Le tueur de Miami)                                     | 1983 | 28 agosto 1983    |
| 975    | Sezione colpi bassi                                            | Angus Ross                        | (The Darlington Jaunt)                                  | 1983 | 11 settembre 1983 |
| 976    | Il re di denari                                                | Jeremy Scott                      | (The King of Money)                                     | 1983 | 25 settembre 1983 |
| 977    | Attenti alla pelle                                             | Serge Jacquemard                  | (La gosse à l'écharpe rouge)                            | 1981 | 9 ottobre 1983    |
| 978    | L'inganno                                                      | E. Howard Hunt                    | (The Hargrave Deception)                                | 1980 | 23 ottobre 1983   |
| 979    | Il generale e i prigionieri                                    | Pierre Nemours                    | (Les prisonniers de Qualtbaï)                           | 1982 | 6 novembre 1983   |
| 980    | Dall'ombra, una spia                                           | Ted Allbeury                      | (Shadow of Shadows)                                     | 1982 | 20 novembre 1983  |
| 981    | Albatros                                                       | Evelyn Anthony                    | (Davina Graham 3: Albatross)                            | 1982 | 4 dicembre 1983   |
| 982    | La voce                                                        | Colm Connolly                     | (The Voice)                                             |      | 18 dicembre 1983  |
| 983    | SAS: soffiata a Sofia                                          | Gérard de Villiers                | (La filière bulgare)                                    | 1983 | 1º gennaio 1984   |
| 984    | Ombre di dubbio                                                | Palma Harcourt                    | (Shadows of Doubt)                                      | 1983 | 15 gennaio 1984   |
| 985    | Spia d'inverno                                                 | Michael Barak                     | (A Spy in Winter)                                       | 1984 | 29 gennaio 1984   |
| 986    | La strada dell'uranio                                          | Pierre Nemours                    | (Le général sur la route de l'uranium)                  | 1983 | 12 febbraio 1984  |
| 987    | Morire a milioni                                               | Serge Jacquemard                  | (Vous mourrez par millions)                             | 1982 | 26 febbraio 1984  |
| 988    | A volo di falco                                                | Andrea Santini                    |                                                         | 1984 | 11 marzo 1984     |
| 989    | Più segreto del segreto                                        | Dan Streib                        | (Counter Force 1)                                       | 1983 | 25 marzo 1984     |
| 990    | Quel magnifico Wyatt                                           | David Gethin                      | (Wyatt 1)                                               | 1983 | 3 aprile 1984     |
| 991    | First Lady                                                     | Tom Hyman                         | (The Russian Woman)                                     | 1984 | 22 aprile 1984    |
| 992    | SAS: una presa di afgano                                       | Gérard de Villiers                | (Embuscade à la Khyber Pass)                            | 1983 | 6 maggio 1984     |
| 993    | Killer per scommesse                                           | Stockton Woods                    | (Game Bet)                                              | 1981 | 20 maggio 1984    |
| 994    | Il randagio                                                    | David Bannerman                   | (The Magic Man 1)                                       | 1983 | 3 giugno 1984     |
| 995    | Conquistador                                                   | William P. Kennedy                | (Code Conquistador)                                     | 1982 | 17 giugno 1984    |
| 996    | Singapore: ma come fanno i marinai                             | Remo Guerrini                     |                                                         | 1984 | 1º luglio 1984    |
| 997    | SAS: il volo 007 non risponde                                  | Gérard de Villiers                | (Le vol 007 ne répond plus)                             | 1984 | 15 luglio 1984    |
| 998    | L'uomo dei giochi                                              | William Oscar Johnson             | (Hammered Gold)                                         | 1982 | 29 luglio 1984    |
| 999    | Una fame da falco                                              | Andrea Santini                    |                                                         | 1984 | 12 agosto 1984    |
| 1000   | L'anello mancante                                              | Kenneth Royce                     | (The Stalin Account)                                    | 1983 | 26 agosto 1984    |

#### Numeri da 1001 a 1500
| Numero | Titolo italiano                                                  | Autore                               | Titolo originale                                | Anno      | Data di uscita    |
| ------ | ---------------------------------------------------------------- | ------------------------------------ | ----------------------------------------------- | --------- | ----------------- |
| 1001   | Mai sentito parlare di Konievgrad?                               | Serge Jacquemard                     | (Connaisez-vous Konievgrad?)                    |           | 9 settembre 1984  |
| 1002   | Una spia nel cervello                                            | Ted Allbeury                         | (Pay Any Price)                                 | 1983      | 23 settembre 1984 |
| 1003   | SAS: avventura a Paramaribo                                      | Gérard de Villiers                   | (Aventure au Surinam)                           | 1983      | 1984              |
| 1004   | Doppio rischio                                                   | Colin Forbes                         | (Double Jeopardy)                               | 1982      | 1984              |
| 1005   | La compagnia dei santi                                           | Evelyn Anthony                       | (The Company of Saints)                         | 1983      | 4 novembre 1984   |
| 1006   | Il fattore N                                                     | Howard E. Hunt                       | (The Gaza Intercept)                            | 1981      | 1984              |
| 1007   | Il giorno dell'assassinio                                        | John Weisman                         | (Watchdogs)                                     | 1983      | 2 dicembre 1984   |
| 1008   | SAS: morire alla giornata                                        | Gérard de Villiers                   | (Les fous de Baalbek)                           | 1984      | 16 dicembre 1984  |
| 1009   | Di Giuda in figlio                                               | Reginald Hill                        | (Traitor's Blood)                               | 1983      | 30 dicembre 1984  |
| 1010   | L'esperimento Zukovka                                            | Nathan Gottlieb                      | (The Zukovka Experiment)                        | 1984      | 13 gennaio 1985   |
| 1011   | C'è del marcio in Scandinavia                                    | Colin Forbes                         | (The Stockholm Syndicate)                       | 1981      | 27 gennaio 1985   |
| 1012   | L'inganno Bonner                                                 | Dale Estey                           | (The Bonner Deception)                          | 1983      | 10 febbraio 1985  |
| 1013   | Fermate Rollerball                                               | Philip McCutchan                     | (Rollerball)                                    | 1984      | 24 febbraio 1985  |
| 1014   | SAS: furore d'Olanda                                             | Gérard de Villiers                   | (Les enragés d'Amsterdam)                       | 1984      | 1985              |
| 1015   | Progetto Valkiria                                                | Michael Kilian                       | (The Valkirie Project)                          | 1981      | 24 marzo 1985     |
| 1016   | Karate Killer                                                    | Dan Streib                           | (The Karate Killers)                            | 1983      | 7 aprile 1985     |
| 1017   | Corri, corriere, corri                                           | Harvey Esyman                        | (Courier's Fist)                                |           | 21 aprile 1985    |
| 1018   | Soldato dell'altra parte                                         | Patrick Alexander                    | (Soldier on the Other Side)                     | 1983      | 5 maggio 1985     |
| 1019   | Di qua e di là del muro                                          | Palma Harcourt                       | (The Distant Stranger)                          | 1984      | 19 maggio 1985    |
| 1020   | Consegna speciale                                                | James Leasor                         | (Open Secret)                                   | 1982      | 2 giugno 1985     |
| 1021   | Il codice Bushido                                                | Robert St. Louis                     | (The Bushido Code)                              | 1981      | 16 giugno 1985    |
| 1022   | SAS: quella volta in Alto Volta                                  | Gérard de Villiers                   | (Putsch à Ouagadougou)                          | 1984      | 1985              |
| 1023   | Esplosione da Tiffany                                            | Dan Streib                           | (Terror for Sale)                               | 1984      | 14 luglio 1985    |
| 1024   | Sangue di zar                                                    | Michael Kilian                       | (Blood of the Czars)                            | 1984      | 28 luglio 1985    |
| 1025   | Il tocco della medusa                                            | Marvin H. Albert                     | (The Medusa Complex)                            | 1982      | 11 agosto 1985    |
| 1026   | Il contagio universale                                           | Elleston Trevor                      | (Deathwatch)                                    | 1984      | 25 agosto 1985    |
| 1027   | Fuga a ostacoli                                                  | Angus Ross                           | (Luxemburg Run)                                 | 1985      | 1985              |
| 1028   | Bersagli eccellenti                                              | Joe MacAnthony                       | (Prime Target)                                  | 1983      | 22 settembre 1985 |
| 1029   | Provaci ancora, SAS                                              | Gérard de Villiers                   | (La blonde de Pretoria)                         | 1985      | 1985              |
| 1030   | Quando sarai alla Casa Bianca                                    | Serge Jacquemard                     | (Quand tu seras à la Maison-Blanche)            | 1983      | 20 ottobre 1985   |
| 1031   | Piazza Sverdlov                                                  | Stuart M. Kaminsky                   | (Black Knight in Red Square)                    | 1984      | 8 novembre 1985   |
| 1032   | La decima crociata                                               | Christopher Hyde                     | (The Tenth Crusade)                             | 1983      | 1985              |
| 1033   | Calore e piombo                                                  | Ross Thomas                          | (Briarpatch)                                    | 1984      | 1985              |
| 1034   | SAS: la vedova dell'Ayatollah                                    | Gérard de Villiers                   | (La veuve de l'Ayatollah)                       | 1985      | 15 dicembre 1985  |
| 1035   | C'è una talpa nel SIS                                            | Donald Seaman                        | (The Wilderness of Mirrors)                     | 1984      | 29 dicembre 1985  |
| 1036   | La cosa che viene dal freddo                                     | Colin Forbes                         | (Terminal)                                      | 1984      | 12 gennaio 1986   |
| 1037   | Matt Helm: vendetta sul mare                                     | Donald Hamilton                      | (The Revengers)                                 | 1982      | 26 gennaio 1986   |
| 1038   | Giro di bomba                                                    | Jack D. Hunter                       | (Florida is Closed Today)                       | 1982      | 1986              |
| 1039   | SAS: caccia all'uomo in Perù                                     | Gérard de Villiers                   | (Chasse à l'homme au Perou)                     | 1985      | 23 febbraio 1986  |
| 1040   | La ronda degli assassini                                         | Paul Kenny                           | (La ronde des tueurs)                           | 1982      | 9 marzo 1986      |
| 1041   | XYY spia                                                         | Kenneth Royce                        | (Spider Scott 6: The Crypto Man)                | 1984      | 23 marzo 1986     |
| 1042   | Target scuola omicidi                                            | Stephen Hunter                       | (Target)                                        | 1985      | 6 aprile 1986     |
| 1043   | Grande slalom                                                    | Rick Spencer                         | (Viking Cipher 1: Icebound)                     | 1983      | 1986              |
| 1044   | Matt Helm: il quarto livello                                     | Donald Hamilton                      | (The Infiltrators)                              | 1984      | 4 maggio 1986     |
| 1045   | SAS: febbre spagnola                                             | Gérard de Villiers                   | (L'affaire Kirsanov)                            | 1985      | 18 maggio 1986    |
| 1046   | Il comandante: "Neve" a Bangkok                                  | Georges-Jean Arnaud                  | (Le miliard des émigrés)                        |           | 1986              |
| 1047   | Voci nel vento                                                   | Evelyn Anthony                       | (Voices in the Wind)                            | 1985      | 15 giugno 1986    |
| 1048   | Mosca: il cielo in una stanza                                    | Remo Guerrini                        |                                                 | 1986      | 1986              |
| 1049   | Tutti gli uomini di Sua Maestà                                   | Kanneth Royce                        | (The Mosley Receipt)                            | 1985      | 13 luglio 1986    |
| 1050   | Il tecnokiller                                                   | Rick Spencer                         | (Viking Cipher 4: The Terror Merchant)          | 1984      | 27 luglio 1986    |
| 1051   | SAS: chi dice Sikh                                               | Gérard de Villiers                   | (Mort à Gandhi)                                 | 1986      | 10 agosto 1986    |
| 1052   | Morte bianca per Nick Carter                                     | Nick Carter                          | (White Death)                                   | 1985      | 24 agosto 1986    |
| 1053   | Fattore ereditario                                               | Duncan Kyle                          | (The Dancing Men)                               | 1985      | 7 settembre 1986  |
| 1054   | Lo squisito odore del dollaro                                    | Paul Kenny                           | (L'odeur exquis du dollar)                      | 1983      | 21 settembre 1986 |
| 1055   | Quel missile di Farrow                                           | Angus Ross                           | (The Green-Ham Plot)                            | 1984      | 5 ottobre 1986    |
| 1056   | SAS: danza macabra a Belgrado                                    | Gérard de Villiers                   | (Danse macabre à Belgrade)                      | 1986      | 1986              |
| 1057   | Non annientate Matt Helm                                         | Donald Hamilton                      | (The Annihilators)                              | 1983      | 2 novembre 1986   |
| 1058   | Chi di mafia ferisce...                                          | Georges-Jean Arnaud                  | (La dîme du diable)                             | 1984      | 1986              |
| 1059   | Rosa russa per Charlie Muffin                                    | Brian Freemantle                     | (Muffin 6: Charlie Muffin and the Russian Rose) | 1985      | 1986              |
| 1060   | Le regole del gioco                                              | David Wise                           | (The Children's Game)                           | 1983      | 14 dicembre 1986  |
| 1061   | SAS: una valigia tira l'altra                                    | Gérard de Villiers                   | (Coup d'état au Yemen)                          | 1986      | 28 dicembre 1986  |
| 1062   | Lo specchio del diavolo                                          | Rick Spencer                         | (Viking Cipher 5: The Devil's Mirror)           | 1984      | 11 gennaio 1987   |
| 1063   | Non c'è pace tra le spie                                         | Palma Harcourt                       | (A Cloud of Doves)                              | 1984      | 25 gennaio 1987   |
| 1064   | Spiando sotto la pioggia                                         | Frank Roderus                        | (Heller 2: The Rain Rustlers)                   | 1984      | 8 febbraio 1987   |
| 1065   | I cacciatori d'anime                                             | George Markstein                     | (Soul Hunters)                                  | 1986      | 22 febbraio 1987  |
| 1066   | Tanti baci dal Cremlino                                          | Brian Freemantle                     | (The Kremlin Kiss / The Lost American)          | 1984      | 8 marzo 1987      |
| 1067   | SAS Avenue                                                       | Gérard de Villiers                   | (Le plan Nasser)                                | 1986      | 22 marzo 1987     |
| 1068   | Funerali a Pechino                                               | William D. Montalbano e Carl Hiaasen | (A Death in China)                              | 1984      | 1987              |
| 1069   | Zero più uno                                                     | John Denis                           | (Zero Plus One)                                 | 1985      | 19 aprile 1987    |
| 1070   | Questione di coscienza                                           | Palma Harcourt                       | (A Matter of Conscience)                        | 1986      | 3 maggio 1987     |
| 1071   | Morte di una colomba                                             | John Howlett                         | (Murder of a Moderate Man)                      | 1985      | 1987              |
| 1072   | Terrore in Formula Uno                                           | Andrew Neilson                       | (The Monza Protest)                             | 1985      | 31 maggio 1987    |
| 1073   | Il raid                                                          | Arthur Mather                        | (The Raid)                                      | 1986      | 14 giugno 1987    |
| 1074   | In vacanza con la spia                                           | Ralph Glendinning                    | (Death Match)                                   | 1985      | 28 giugno 1987    |
| 1075   | Falco spia l'ecologia                                            | Andrea Santini                       |                                                 | 1987      | 12 luglio 1987    |
| 1076   | Bel golpe SAS                                                    | Gérard de Villiers                   | (Embrouilles à Panama)                          | 1987      | 1987              |
| 1077   | Quiller: agente in campo                                         | Adam Hall                            | (Quiller 11: Northlight)                        | 1985      | 9 agosto 1987     |
| 1078   | Il conto non torna                                               | David Wiltse                         | (The Wedding Guest)                             | 1982      | 23 agosto 1987    |
| 1079   | Cruciverba per un codice                                         | Herbert Resnicow                     | (The Crossword Code)                            | 1986      | 1987              |
| 1080   | Nick Carter: la vendetta dei generali                            | Nick Carter                          | (Revenge of the Generals)                       | 1978      | 20 settembre 1987 |
| 1081   | Philis l'africano                                                | Ritchie Perry                        | (Super Secret Agent 14: Kolwezi)                | 1985      | 4 ottobre 1987    |
| 1082   | SAS vede russo                                                   | Gérard de Villiers                   | (La madonne de Stockholm)                       | 1987      | 1987              |
| 1083   | Senza ritorno                                                    | Kenneth Royce                        | (George Bulman 1: No Way Back)                  | 1986      | 1º novembre 1987  |
| 1084   | L'ultima missione                                                | Brian Freemantle                     | (Rules of Engagement / The Vietnam Legacy)      | 1984      | 15 novembre 1987  |
| 1085   | Misure d'emergenza                                               | Janet Morris e David Drake           | (Active Measures)                               | 1985      | 29 novembre 1987  |
| 1086   | Caccia al ciclope                                                | William L. DeAndrea                  | (Clifford Driscoll 2: Snark)                    | 1985      | 13 dicembre 1987  |
| 1087   | SAS: l'ostaggio di Teheran                                       | Gérard de Villiers                   | (L'otage d'Oman)                                | 1987      | 27 dicembre 1987  |
| 1088   | La spia del primo ministro                                       | Michael Spicer                       | (Prime Minister Spy)                            | 1986      | 10 gennaio 1988   |
| 1089   | L'università delle spie                                          | Philip Ross                          | (Tom Talley 1: Hovey's Deception)               | 1986      | 24 gennaio 1988   |
| 1090   | Colpo di sole                                                    | Michael Beres                        | (Sunstrike)                                     | 1986      | 7 febbraio 1988   |
| 1091   | La spia dai cento volti                                          | Ridley Pearson                       | (Never Look Back)                               | 1985      | 21 febbraio 1988  |
| 1092   | SAS: droga on the rocks                                          | Gérard de Villiers                   | (Escale à Gibraltar)                            | 1987      | 1988              |
| 1093   | Il fattore Remington                                             | Raymond Obstfeld                     | (Remington Factor)                              | 1985      | 20 marzo 1988     |
| 1094   | Tratta nello Zaire                                               | Antonio Junior Nzau                  | (Traite au Zaïre)                               | 1984      | 1º aprile 1988    |
| 1095   | La visione di Alexi                                              | Jayne Freeman                        | (In the Company of Strangers)                   | 1986      | 17 aprile 1988    |
| 1096   | Progetto Stella polare                                           | David Brandley                       | (The Lodestar Project)                          | 1986      | 1º maggio 1988    |
| 1097   | Senza scelta                                                     | Palma Harcourt                       | (Limited Option)                                | 1987      | 15 maggio 1988    |
| 1098   | Sayonara, Charlie Muffin                                         | Brian Freemantle                     | (Muffin 7: Charlie Muffin San)                  | 1987      | 29 maggio 1988    |
| 1099   | Il nemico è il tempo                                             | Evelyn Anthony                       | (No Enemy but Time)                             | 1987      | 12 giugno 1988    |
| 1100   | SAS: avventura in Sierra Leone                                   | Gérard de Villiers                   | (Aventure en Sierra Leone)                      | 1988      | 1988              |
| 1101   | Caccia alla spia                                                 | Derek Lambert                        | (The Chase)                                     | 1987      | 1988              |
| 1102   | Mosaico in bianco e nero                                         | Jo Bannister                         | (Mosaic)                                        | 1987      | 24 luglio 1988    |
| 1103   | L'ultimo ostaggio                                                | Andrew Gilchrist                     | (The Ultimate Hostage)                          | 1986      | 7 agosto 1988     |
| 1104   | L'ossessione di Crandon                                          | Brett Woods                          | (The Britannia Obsession)                       | 1988      | 21 agosto 1988    |
| 1105   | Buco nell'acqua                                                  | Julian Savarin                       | (Water Hole)                                    | 1982      | 1988              |
| 1106   | SAS: la talpa di Langley                                         | Gérard de Villiers                   | (La taupe de Langley)                           | 1988      | 1988              |
| 1107   | Contratto rosso                                                  | James Barwick                        | (The Kremlin Contract)                          | 1987      | 2 ottobre 1988    |
| 1108   | 58 minuti                                                        | Walter Wager                         | (58 Minutes - Die Hard 2: Die Harder)           | 1987      | 1988              |
| 1109   | Se il prezzo è giusto                                            | Julian Jay Savarin                   | (Naja)                                          | 1987      | 30 ottobre 1988   |
| 1110   | L'ora della vendetta                                             | Charles C. Vance                     | (A Grave for a Russian)                         | 1985      | 1988              |
| 1111   | Per un pugno di grano                                            | Joan O'Hagan                         | (Against the Grain)                             | 1988      | 27 novembre 1988  |
| 1112   | Il presidente è morto                                            | Kenneth Royce                        | (The President is Dead)                         | 1988      | 11 dicembre 1988  |
| 1113   | SAS: Poker di donne                                              | Gérard de Villiers                   | (Les amazones de Pyongyang)                     | 1988      | 25 dicembre 1988  |
| 1114   | Rapido per Edimburgo                                             | Philip McCutchan                     | (Overnight Express)                             | 1988      | 8 gennaio 1989    |
| 1115   | Questione di tempo                                               | Robert A. Liston                     | (The Brandywine Exchange)                       | 1979      | 22 gennaio 1989   |
| 1116   | Il prezzo della lealtà                                           | Palma Harcourt                       | (Clash of Loyalties)                            | 1988      | 5 febbraio 1989   |
| 1117   | Su con la morte                                                  | Roger L. Simon                       | (Raising the Dead)                              | 1988      | 1989              |
| 1118   | SAS: i killer di Bruxelles                                       | Gérard de Villiers                   | (Les tueurs de Bruxelles)                       | 1988      | 5 marzo 1989      |
| 1119   | I "cugini" di Farrow                                             | Angus Ross                           | (The Tyneside Ultimatum)                        | 1988      | 19 marzo 1989     |
| 1120   | Il 13° direttorato                                               | Barry Chubin                         | (The 13th Directorate)                          | 1988      | 2 aprile 1989     |
| 1121   | Non c'è più tempo                                                | Ivan Ruff                            | (Blood Country)                                 | 1988      | 16 aprile 1989    |
| 1122   | Il giorno perfetto                                               | Herbert Burkholz                     | (Sensitives 1: The Sensitives)                  | 1987      | 30 aprile 1989    |
| 1123   | SAS: visto per Cuba                                              | Gérard de Villiers                   | (Visa pour Cuba)                                | 1989      | 14 maggio 1989    |
| 1124   | Vendetta di una spia                                             | Julian Savarin                       | (Wolf Run)                                      | 1984      | 1989              |
| 1125   | Amicizia fatale                                                  | Barry Falkson                        | (Fatal Friend)                                  | 1985      | 11 giugno 1989    |
| 1126   | Angelo sterminatore                                              | William L. DeAndrea                  | (Clifford Driscoll 3: Azrael)                   | 1987      | 25 giugno 1989    |
| 1127   | Tradimento a Belfast                                             | Michael Chaplin                      | (Act of Betrayal)                               | 1988      | 9 luglio 1989     |
| 1128   | Dossier equinozio                                                | Kurt Maxwell                         | (Equinox)                                       | 1987      | 1989              |
| 1129   | Fuga a volo radente                                              | Julian Savarin                       | (Windshear)                                     | 1985      | 6 agosto 1989     |
| 1130   | Il segreto delle paludi                                          | Melvin Bolton                        | (Peter Lawson 3: The Offering)                  | 1988      | 20 agosto 1989    |
| 1131   | Il KGB chiama                                                    | Eileen Dewhurst                      | (The Sleeper)                                   | 1988      | 1989              |
| 1132   | SAS: truffa a Brunei                                             | Gérard de Villiers                   | (Arnaque à Brunei)                              | 1989      | 1989              |
| 1133   | La seconda mezzanotte                                            | Andrew Taylor                        | (The Second Midnight)                           | 1988      | 1º ottobre 1989   |
| 1134   | Dead Bang - A colpo sicuro                                       | Ed Naha                              | (Dead-Bang)                                     | 1989      | 15 ottobre 1989   |
| 1135   | Ombre di vendetta                                                | David Charles                        | (Shadows of Vengeance)                          | 1988      | ottobre 1989      |
| 1136   | L'ora di Giuda                                                   | Gayle Rivers                         | (Killing House)                                 | 1988      | 12 novembre 1989  |
| 1137   | Kabul Kabul                                                      | Luis Piazzano                        |                                                 | 1989      | 26 novembre 1989  |
| 1138   | Sotto mentite spie                                               | Philip Ross                          | (True Lies)                                     | 1988      | 10 dicembre 1989  |
| 1139   | SAS: legge marziale a Kabul                                      | Gérard de Villiers                   | (Loi Martiale à Kabul)                          | 1989      | 1989              |
| 1140   | Sequenza proibita                                                | Michael Rogers                       | (Forbidden Sequence)                            | 1987      | 7 gennaio 1990    |
| 1141   | Gioco di specchi                                                 | Ted Allbeury                         | (A Wilderness of Mirrors)                       | 1988      | 21 gennaio 1990   |
| 1142   | Il killer di Quiller                                             | Adam Hall                            | (Quiller 12: Quiller's Run)                     | 1988      | febbraio 1990     |
| 1143   | Fuga dal nulla                                                   | Kenneth Royce                        | (Fall-Out)                                      | 1989      | 18 febbraio 1990  |
| 1144   | Atterraggio sul filo spinato                                     | Frank J. Kenmore                     | (The Wire Window)                               | 1988      | marzo 1990        |
| 1145   | OSS 117 è morto                                                  | François e Martine Bruce             | (OSS 117 est mort)                              | 1987      | 1990              |
| 1146   | Dimensione Samarcanda                                            | David Wise                           | (The Samarkand Dimension)                       | 1987      | 1º aprile 1990    |
| 1147   | Assassinio al Kennedy Center                                     | Margaret Truman                      | (Capital Crimes 9 Murder at the Kennedy Center) | 1989      | 15 aprile 1990    |
| 1148   | Girotondo di spie                                                | Brian Freemantle                     | (Muffin 8: The Run Around)                      | 1988      | 1990              |
| 1149   | La lunga fuga                                                    | Louis L'Amour                        | (Last of the Breed)                             | 1986      | 13 maggio 1990    |
| 1150   | SAS: lo sconosciuto di Leningrado                                | Gérard de Villiers                   | (L'inconnu de Leningrad)                        | 1989      | 27 maggio 1990    |
| 1151   | Copertura per un traditore                                       | Palma Harcourt                       | (Cover for a Traitor)                           | 1989      | 1990              |
| 1152   | Codice Seraphin                                                  | Robert A. Liston                     | (The Seraphim Code)                             | 1988      | 24 giugno 1990    |
| 1153   | IRA rossa                                                        | Jonathan Kebbe                       | (The Armalite Maiden)                           | 1990      | 8 luglio 1990     |
| 1154   | Fior di Loto                                                     | Philip Ross                          | (James Marley 2: White Flower)                  | 1989      | 1990              |
| 1155   | OSS 117: la nubiana                                              | François e Martine Bruce             | (La Nubienne)                                   | 1987      | 5 aprile 1990     |
| 1156   | Sulla via della seta                                             | James Leasor                         | (Jason Love 7: Frozen Assets)                   | 1989      | 1990              |
| 1157   | Atropo                                                           | William L. DeAndrea                  | (Clifford Driscoll 4: Atropos)                  | 1990      | 1990              |
| 1158   | Il confine                                                       | Ken Gross                            | (A Fine Line)                                   | 1989      | 16 settembre 1990 |
| 1159   | Conto alla rovescia                                              | Stephen Hunter                       | (The Day Before Midnight)                       | 1989      | 1990              |
| 1160   | Gli insospettabili                                               | Ted Allbeury                         | (Deep Purple)                                   | 1989      | 1990              |
| 1161   | OSS 117: il contratto                                            | François & Martine Bruce             | (Le contrat)                                    | 1987      | 28 ottobre 1990   |
| 1162   | La spia che si spense                                            | Bart Davis                           | (Takeover)                                      | 1986      | 1990              |
| 1163   | Il vero e il falso                                               | Carolyn Hougan                       | (The Romeo Flag)                                | 1989      | 25 novembre 1990  |
| 1164   | Il dente del serpente                                            | Denis Kilcommons                     | (Serpent's Tooth)                               | 1989      | 9 dicembre 1990   |
| 1165   | Complotto                                                        | June Drummond                        | (Junta)                                         | 1989      | 23 dicembre 1990  |
| 1166   | Alto tradimento                                                  | John Trenhaile                       | (Acts of Betrayal)                              | 1990      | 6 gennaio 1991    |
| 1167   | Scambio di colombe                                               | Kenneth Royce                        | (Exchange of Doves)                             | 1990      | 1991              |
| 1168   | James Bond: Operazione Scorpius                                  | John Gardner                         | (Scorpius)                                      | 1988      | 3 febbraio 1991   |
| 1169   | SAS: trappola birmana                                            | Gérard de Villiers                   | (Croisade en Birmanie)                          | 1990      | 17 febbraio 1991  |
| 1170   | ...Una volta Benazir                                             | Luis Piazzano                        |                                                 | 1991      | 3 marzo 1991      |
| 1171   | Compagno Charlie                                                 | Brian Freemantle                     | (Muffin 9: Comrade Charlie)                     | 1989      | 17 marzo 1991     |
| 1172   | Olimpiadi di sangue                                              | Mark Olshaker                        | (Blood Race)                                    | 1989      | 31 marzo 1991     |
| 1173   | Doppio inganno                                                   | Palma Harcourt                       | (Double Deceit)                                 | 1990      | 14 aprile 1991    |
| 1174   | Cacciatore di ombre                                              | Ted Allbeury                         | (A Time Without Shadows)                        | 1990      | 1991              |
| 1175   | Boomerang                                                        | William H. Hallahan                  | (Tripletap)                                     | 1989      | 12 maggio 1991    |
| 1176   | Nella rete di Sisifo                                             | Carolyn Hougan                       | (A Shoot in the Dark)                           | 1984      | 26 maggio 1991    |
| 1177   | Codice di accesso                                                | John Camp                            | (The Fools Run)                                 | 1989      | 1991              |
| 1178   | Occhio all'Asia                                                  | Ken Crowder                          | (Asian Eyes)                                    | 1990      | 23 giugno 1991    |
| 1179   | Incubo in Colombia                                               | Gérard de Villiers                   | (Cauchemar en Colombie)                         | 1989      | 1991              |
| 1180   | Vampa di ritorno                                                 | Denis Kilcommons                     | (Blowback)                                      | 1990      | 21 luglio 1991    |
| 1181   | Duello fra sicari                                                | Daniel Pollock                       | (Duel of Assassins)                             | 1991      | 4 agosto 1991     |
| 1182   | Maya Connection                                                  | Randy Wayne White                    | (Sanibel Flats)                                 | 1990      | 19 agosto 1991    |
| 1183   | L'osservatore                                                    | Colin Falconer                       | (Deathwatch)                                    | 1991      | 1º settembre 1991 |
| 1184   | SAS: missione a Mosca                                            | Gérard de Villiers                   | (Mission à Moscou)                              | 1990      | 1991              |
| 1185   | L'ombra di Elisabeth                                             | Michael Pearson                      | (The Shadow of Elisabeth)                       | 1990      | 29 settembre 1991 |
| 1186   | La seconda volta di Jack                                         | Richard Abshire                      | (Turnaround Jack)                               | 1990      | 13 ottobre 1991   |
| 1187   | Banco di prova                                                   | Kenneth Royce                        | (The Proving Ground)                            | 1991      | 27 ottobre 1991   |
| 1188   | Una trappola per il candidato                                    | Jerome Doollittle                    | (Body Scissors)                                 | 1990      | 10 novembre 1991  |
| 1189   | James Bond:Scatole cinesi                                        | John Gardner                         | (Brokenclaw)                                    | 1990      | 1991              |
| 1190   | Guantanamera                                                     | Carmen Iarrera                       |                                                 | 1991      | 8 dicembre 1991   |
| 1191   | SAS: la pista di Brazzaville                                     | Gérard de Villiers                   | (La piste de Brazzaville)                       | 1991      | 1991              |
| 1192   | La croce di San Vladimiro                                        | Evelyn Anthony                       | (The Relic)                                     | 1991      | 5 gennaio 1992    |
| 1193   | Le notti del corvo                                               | Brian Freemantle                     | (Little Grey Mice)                              | 1991      | 19 gennaio 1992   |
| 1194   | Disertore per forza                                              | Palma Harcourt                       | (The Reluctant Defector)                        | 1991      | 2 febbraio 1992   |
| 1195   | SAS: insidie a Zagabria                                          | Gérard de Villiers                   | (Manip à Zagreb)                                | 1992      | 1992              |
| 1196   | Legami di sangue                                                 | Jan Roberts                          | (A Blood Affair)                                | 1992      | 1º marzo 1992     |
| 1197   | Una spia in esilio                                               | Éric Laurent                         | (Un espion in exile)                            |           | 1992              |
| 1198   | Imperatrice nera                                                 | John Camp                            | (The Empress File)                              | 1991      | 29 marzo 1992     |
| 1199   | SAS: i cannoni di Baghdad                                        | Gérard de Villiers                   | (Les canons de Bagdad)                          | 1990      | 1992              |
| 1200   | La spia che non voleva morire                                    | James Stuart                         | (The Spy Who Wouldn't Die)                      | 1989      | 26 aprile 1992    |
| 1201   | Elezioni a rischio                                               | Jean Mazarin                         | (Elections Choc)                                | 1983      | 10 maggio 1992    |
| 1202   | James Bond:Operazione invincible                                 | John Gardner                         | (Win, Lose or Die)                              | 1989      | 24 maggio 1992    |
| 1203   | SAS: la vendetta di Saddam Hussein                               | Gérard de Villiers                   | (La vengéance de Saddam Hussein)                | 1991      | 1992              |
| 1204   | Sopravvivere alla notte                                          | Stefano Di Marino                    |                                                 | 1992      | 21 giugno 1992    |
| 1205   | La cantante russa                                                | Leif Davidsen                        | (Den russiske Sangerinde)                       | 1988      | 5 luglio 1992     |
| 1206   | James Bond:Operazione Barbarossa                                 | John Gardner                         | (The Man from Barbarossa)                       | 1991      | 19 luglio 1992    |
| 1207   | SAS: soluzione rossa                                             | Gérard de Villiers                   | (La solution rouge)                             | 1991      | 1992              |
| 1208   | La verità che brucia                                             | Jack Gerson                          | (Death Squad London)                            | 1989      | 16 agosto 1992    |
| 1209   | L'affare Latchkey                                                | Sean Hardie                          | (Right Connections)                             | 1991      | 30 agosto 1992    |
| 1210   | Servitore di due padroni                                         | Ted Allbeury                         | (Show Me a Hero)                                | 1992      | 13 settembre 1992 |
| 1211   | Filistin                                                         | Miro Barcellona                      | (Filistin)                                      | 1992      | 27 settembre 1992 |
| 1212   | Operazione "Setanta"                                             | Joseph MacAnthony                    | (The Setanta Operation)                         | 1991      | 11 ottobre 1992   |
| 1213   | SAS: KGB contro KGB                                              | Gérard de Villiers                   | (KGB contre KGB)                                | 1992      | 25 ottobre 1992   |
| 1214   | Il coltello nella memoria                                        | Jack Gerson                          | (Death Watch '39)                               | 1990      | 8 novembre 1992   |
| 1215   | Uccidere all'alba                                                | Luis Piazzano                        |                                                 | 1992      | 22 novembre 1992  |
| 1216   | Vite spezzate                                                    | Carolyn Hougan                       | (Blood Relative)                                | 1992      | 6 dicembre 1992   |
| 1217   | SAS: il mistero delle Canarie                                    | Gérard de Villiers                   | (Le disparu des Canaries)                       | 1992      | 20 dicembre 1992  |
| 1218   | Il gioco del generale                                            | Ross Spencer                         | (The Fedorovich File)                           | 1991      | 3 gennaio 1993    |
| 1219   | Baltimora blues                                                  | Lee Moler                            | (Baltimore Blues)                               | 1991      | 17 gennaio 1993   |
| 1220   | Ombre rosse su Tirana                                            | Mario Morelli                        |                                                 | 1993      | 31 gennaio 1993   |
| 1221   | SAS: allarme plutonio                                            | Gérard de Villiers                   | (Alerte au plutonium)                           | 1992      | 1993              |
| 1222   | Quiller: missione Bamboo                                         | Adam Hall                            | (Quiller 15: Quiller Bamboo)                    | 1991      | 1993              |
| 1223   | Progetto Novembre                                                | Julian Jay Savarin                   | (Target Down!)                                  | 1991      | 1993              |
| 1224   | James Bond: niente è per sempre                                  | John Gardner                         | (Death is Forever)                              | 1992      | 1993              |
| 1225   | SAS: colpo di Stato a Tripoli                                    | Gérard de Villiers                   | (Coup d'état à Tripoli)                         | 1992      | 11 aprile 1993    |
| 1226   | La minaccia di Stockbridge                                       | Philip McCutchan                     | (The Abbot of Stockbridge)                      | 1992      | 25 aprile 1993    |
| 1227   | Love in Australia                                                | James Leasor                         | (Love Down Under)                               | 1992      | 9 maggio 1993     |
| 1228   | Furore rosso                                                     | Brian Freemantle                     | (Cowley & Danilow 1: The Button Man)            | 1992      | 23 maggio 1993    |
| 1229   | L'occhio della vedova                                            | Gérard de Villiers                   | (L'oeuil de la veuve)                           | 1991      | 6 giugno 1993     |
| 1230   | Cortocircuito                                                    | Herbert Burkholz                     | (Sensitives 3: Brain Damage)                    | 1992      | 20 giugno 1993    |
| 1231   | Delitto al Pentagono                                             | Margaret Truman                      | (Capital Crimes 11: Murder at Pentagon)         | 1992      | 1993              |
| 1232   | L'ultimo a morire                                                | Michael Dobbs                        | (Last Man to Die)                               | 1991      | 18 luglio 1993    |
| 1233   | SAS: missione a Sarajevo                                         | Gérard de Villiers                   | (Mission Sarajevo)                              | 1993      | 1993              |
| 1234   | La chiave della cospirazione                                     | Palma Harcourt                       | (Clue for Conspiracy)                           | 1992      | 15 agosto 1993    |
| 1235   | Spie in vendita                                                  | Evelyn Anthony                       | (The Doll's House)                              | 1992      | 29 agosto 1993    |
| 1236   | Crepuscolo sul Cremlino                                          | William E. Holland                   | (Moscow Twilight)                               | 1992      | 12 settembre 1993 |
| 1237   | SAS: Rigoberta Menchu deve morire                                | Gérard de Villiers                   | (SAS tuez Rigoberta Menchu)                     | 1993      | 1993              |
| 1238   | James Bond nella morsa di ghiaccio                               | John Gardner                         | (Icebreaker)                                    | 1983      | 1993              |
| 1239   | Crociera di sangue                                               | Diego Zandel                         |                                                 | 1993      | 24 ottobre 1993   |
| 1240   | L'isola del dottor Ishii                                         | Richard P. Henrick                   | (Sea of Death)                                  | 1992      | 7 novembre 1993   |
| 1241   | Occhio per occhio                                                | A.J. Quinnel                         | (The Perfect Kill)                              | 1992      | 21 novembre 1993  |
| 1242   | Operazione Scarlet                                               | Secondo Signoroni                    |                                                 | 1993      | 5 dicembre 1993   |
| 1243   | SAS: in nome di Allah                                            | Gérard de Villiers                   | (Au nom d'Allah)                                | 1993      | 1993              |
| 1244   | Oro nero                                                         | Igor Dupont                          | (Meurtres à Moscou)                             | 1993      | 2 gennaio 1994    |
| 1245   | Niente fiori per James Bond                                      | John Gardner                         | (Never Send Flowers)                            | 1993      | 14 gennaio 1994   |
| 1246   | La casa delle orchidee                                           | John Trenhaile                       | (The Tiger of Desire)                           | 1992      | 1994              |
| 1247   | SAS: vendetta a Beirut                                           | Gérard de Villiers                   | (Vengeance à Beyrouth)                          | 1993      | 13 febbraio 1994  |
| 1248   | Kisaeng                                                          | Marc Olden                           | (Kisaeng)                                       | 1991      | 27 febbraio 1994  |
| 1249   | Doppio tradimento                                                | Palma Harcourt                       | (Bitter Betrayal)                               | 1993      | 13 marzo 1994     |
| 1250   | Partita a tre                                                    | Tony Care                            | (Triple Cross)                                  | 1993      | 27 marzo 1994     |
| 1251   | SAS: le trombe di Jerico                                         | Gérard de Villiers                   | (Les trompettes de Jericho)                     | 1994      | 1994              |
| 1252   | La congiura dei papaveri                                         | Colin D. Peel                        | (Covenant of the Poppies)                       | 1993      | 22 aprile 1994    |
| 1253   | Quiller solitaire                                                | Adam Hall                            | (Quiller 16: Quiller Solitaire)                 | 1992      | 8 maggio 1994     |
| 1254   | Lungo ritorno in Russia                                          | Tim Sebastian                        | (Last Rights)                                   | 1993      | 1994              |
| 1255   | L'ombra della regina                                             | Tony Gibbs                           | (Shadow Queen)                                  | 1992      | 1994              |
| 1256   | James Bond senza tregua                                          | John Gardner                         | (No Deals, Mr. Bond)                            | 1987      | 19 giugno 1994    |
| 1257   | Ljuba                                                            | Pierre Rey                           | (Liouba)                                        | 1994      | 1994              |
| 1258   | Una pallottola per il presidente                                 | Stephen Hunter                       | (Point of Impact)                               | 1993      | 1994              |
| 1259   | Missione Ariane                                                  | Albert Bozo                          |                                                 | 1994      | 31 luglio 1994    |
| 1260   | SAS: l'oro di Mosca                                              | Gérard de Villiers                   | (L'or de Moscou)                                | 1994      | 1994              |
| 1261   | Operazione Ragno                                                 | Miro Barcellona                      |                                                 | 1994      | 28 agosto 1994    |
| 1262   | Ombre su Westminster                                             | Michael Dobbs                        | (The Touch of Innocents)                        | 1994      | 11 settembre 1994 |
| 1263   | Oro rosso                                                        | A.J. Quinnel                         |                                                 | 1994      | 25 settembre 1994 |
| 1264   | Allarme Vaticano                                                 | Luis Piazzano                        |                                                 |           | 1994              |
| 1265   | Quiller: Siberian Express                                        | Adam Hall                            | (Quiller 17: Quiller Meridian)                  | 1993      | 23 ottobre 1994   |
| 1266   | Indagine a doppio taglio                                         | Bob Leuci                            | (Double Edge)                                   | 1991      | 6 novembre 1994   |
| 1267   | Exit                                                             | Duncan Kyle                          | (Exit)                                          | 1993      | 20 novembre 1994  |
| 1268   | Codice 4458 Cobra                                                | Lawrence P. Right                    |                                                 | 1994      | 4 dicembre 1994   |
| 1269   | SAS: i crociati dell'apartheid                                   | Gérard de Villiers                   | (Les croisés de l'apartheid)                    | 1994      | 18 dicembre 1994  |
| 1270   | Operazione Anemone                                               | Piero Baroni                         |                                                 | 1994      | 1º gennaio 1995   |
| 1271   | La "Blue Ring"                                                   | A.J. Quinnel                         | (The Blue Ring)                                 | 1993      | 15 gennaio 1995   |
| 1272   | Russia Connection                                                | Warren Murphy                        | (Honor among Thieves)                           | 1992      | 29 gennaio 1995   |
| 1273   | La donna ombra                                                   | Kenneth Royce                        | (Remote Control)                                | 1993      | 12 febbraio 1995  |
| 1274   | Quiller: missione Salamander                                     | Adam Hall                            | (Quiller 18: Quiller Salamander)                | 1994      | 26 febbraio 1995  |
| 1275   | Attacco a bassa quota                                            | Julian Jay Savarin                   | (Pale Flyer)                                    | 1994      | 12 marzo 1995     |
| 1276   | La morte viene dall'alto                                         | Stephen Leather                      | (The Long Shot)                                 | 1994      | 26 marzo 1995     |
| 1277   | Le spie del Mah-Jongg                                            | John Trenhaile                       | (The Mah-Jongg Spies)                           | 1986      | 9 aprile 1995     |
| 1278   | Tempesta di sabbia                                               | Laurence Gough                       | (Sandstorm)                                     | 1990      | 23 aprile 1995    |
| 1279   | Il Professionista: Raid a Kourou                                 | Stephen Gunn                         | (Breathin' Fire)                                | 1994      | 7 maggio 1995     |
| 1280   | La scuola del Vasaio                                             | Robert Littell                       | (The Sisters: A Novel of Betrayal)              | 1986      | 1995              |
| 1281   | SAS: il caso Carlos                                              | Gérard de Villiers                   | (La traque Carlos)                              | 1994      | 1995              |
| 1282   | Jihad 1999                                                       | Carmen Iarrera                       |                                                 | 1995      | 1995              |
| 1283   | 007: vendetta privata                                            | John Gardner                         | (Licence to Kill)                               | 1989      | 2 luglio 1995     |
| 1284   | L'affare Britannia                                               | Paul Mann                            | (The Britannia Contract)                        | 1993      | 1995              |
| 1285   | November Man                                                     | Bill Granger                         | (The November Man)                              | 1979      | 1995              |
| 1286   | La pantera di Hollywood                                          | Gérard de Villiers                   | (La panthère de Hollywood)                      | 1969      | 1995              |
| 1287   | L'uomo di Guam                                                   | Jack Anderson                        | (The Japan Conspiracy)                          | 1993      | 27 agosto 1995    |
| 1288   | Il castigo dell'Eiger                                            | Trevanian                            | (The Eiger Sanction)                            | 1972      | 1995              |
| 1289   | Il Professionista: L'eredità Cargese                             | Stephen Gunn                         | (Cargese's Legacy)                              |           | 1995              |
| 1290   | Operazione Apogeo                                                | John Trenhaile                       | (The Gates of Exquisite View)                   | 1987      | 1995              |
| 1291   | Affondate lupo di ghiaccio                                       | Richard P. Henrick                   | (Ice Wolf)                                      | 1994      | 1995              |
| 1292   | SAS: massacro a Marrakech                                        | Gérard de Villiers                   | (Tuerie à Marrakech)                            | 1995      | 1995              |
| 1293   | Non è tempo di eroi                                              | Brian Freemantle                     | (Cowley & Danilow 2: No Time for Heroes)        | 1994      | 19 novembre 1995  |
| 1294   | Fuga dall'inferno                                                | Luis Piazzano                        |                                                 | 1995      | 3 dicembre 1995   |
| 1295   | Chi osa vince                                                    | James Follett                        | (The Tiptoe Boys)                               | 1982      | 17 dicembre 1995  |
| 1296   | Scambio pericoloso                                               | Clive Egleton                        | (Hostile Intent)                                | 1993      | 31 dicembre 1995  |
| 1297   | Fuga dal labirinto                                               | John Trenhaile                       | (The Scroll of Benevolence)                     | 1988      | 14 gennaio 1996   |
| 1298   | Bottino di guerra                                                | Peter Driscoll                       | (Spoils of War)                                 | 1994      | 28 gennaio 1996   |
| 1299   | James Bond 007: nessuno vive per sempre                          | John Gardner                         | (Nobody Lives Forever)                          | 1986      | 11 febbraio 1996  |
| 1300   | SAS: l'uomo del ricatto                                          | Gérard de Villiers                   | (L'otage du triangle d'or)                      | 1995      | 1996              |
| 1301   | Quiller: agguato a Bangkok                                       | Adam Hall                            | (Quiller 2: The 9th Directive)                  | 1966      | 23 febbraio 1996  |
| 1302   | Il sogno della tigre                                             | Federick Kaman                       | (Tiger's Dream)                                 | 1995      | 24 marzo 1996     |
| 1303   | Nemesis                                                          | Jack Nickle                          | (Nemesis)                                       | 1994      | 1996              |
| 1304   | 007 - Ruolo d'onore                                              | John Gardner                         | (Role of honour)                                | 1984      | 1996              |
| 1305   | Nella morsa di ghiaccio                                          | Dick Couch                           | (Silent Descent)                                | 1993      | 5 maggio 1996     |
| 1306   | Operazione Venere                                                | Diego Zandel                         |                                                 | 1996      | 19 maggio 1996    |
| 1307   | SAS: il cartello di Sebastopoli                                  | Gérard de Villiers                   | (Le cartel de Sebastopol)                       | 1995      | 1996              |
| 1308   | Largo Winch - Assalto al gruppo W                                | Van Hamme                            | (Largo Winch et groupe W)                       | 1977      | 16 giugno 1996    |
| 1309   | Arma non convenzionale                                           | Richard Marcinko & John Weisman      | (Green Team)                                    | 1995      | 1996              |
| 1310   | La mano d'acciaio                                                | Gar Wilson                           | (Super Phoenix Force 1: Fire Storm)             | 1988      | 1996              |
| 1311   | Il Professionista: appuntamento a Shinjuku                       | Stephen Gunn                         | (Gunplay at Shinjuku)                           | 1995      | 28 luglio 1996    |
| 1312   | Il seme della vendetta                                           | Tony Gibbs                           | (Capitol Offence)                               | 1995      | 1996              |
| 1313   | Dossier Queensland                                               | Julian Jay Savarin                   | (The Queensland File)                           | 1994      | 25 agosto 1996    |
| 1314   | SAS: voglio la testa di Coyote                                   | Gérard de Villiers                   | (Ramenez-moi la tête d'El Coyote)               | 1995      | 1996              |
| 1315   | Largo Winch - Cyclope bionda                                     | Van Hamme                            | (Largo Winch et la Cyclope)                     | 1977      | 22 settembre 1996 |
| 1316   | 007: Mai giocare col fuoco                                       | John Gardner                         | (Seafire)                                       | 1994      | 1996              |
| 1317   | L'enigma Bamboo                                                  | William Knight                       | (The Bamboo Game)                               | 1993      | 1996              |
| 1318   | Il Professionista: fuga da El Diablo                             | Stephen Gunn                         | (Escape from El Diablo)                         | 1996      | 3 novembre 1996   |
| 1319   | Fumo negli occhi                                                 | Sandy London                         | (Smoke Screen)                                  | 1994      | 17 novembre 1996  |
| 1320   | SAS: risoluzione 687                                             | Gérard de Villiers                   | (La résolution 687)                             | 1996      | 1º dicembre 1996  |
| 1321   | Respiro di fuoco                                                 | Gar Wilson                           | (Super Phoenix Force 4: Wall of Flame)          | 1991      | 15 dicembre 1996  |
| 1322   | L'armata del silenzio                                            | Secondo Signoroni                    |                                                 |           | 29 dicembre 1996  |
| 1323   | Il confine                                                       | Bill Granger                         | (The Zurich Numbers)                            | 1984      | 12 gennaio 1997   |
| 1324   | Largo Winch - L'ultimo dei dogi                                  | Van Hamme                            | (Largo Winch le dernier des doges)              | 1978      | 26 gennaio 1997   |
| 1325   | SAS: il soffio di Lucifero                                       | Gérard de Villiers                   | (Opération Lucifer)                             | 1996      | 1997              |
| 1326   | Ultimatum                                                        | Rogelio J. Pineiro                   | (Ultimatum)                                     | 1994      | 1997              |
| 1327   | Quiller: il gioco dello scorpione                                | Adam Hall                            | (Quiller 19: Quiller Balalaika)                 | 1996      | 9 marzo 1997      |
| 1328   | Le carte somale                                                  | Luis Piazzano                        |                                                 | 1997      | 23 marzo 1997     |
| 1329   | Danza di guerra                                                  | Tim Sebastian                        | (War Dance)                                     | 1995      | 1997              |
| 1330   | Chi è Simon Vermont?                                             | Palma Harcourt                       | (The Vermont Myth)                              | 1994      | 1997              |
| 1331   | SAS: trappola in Cecenia                                         | Gérard de Villiers                   | (Vengeance tchétchène)                          | 1996      | 4 maggio 1997     |
| 1332   | Bagliore mortale                                                 | Mark Jones                           | (Black Lightning)                               | 1995      | 18 maggio 1997    |
| 1333   | Il Professionista: morire a Kowloon                              | Stephen Gunn                         | (To Die in Kowloon)                             | 1997      | 1º giugno 1997    |
| 1334   | L'informatore                                                    | J.C. Pollock                         | (Centrifuge)                                    | 1984      | 15 giugno 1997    |
| 1335   | Eraser: l'eliminatore                                            | Robert Tine                          | (Eraser)                                        | 1996      | 25 giugno 1997    |
| 1336   | 007: Missione Cold                                               | John Gardner                         | (Cold Fall)                                     | 1996      | 13 luglio 1997    |
| 1337   | Task Force                                                       | Richard Marcinko & John Weisman      | (Task Force Blue)                               | 1996      | 1997              |
| 1338   | SAS: incubo a Peshawar                                           | Gérard de Villiers                   | (Vengez le vol 800)                             | 1997      | 1997              |
| 1339   | Largo Winch - La fortezza di Makiling                            | Van Hamme                            | (Largo Winch: la forteresse de Makiling)        | 1979      | 24 agosto 1997    |
| 1340   | L'artificiere                                                    | Terence Strong                       | (The Tick Tock Man)                             | 1994      | 1997              |
| 1341   | Nome in codice: Broken Arrow                                     | Jef Rovin                            | (Broken Arrow)                                  | 1995      | 21 settembre 1997 |
| 1342   | Il quinto diamante                                               | Lawrence P. Right                    |                                                 | 1997      | 5 ottobre 1997    |
| 1343   | Il cacciatore di teste                                           | Glover Wright                        | (Headhunter)                                    | 1994      | 19 ottobre 1997   |
| 1344   | SAS: uccidi il prossimo tuo                                      | Gérard de Villiers                   | (Tu tueras ton prochain)                        | 1996      | 2 novembre 1997   |
| 1345   | Il Professionista: il grande colpo del Marsigliese               | Stephen Gunn                         | (Russian Gold Rush)                             | 1997      | 16 novembre 1997  |
| 1346   | Virus delta                                                      | Walter Wager                         | (The Spirit Team)                               | 1996      | 30 novembre 1997  |
| 1347   | Punto di fusione                                                 | Gar Wilson                           | (Super Phoenix Force 3: Cold Dead)              | 1990      | 14 dicembre 1997  |
| 1348   | L'agente perfetto                                                | Ralph Peters                         | (A Perfect Soldier)                             | 1995      | 28 dicembre 1997  |
| 1349   | 007: Il domani non muore mai                                     | Raymond Benson                       | (Tomorrow Never Dies)                           | 1997      | 11 gennaio 1998   |
| 1350   | I mercenari - Contratto coreano                                  | Doug Armstrong                       | (Soldier of Fortune 2: The Korean Contract)     | 1994      | 1998              |
| 1351   | Una lettera per la Casa Bianca                                   | Gérard de Villiers                   | (Une lettre pour la Maison Blanche)             | 1997      | 1998              |
| 1352   | Largo Winch - Trappola a Mindanao                                | Van Hamme                            | (Largo Winch et les révoltés de Zamboanga)      | 1979      | 1998              |
| 1353   | Finché morte non vi separi                                       | Mark Jones                           | (Caviar)                                        | 1996      | 8 marzo 1998      |
| 1354   | Sotto gli occhi del mondo                                        | Secondo Signoroni                    |                                                 | 1998      | 1998              |
| 1355   | Il veleno di Belfast                                             | Shaun Hutson                         | (White Ghost)                                   | 1994      | 5 aprile 1998     |
| 1356   | Il sopravvissuto                                                 | Luis Piazzano                        |                                                 | 1998      | 1998              |
| 1357   | SAS: Hong Kong Express                                           | Gérard de Villiers                   | (Hong Kong Express)                             | 1997      | 3 maggio 1998     |
| 1358   | Il labirinto dell'oblio                                          | Richard P. Henrick                   | (Dive to Oblivion)                              | 1993      | 1998              |
| 1359   | Oro maledetto                                                    | Richard Marcinko & John Weisman      | (Designation Gold)                              | 1997      | 31 maggio 1998    |
| 1360   | Il Professionista: marea rossa                                   | Stephen Gunn                         | (Heroes Shed no Tears)                          | 1998      | 1998              |
| 1361   | Largo Winch - Inganno finale                                     | Van Hamme                            | (Business Blues)                                | 1980      | 1998              |
| 1362   | 007: conto alla rovescia                                         | Raymond Benson                       | (007 Zero Minus Ten)                            | 1997      | 1998              |
| 1363   | I mercenari - Destinazione giungla!                              | Doug Armstrong                       | (Soldier of Fortune 6: The Khmer Hit)           | 1994      | 26 luglio 1998    |
| 1364   | SAS: congiura africana                                           | Gérard de Villiers                   | (Zaire adieu)                                   | 1997      | 1998              |
| 1365   | Punto di rottura                                                 | Rogelio J. Pineiro                   | (Breakthrough)                                  | 1997      | 1998              |
| 1366   | Tra i denti del lupo                                             | Victor Da Vis                        | (Queens' Ransom)                                |           | 1998              |
| 1367   | Phoenix Force - Cerca & distruggi                                | Gar Wilson                           | (Super Phoenix Force 2: Search and Destroy)     | 1989      | 20 settembre 1998 |
| 1368   | Campo di fuoco                                                   | Alan D. Altieri                      |                                                 | 1998      | 1998              |
| 1369   | Occhio per occhio                                                | James Robin                          | (The Corsican Crisis)                           |           | 1998              |
| 1370   | Dossier Yggdrasil                                                | Gérard de Villiers                   | (La manipulation Yggdrasil)                     | 1998      | 1998              |
| 1371   | Pace armata                                                      | Shaun Hutson                         | (Knife Edge)                                    | 1997      | 15 ottobre 1998   |
| 1372   | Crimini di guerra                                                | Guy Stanley                          | (Nagasaki Six)                                  | 1997      | 1998              |
| 1373   | Il Professionista: missioni non autorizzate                      | Stephen Gunn                         | (On Deep Cover)                                 | 1998      | 13 dicembre 1998  |
| 1374   | Fallout                                                          | Kevin J. Anderson & Doug Beason      | (Fallout)                                       | 1997      | 27 dicembre 1998  |
| 1375   | Cellula rossa                                                    | Richard Marcinko & John Weisman      | (Red Cell)                                      | 1994      | 10 gennaio 1999   |
| 1376   | Un mestiere difficile                                            | Anthony Bourdain                     | (Gone Bamboo)                                   | 1997      | 24 gennaio 1999   |
| 1377   | Duello Kingston                                                  | Gérard de Villiers                   | (Mortelle Jamaïgue)                             | 1998      | 7 febbraio 1999   |
| 1378   | Obiettivo Q2                                                     | Richard P. Henrick                   | (Attack on the Queen)                           | 1998      | 1999              |
| 1379   | Missione Afrika                                                  | Luis Piazzano                        |                                                 | 1999      | 7 marzo 1999      |
| 1380   | Codice nero                                                      | Charles Ryan                         | (Code Black)                                    | 1997      | 21 marzo 1999     |
| 1381   | Face/Off                                                         | Clark Carlton                        | (Face/Off)                                      | 1997      | 4 aprile 1999     |
| 1382   | Stato di emergenza                                               | Steve Pieczenik                      | (State of Emergency)                            | 1997      | 18 aprile 1999    |
| 1383   | Il flagello di Baghdad                                           | Gérard de Villiers                   | (La peste noir de Bagdad)                       | 1998      | 1999              |
| 1384   | Minaccia al Goldengate                                           | Bob McGuire                          | (The Gate)                                      | 1997      | 16 maggio 1999    |
| 1385   | Il Professionista: uno contro tutti                              | Stephen Gunn                         | (Expect the Unexpected)                         | 1999      | 30 maggio 1999    |
| 1386   | Una missione per MacAllister                                     | Julian Jay Savarin                   | (MacAllister Task)                              | 1997      | 13 giugno 1999    |
| 1387   | Squadra speciale Alpha                                           | Richard Marcinko & John Weisman      | (Seal Force Alpha)                              | 1998      | 27 giugno 1999    |
| 1388   | Nel cuore del vulcano                                            | Jack B. Du Brul                      | (Vulcan's Forge)                                | 1998      | 1999              |
| 1389   | Il richiamo                                                      | Christopher Sherlock                 | (Call of the Lion)                              | 1993      | 25 luglio 1999    |
| 1390   | Il cuore nemico                                                  | Larry Bond                           | (The Enemy Within)                              | 1995      | 8 agosto 1999     |
| 1391   | Missione impossibile in Albania                                  | Gérard de Villiers                   | (Albanie: mission impossible)                   | 1999      | 1999              |
| 1392   | 007: Obiettivo Decada                                            | Raymond Benson                       | (The Facts of Death)                            | 1998      | 1999              |
| 1393   | La violinista                                                    | Janice Weber                         | (Frost the Fiddler)                             | 1992      | 19 settembre 1999 |
| 1394   | Fuga dall'Azerbaijan                                             | David Monnery                        | (Escape from Azerbaijan)                        | 1996      | 1999              |
| 1395   | Rischio assoluto                                                 | Michel Noir                          | (L'Otage)                                       | 1998      | 17 ottobre 1999   |
| 1396   | Guerra nelle strade                                              | Peter Cave                           | (War on the Streets)                            | 1995      | 31 ottobre 1999   |
| 1397   | L'ultimo muro                                                    | Alan D. Altieri                      |                                                 | 1999      | 14 novembre 1999  |
| 1398   | Caccia alla talpa                                                | Gérard de Villiers                   | (La source Yahalom)                             | 1999      | 28 novembre 1999  |
| 1399   | Traditore                                                        | Ralph Peters                         | (Traitor)                                       | 1999      | 12 dicembre 1999  |
| 1400   | Il Professionista: pochi soldi, molto onore                      | Stephen Gunn                         | (The Odd Never Dies)                            | 1999      | 26 dicembre 1999  |
| 1401   | 007: il mondo non basta                                          | Raymond Benson                       | (The World Is Not Enough)                       | 1999      | 9 gennaio 2000    |
| 1402   | Minaccia nucleare                                                | Joe Dalton                           | (The Omega Missile)                             | 1998      | 23 gennaio 2000   |
| 1403   | Il Celta: Connection!                                            | Robert Morcet                        | (Réseau Kosovo)                                 | 1999      | 6 febbraio 2000   |
| 1404   | SAS contro il PKK                                                | Gérard de Villiers                   | (Contre P.K.K.)                                 | 1999      | 20 febbraio 2000  |
| 1405   | Armata nera                                                      | Richard Marcinko & John Weisman      | (Option Delta)                                  | 1999      | 5 marzo 2000      |
| 1406   | Il gioco del potere                                              | Janice Weber                         | (Hot Ticket)                                    | 1998      | 19 marzo 2000     |
| 1407   | Vento d'acciaio                                                  | Bob Norris                           | (Check Six!)                                    | 1998      | 2 aprile 2000     |
| 1408   | Missione confidenziale                                           | Secondo Signoroni                    |                                                 | 2000      | 16 aprile 2000    |
| 1409   | Killer Instinct                                                  | Terrill Lankford                     | (An Angry Moon)                                 | 1997      | 30 aprile 2000    |
| 1410   | Blitz in alto mare                                               | Shaun Clarke                         | (Terrorism on the North Sea)                    | 1995      | 14 maggio 2000    |
| 1411   | Bombe su Belgrado                                                | Gérard de Villiers                   | (Bombes sur Belgrade)                           | 1999      | 28 maggio 2000    |
| 1412   | Il Celta: Operazione Deserto Rosso                               | Robert Morcet                        | (Opération Désert Rouge)                        | 1998      | 11 giugno 2000    |
| 1413   | 007: tempo di uccidere                                           | Raymond Benson                       | (High Time to Kill)                             | 1999      | 25 giugno 2000    |
| 1414   | L'Architetto                                                     | Christian Jacq                       | (Le Moine et le Vénérable)                      | 1985      | 9 luglio 2000     |
| 1415   | L'impronta                                                       | Tom Neil                             |                                                 |           | 23 luglio 2000    |
| 1416   | Fermate la tigre!                                                | Charles Ryan                         | (Track of the Bengal)                           | 1999      | 6 agosto 2000     |
| 1417   | Homeland                                                         | David Hillier                        | (Homeland)                                      |           | 20 agosto 2000    |
| 1418   | Dossier Einstein                                                 | Craig Dirgo                          | (The Einstein Papers)                           | 1999      | 3 settembre 2000  |
| 1419   | Senza tregua                                                     | Jerry Kennealy                       | (The Hunted)                                    | 1999      | 17 settembre 2000 |
| 1420   | La pista del Cremlino                                            | Gérard de Villiers                   | (Le piste du Kremlin)                           | 1999      | 1º ottobre 2000   |
| 1421   | L'ultimo presidente degli Stati Uniti                            | Richard P. Henrick                   | (Nightwatch)                                    | 1999      | 15 ottobre 2000   |
| 1422   | Il Professionista: duello a Raikujan                             | Stephen Gunn                         | (Running Out of Time)                           | 2000      | 29 ottobre 2000   |
| 1423   | Il Celta: La piovra nera                                         | Robert Morcet                        | (La pieuvre noire)                              | 1999      | 12 novembre 2000  |
| 1424   | PSI/NET psicoguerra                                              | Billy Dee Willams & Rob MacGregor    | (PSI/NET)                                       |           | 26 novembre 2000  |
| 1425   | Sniper: Victoria Cross                                           | Alan D. Altieri                      |                                                 | 2000      | 10 dicembre 2000  |
| 1426   | Il tuttofare                                                     | Philip Shelby                        | (Gatekeeper)                                    | 1998      | 24 dicembre 2000  |
| 1427   | Il Celta: la strage degli angeli                                 | Robert Morcet                        | (Le bal des anges)                              | 1998      | 7 gennaio 2001    |
| 1428   | 007: doppio gioco                                                | Raymond Benson                       | (Doubleshot)                                    | 2000      | 21 gennaio 2001   |
| 1429   | SAS: il colonnello Chang                                         | Gérard de Villiers                   | (L'amour fou du Colonel Chang)                  | 2000      | 7 gennaio 2001    |
| 1430   | Messaggi di fuoco                                                | Secondo Signoroni                    |                                                 | 2001      | 18 febbraio 2001  |
| 1431   | Plotone Echo                                                     | Richard Marcinko & John Weisman      | (Echo Platoon)                                  | 2000      | 4 marzo 2001      |
| 1432   | L'Esecutore: missione nera                                       | Don Pendleton                        | (The Executioners: Risk Factor)                 | 2000      | 18 marzo 2001     |
| 1433   | L'artiglio dell'aquila                                           | Kelly Orr                            | (Seals Eagle Forces. Eagle Strike)              | 1999      | 1º aprile 2001    |
| 1434   | Il Professionista: fuoco sulla pelle                             | Stephen Gunn                         | (Burn My Skin)                                  | 2001      | 15 aprile 2001    |
| 1435   | "Contratto" per Il Celta                                         | Robert Morcet                        | (Contrat sur le Celte)                          | 1998      | 29 aprile 2001    |
| 1436   | SAS: jihad!                                                      | Gérard de Villiers                   | (Djihad)                                        | 2000      | 13 maggio 2001    |
| 1437   | Coyote                                                           | David Ignatius                       | (The Bank of Fear)                              | 1994      | 27 maggio 2001    |
| 1438   | Falcon SAS: fiume di sangue                                      | Robert Charles                       | (Falcon SAS: Blood River)                       | 1999      | 10 giugno 2001    |
| 1439   | Territorio nemico                                                | Joe Dal Ton                          | (The Omega Sanction)                            | 1999      | 24 giugno 2001    |
| 1440   | L'Esecutore: attacco invisibile                                  | Don Pendleton                        | (The Executioner: War Bird)                     | 2000      | 8 luglio 2001     |
| 1441   | Il Celta: macchina per uccidere                                  | Robert Morcet                        | (Machine à tuer)                                | 1998      | 22 luglio 2001    |
| 1442   | Atlantis                                                         | Greg Donegan                         | (Atlantis)                                      | 1999      | 5 agosto 2001     |
| 1443   | SAS: genocidio!                                                  | Gérard de Villiers                   | (Enquête sur un génocide)                       | 2000      | 19 agosto 2001    |
| 1444   | Falcon SAS: obiettivo Sudafrica                                  | Robert Charles                       | (Firestrike)                                    | 1999      | 2 settembre 2001  |
| 1445   | Misure letali                                                    | Leonard Goldberg                     | (Lethal Measures)                               | 2000      | 16 settembre 2001 |
| 1446   | Trappola esplosiva                                               | Osman F. Trecca                      |                                                 |           | 30 settembre 2001 |
| 1447   | L'Esecutore: punto d'impatto                                     | Don Pendleton                        | (The Executioner: Point of Impact)              | 2000      | 14 ottobre 2001   |
| 1448   | La vendetta è nostra                                             | Walter Wager                         | (Sledgehammer)                                  | 1970      | 28 ottobre 2001   |
| 1449   | Il Celta: duello mortale                                         | Robert Morcet                        | (Duel à mort)                                   | 1998      | 11 novembre 2001  |
| 1450   | SAS: l'ostaggio delle Filippine                                  | Gérard de Villiers                   | (L'otage de Jolo)                               | 2001      | 25 novembre 2001  |
| 1451   | Vlad: il primo della lista                                       | Xavier LeNormand                     | (First on the Hit List)                         | 2001      | 9 dicembre 2001   |
| 1452   | Operazione Miraggio                                              | Don Passman                          | (Mirage)                                        | 2000      | 23 dicembre 2001  |
| 1453   | Il Professionista: Operazione Salamandra                         | Stephen Gunn                         | (The Mission)                                   | 2002      | 6 gennaio 2002    |
| 1454   | Missione Double Face                                             | Luis Piazzano                        |                                                 | 2002      | 20 gennaio 2002   |
| 1455   | 007: i sogni non uccidono                                        | Raymond Benson                       | (Never Dream of Dying)                          | 2001      | 21 gennaio 2002   |
| 1456   | Il Celta contro le Triadi Il Professionista: vendi cara la pelle | Robert Morcet Stephen Gunn           | (L'empire des triades Blood Circle)             | 2000 2001 | 22 gennaio 2002   |
| 1457   | SAS: assalto a Istanbul                                          | Gérard de Villiers                   | (Tuez le Pape)                                  | 2001      | 21 gennaio 2002   |
| 1458   | Distaccamento Bravo                                              | Richard Marcinko & John Weisman      | (Detachment Bravo)                              | 2001      | febbraio 2002     |
| 1459   | L'Esecutore: obiettivo Panama                                    | Don Pendleton                        | (Target Lock)                                   | 2000      | febbraio 2002     |
| 1460   | Nightshade: missione Cuba                                        | François Torrent                     | (La variable de Varadero)                       | 2002      | 3 marzo 2002      |
| 1461   | SAS: una presa d'afghano                                         | Gérard de Villiers                   | (Embuscade à la Khyber Pass)                    | 1983      | 17 marzo 2002     |
| 1462   | Vlad: il Circolo Kandinsky                                       | Xavier LeNormand                     | (Kandinsky Clique)                              | 2002      | 31 marzo 2002     |
| 1463   | Allarme virus                                                    | David Docherty                       | (Spirit Death)                                  | 2000      | 14 aprile 2002    |
| 1464   | SAS: Armageddon per Arafat                                       | Gérard de Villiers                   | (Armageddon)                                    | 2001      | 28 aprile 2002    |
| 1465   | Il paese delle ombre                                             | Secondo Signoroni                    |                                                 | 2002      | 12 maggio 2002    |
| 1466   | Mark Beamon: scherza coi santi...                                | Kyle Mills                           | (Storming Heaven)                               | 1998      | 26 maggio 2002    |
| 1467   | Gli invincibili                                                  | Charles Wilson                       | (Game Plan)                                     | 2000      | 9 giugno 2002     |
| 1468   | SAS ci prova a Cipro                                             | Gérard de Villiers                   | (Objectif Reagan)                               | 1982      | 23 giugno 2002    |
| 1469   | Quantum Agency: Aquarius                                         | Frank Ross                           | (Aquarius)                                      | 2002      | 7 luglio 2002     |
| 1470   | SAS punta sul rosso                                              | Gérard de Villiers                   | (Li Sha-Tin doit mourir)                        | 2001      | 4 agosto 2002     |
| 1471   | 11 settembre per SAS                                             | Gérard de Villiers                   | (Le sabre de Bin Laden)                         | 2002      | 4 agosto 2002     |
| 1472   | Il Professionista: Programma Labirinto                           | Stephen Gunn                         | (The Program)                                   | 2002      | 18 ottobre 2002   |
| 1473   | SAS: massacro a palazzo                                          | Gérard de Villiers                   | (Le roi fou du Népal)                           | 2002      | 18 novembre 2002  |
| 1474   | Il Celta: gli artigli di Allah                                   | Robert Morcet                        | (Les serres d'Allah)                            | 1999      | 3 dicembre 2002   |
| 1475   | SAS: l'inganno del Karin A                                       | Gérard de Villiers                   | (Le manip du Karin A)                           | 2002      | gennaio 2003      |
| 1476   | Il Professionista: la notte della mangusta                       | Stephen Gunn                         | (The Mangoose's Deception)                      | 2003      | febbraio 2003     |
| 1477   | SAS: caccia in Afghanistan                                       | Gérard de Villiers                   | (Bin Laden: la traque)                          | 2002      | marzo 2003        |
| 1478   | Banshee: furia a Lombok                                          | Jack Morisco                         | (Green Fury)                                    | 2003      | aprile 2003       |
| 1479   | Vlad: il mattino dei demoni                                      | Xavier LeNormand                     | (The Oni-Kesa File)                             | 2003      | maggio 2003       |
| 1480   | Hydra Crisis: l'occhio della tenebra                             | Jo Lancaster Reno                    | (Chemin d'Enfer)                                | 2003      | giugno 2003       |
| 1481   | 007: l'uomo dal tatuaggio rosso                                  | Raymond Benson                       | (The Man With the Red Tattoo)                   | 2002      | luglio 2003       |
| 1482   | SAS: il padrino greco                                            | Gérard de Villiers                   | (Le parrain du «17 Novembre»)                   | 2003      | agosto 2003       |
| 1483   | Nightshade: progetto Lovelace                                    | François Torrent                     | (Projet Lovelace)                               | 2003      | settembre 2003    |
| 1484   | Il Professionista: la vendetta del Marsigliese                   | Stephen Gunn                         | (Exit Wounds)                                   | 2003      | ottobre 2003      |
| 1485   | SAS: Baghdad Express                                             | Gérard de Villiers                   | (Bagdad-Express)                                | 2003      | novembre 2003     |
| 1486   | Quantum Agency: golpe                                            | Frank Ross                           | (Golpe)                                         | 2003      | dicembre 2003     |
| 1487   | SAS: l'oro di Al-Qaeda                                           | Gérard de Villiers                   | (L'or d'Al-Qaida)                               | 2003      | gennaio 2004      |
| 1488   | Agente speciale Ice                                              | David Alexander                      | (Special OPS)                                   | 2001      | febbraio 2004     |
| 1489   | Il Professionista: ghiaccio siberiano                            | Stephen Gunn                         | (Siberian Ice)                                  | 2004      | marzo 2004        |
| 1490   | SAS: patto col diavolo                                           | Gérard de Villiers                   | (Pacte avec le diable)                          | 2003      | aprile 2004       |
| 1491   | Vlad: senza nome né legge                                        | Xavier LeNormand                     | (Nomads)                                        | 2004      | maggio 2004       |
| 1492   | Azione ostile                                                    | Robert Gandt                         | (With Hostile Intent)                           | 2001      | giugno 2004       |
| 1493   | Specchio oscuro                                                  | Secondo Signoroni                    |                                                 | 2004      | luglio 2004       |
| 1494   | SAS: salvataggio in Colombia                                     | Gérard de Villiers                   | (Ramenez-les vivants)                           | 2004      | agosto 2004       |
| 1495   | Hydra Crisis: la coda dello scorpione                            | Jo Lancaster Reno                    | (Power to Believe)                              | 2004      | settembre 2004    |
| 1496   | Nightshade: obiettivo Sickrose                                   | François Torrent                     | (Objectif Sickrose)                             | 2004      | ottobre 2004      |
| 1497   | Il Professionista: vivere nel buio                               | Stephen Gunn                         | (Living in the Dark)                            | 2004      | novembre 2004     |
| 1498   | SAS: terrore a Istanbul                                          | Gérard de Villiers                   | (Le reseau Istanbul)                            | 2004      | dicembre 2004     |
| 1499   | Marcinko: atto di forza                                          | Richard Marcinko                     | (Violence of Action)                            | 2002      | gennaio 2005      |
| 1500   | SAS: il giorno della Ceka SAS a Istanbul                         | Gérard de Villiers                   | (Le jour de la Tchéka SAS à Istanbul)           | 2004 1965 | febbraio 2005     |

#### Numeri da 1501 a 2000
| Numero | Titolo italiano                           | Autore                          | Titolo originale                      | Anno | Data di uscita         |
| ------ | ----------------------------------------- | ------------------------------- | ------------------------------------- | ---- | ---------------------- |
| 1501   | Banshee: le Tigri e il Leone              | Jack Morisco                    | (Sitting Lion, Roaring Tigers)        | 2005 | marzo 2005             |
| 1502   | Il Professionista: il nemico siamo noi    | Stephen Gunn                    | (Tides of Wrath)                      | 2005 | aprile 2005            |
| 1503   | SAS: la rete saudita                      | Gérard de Villiers              | (La connexion saoudienne)             | 2004 | maggio 2005            |
| 1504   | La lega degli innocenti                   | Secondo Signoroni               |                                       | 2005 | giugno 2005            |
| 1505   | Tempesta nera                             | David Poyer                     | (Black Storm)                         | 2002 | luglio 2005            |
| 1506   | SAS: ostaggi in Irak                      | Gérard de Villiers              | (Otages en Irak)                      | 2005 | agosto 2005            |
| 1507   | Vlad: mosaico di specchi                  | Xavier LeNormand                | (Glass Jigsaw)                        | 2005 | settembre 2005         |
| 1508   | Nightshade: Babilonia Connection          | François Torrent                | (Connection Hazmat)                   | 2005 | ottobre 2005           |
| 1509   | SAS: trappola ucraina                     | Gérard de Villiers              | (Tuez Iouchtchenko!)                  | 2005 | novembre 2005          |
| 1510   | Il Professionista: corsa nel fuoco        | Stephen Gunn                    | (African Death Rush)                  | 2005 | dicembre 2005          |
| 1511   | L'ultima vendetta                         | Richard Marcinko & Jim DeFelice | (Vengeance)                           | 2005 | gennaio 2006           |
| 1512   | SAS: missione a Cuba                      | Gérard de Villiers              | (Mission: Cuba)                       | 2005 | febbraio 2006          |
| 1513   | Quantum Agency: Ultima Thule              | Frank Ross                      | (Quantum Agency: Ultima Thule)        | 2006 | marzo 2006             |
| 1514   | Il Professionista: Dossier Yaponcjik      | Stephen Gunn                    |                                       | 2006 | aprile 2006            |
| 1515   | SAS: aurora nera                          | Gérard de Villiers              | (Aurore noire)                        | 2005 | maggio 2006            |
| 1516   | Banshee: l'arma birmana                   | Jack Morisco                    |                                       | 2006 | giugno 2006            |
| 1517   | Vlad: gli spettri di Peshawar             | Xavier LeNormand                | (Spooks of Peshawar)                  | 2006 | luglio 2006            |
| 1518   | Il bacio del serpente                     | James Brant                     |                                       |      | agosto 2006            |
| 1519   | Punto d'impatto                           | John Ramsey Miller              | (Inside Out)                          | 2005 | settembre 2006         |
| 1520   | Il Professionista: l'inferno dei vivi     | Stephen Gunn                    | (The Sonno-joi Incident)              | 2006 | ottobre 2006           |
| 1521   | SAS: programma 111                        | Gérard de Villiers              | (Le programme 111)                    | 2006 | novembre 2006          |
| 1522   | Virus terminale                           | Earl Merkel                     | (Final Epidemic)                      | 2002 | dicembre 2006          |
| 1523   | Hydra Crisis: lo spettro corre nell'acqua | Jo Lancaster Reno               | (Eaux Oblieux)                        | 2007 | gennaio 2007           |
| 1524   | Nightshade: Destinazione Halong           | François Torrent                | (Halong Goodbye)                      | 2007 | febbraio 2007          |
| 1525   | SAS: a morte la Bestia                    | Gérard de Villiers              | (Que la bête meure)                   | 2006 | marzo 2007             |
| 1526   | Walkiria Nera: La genesi del male         | Claudia Salvatori               |                                       | 2007 | aprile 2007            |
| 1527   | Il Professionista: Gangland               | Stephen Gunn                    | (Gangland)                            | 2007 | maggio 2007            |
| 1528   | Oltre la verità                           | Secondo Signoroni               |                                       | 2007 | giugno 2007            |
| 1529   | Il tesoro di Saddam (parte prima)         | Gérard de Villiers              | (Le tresor de Saddam: 1)              | 2006 | luglio 2007            |
| 1530   | Il tesoro di Saddam (parte seconda)       | Gérard de Villiers              | (Le tresor de Saddam: 2)              | 2006 | agosto 2007            |
| 1531   | Finis Terrae                              | Danilo Arona                    |                                       | 2007 | settembre 2007         |
| 1532   | Wolf Pass                                 | Steve Thayer                    | (Wolf Pass)                           | 2003 | ottobre 2007           |
| 1533   | SAS: Dossier K                            | Gérard de Villiers              | (Le Dossier K)                        | 2006 | novembre 2007          |
| 1534   | Il Professionista: colori di guerra       | Stephen Gunn                    |                                       | 2007 | dicembre 2007          |
| 1535   | Sacro terrore                             | Richard Marcinko & Jim DeFelice | (Holy Terror)                         | 2006 | gennaio 2008           |
| 1536   | Sandblast                                 | Kevin Hochs                     | (Sandblast)                           | 2008 | febbraio 2008          |
| 1537   | Walkiria Nera: Golden Dawn                | Claudia Salvatori               |                                       | 2008 | marzo 2008             |
| 1538   | Vlad: tempesta sulla città dei morti      | Xavier LeNormand                |                                       | 2008 | aprile 2008            |
| 1539   | Ore contate                               | John Ramsey Miller              | (Upside Down)                         | 2005 | maggio 2008            |
| 1540   | La croce sulle labbra                     | Danilo Arona & Edoardo Rosati   |                                       | 2008 | giugno 2008            |
| 1541   | Strade di fuoco                           | John Shannon                    | (Streets on Fire)                     | 2002 | luglio 2008            |
| 1542   | Il Professionista: Beirut: Gangwar        | Stephen Gunn                    |                                       | 2008 | agosto 2008            |
| 1543   | Glass Tiger                               | Joe Gores                       | (Glass Tiger)                         | 2006 | settembre 2008         |
| 1544   | Furore nero                               | Secondo Signoroni               |                                       | 2008 | ottobre 2008           |
| 1545   | Volk: l'artiglio del lupo                 | Brent Ghelfi                    | (Volk 1: Volk's Game)                 | 2007 | novembre 2008          |
| 1546   | Destinazione Qumran                       | Luis Piazzano                   |                                       | 2008 | dicembre 2008          |
| 1547   | Operazione Nettuno                        | Arno Baker                      | (Operation Neptune)                   | 2008 | gennaio 2009           |
| 1548   | Vladivostok Hit                           | Stephen Gunn                    |                                       | 2009 | febbraio 2009          |
| 1549   | Bersagli perduti                          | Robert Doherty                  | (Lost Girls)                          | 2007 | marzo 2009             |
| 1550   | Grande Madre Rossa                        | Giuseppe Genna                  |                                       | 2009 | aprile 2009            |
| 1551   | Inganno mortale                           | John Ramsey Miller              | (Smoke & Mirrors)                     | 2008 | maggio 2009            |
| 1552   | Stal: Operazione Copernico                | Franco Forte                    |                                       | 2009 | giugno 2009            |
| 1553   | Mayday                                    | Nelson DeMille & Thomas Block   | (Mayday)                              | 1979 | luglio 2009            |
| 1554   | Contractors                               | Raelynn J. Hillhouse            | (Outsorced)                           | 2005 | agosto 2009            |
| 1555   | Il Professionista: campi di morte         | Stephen Gunn                    |                                       | 2009 | settembre 2009         |
| 1556   | Volk: l'ombra del lupo                    | Brent Ghelfi                    | (Volk 2: Volk's Shadow)               | 2008 | ottobre 2009           |
| 1557   | Banshee: Manila Sunrise                   | Jack Morisco                    |                                       | 2009 | novembre 2009          |
| 1558   | Sympathy for the Devil                    | Kent Anderson                   | (Sympathy for the Devil)              | 1987 | dicembre 2009          |
| 1559   | Balkan Bang!                              | Alberto Custerlina              |                                       | 2009 | gennaio 2010           |
| 1560   | Weekend all'inferno                       | Chris Grabenstein               | (Hell for the Holidays)               | 2007 | febbraio 2010          |
| 1561   | Il Professionista: tiro all'italiana      | Stephen Gunn                    |                                       | 2010 | marzo 2010             |
| 1562   | Le sabbie di Chernobyl                    | Secondo Signoroni               |                                       | 2010 | aprile 2010            |
| 1563   | Il metallo che uccide                     | Harry Ledowsky                  | (Lethal Metal)                        | 2005 | maggio 2010            |
| 1564   | Non uccidete Bin Laden                    | Filippo Pavan Bernacchi         |                                       | 2010 | giugno 2010            |
| 1565   | Gli artigli del leopardo                  | Jim DeFelice                    | (Leopards Kill)                       | 2007 | luglio 2010            |
| 1566   | Uomon                                     | Marco Minicangeli               |                                       | 2010 | agosto 2010            |
| 1567   | Il quarto osservatore                     | Timothy Hallinan                | (Poke Rafferty 2: The Fourth Watcher) | 2008 | settembre 2010         |
| 1568   | Santiago 544                              | Annamaria Fassio                |                                       | 2010 | ottobre 2010           |
| 1569   | Il Professionista: morte senza volto      | Stephen Gunn                    |                                       | 2010 | novembre 2010          |
| 1570   | Volk: Dossier Venona                      | Brent Ghelfi                    | (The Venona Cable)                    | 2009 | dicembre 2010          |
| 1571   | Nightshade: Operazione Nightfall          | François Torrent                |                                       | 2010 | gennaio 2011           |
| 1572   | Paura senza volto                         | Jack Kilborn                    | (Afraid)                              | 2008 | febbraio 2011          |
| 1573   | Gangland Blues                            | Stephen Gunn                    |                                       | 2011 | marzo 2011             |
| 1574   | Ghiaccio nero                             | Greig Beck                      | (Beneath the Dark Ice)                | 2009 | aprile 2011            |
| 1575   | L'ultimo bersaglio                        | Terence Strong                  | (President Down)                      | 2007 | maggio 2011            |
| 1576   | Assedio                                   | Vincent Spasaro                 |                                       | 2011 | giugno 2011            |
| 1577   | STAL - L'ombra dei ghiacci                | Franco Forte                    |                                       | 2011 | luglio 2011            |
| 1578   | Corsa alla morte                          | Chris Grabenstein               | (Slay Ride)                           | 2006 | agosto 2011            |
| 1579   | Sturmvogel                                | Kevin Hochs                     |                                       | 2011 | settembre 2011         |
| 1580   | Terrore invisibile                        | Ken McClure                     | (White Death)                         | 2009 | ottobre 2011           |
| 1581   | Il Professionista: nome in codice Loki    | Stephen Gunn                    |                                       | 2011 | novembre 2011          |
| 1582   | Tuono negli abissi                        | Iris e Roy Johansen             | (Silent Thunder)                      | 2008 | dicembre 2011          |
| 1583   | Stato di emergenza                        | Douglas Lindsay                 | (Lost in Juarez)                      | 2008 | gennaio 2012           |
| 1584   | Dossier mortale                           | Robert Doherty                  | (Bodyguard of Lies)                   | 2005 | febbraio 2012          |
| 1585   | Il Professionista non è morto             | Stephen Gunn                    |                                       | 2012 | Marzo 2012             |
| 1586   | Walkiria Nera: Progetto Lebensborn        | Claudia Salvatori               |                                       | 2012 | aprile 2012            |
| 1587   | Il morso della locusta                    | Tom Hawkes                      |                                       | 2012 | maggio 2012            |
| 1588   | L'ultimo patriota                         | Brad Thor                       |                                       | 2012 | giugno 2012            |
| 1589   | Codice genetico                           | Adrienne B. White               |                                       | 2012 | luglio 2012            |
| 1590   | Nightshade: Protocollo Hunt               | François Torrent                |                                       | 2012 | agosto 2012            |
| 1591   | Nemico di Stato                           | Andrew Grant                    |                                       | 2012 | settembre 2012         |
| 1592   | Acque mortali                             | Secondo Signoroni               |                                       | 2012 | ottobre 2012           |
| 1593   | Il Professionista: Operazione Barracuda   | Stephen Gunn                    |                                       | 2012 | Novembre 2012          |
| 1594   | Il fantasma di Stalin                     | Martin Cruz Smith               | Stalin's Ghost                        | 2007 | Dicembre 2012          |
| 1595   | VOLK - Lago di fuoco                      | Brent Ghelfi                    |                                       | 2013 | Gennaio 2013           |
| 1596   | Marcinko: Territorio Ostile               | Richard Marcinko, Jim DeFelice  |                                       | 2013 | Febbraio 2013          |
| 1597   | Il Professionista: Missione Suicida       | Stephen Gunn                    |                                       | 2013 | Marzo 2013             |
| 1598   | Muori due volte                           | Andrew Grant                    |                                       | 2010 | Aprile 2013            |
| 1599   | Hydra Crisis: Nel cuore del diavolo       | Jo Lancaster Reno               |                                       | 2013 | Maggio 2013            |
| 1600   | Banshee: Dossier 636                      | Jack Morisco                    |                                       | 2013 | Giugno 2013            |
| 1601   | El Asesino: Confine di sangue             | Rey Molina                      |                                       | 2013 | Luglio 2013            |
| 1602   | Spia per sempre                           | Keith Thomson                   |                                       | 2013 | Agosto 2013            |
| 1603   | Medina:Malastrana                         | Andrea Carlo Cappi              |                                       | 2013 | Settembre 2013         |
| 1604   | Undici giorni a settembre                 | Colin MacKinnon                 | (Morning Spy,Evening Spy)             | 2006 | Ottobre 2013           |
| 1605   | Il Professionista: La triade di Shangai   | Stephen Gunn                    |                                       | 2013 | Novembre 2013          |
| 1606   | Nightshade: Programma Firebird            | François Torrent                |                                       | 2013 | Dicembre 2013          |
| 1607   | Dodici miglia al largo                    | Alessandra C                    |                                       | 2014 | Gennaio 2014           |
| 1608   | I giardinieri di Herat                    | Secondo Signoroni               |                                       | 2014 | Febbraio 2014          |
| 1609   | Il Professionista: Missione White Tiger   | Stephen Gunn                    |                                       | 2014 | Marzo 2014             |
| 1610   | Banshee – Alba Rossa a West Papua         | Jack Morisco                    |                                       | 2014 | Aprile 2014            |
| 1611   | LEX: Inverno Arabo                        | Errico Passaro                  |                                       | 2014 | Maggio 2014            |
| 1612   | Agente Nemesis: Furia Letale              | Joe Lancaster Reno              |                                       | 2014 | Giugno 2014            |
| 1613   | Il Professionista: Colpo su colpo         | Stephen Gunn                    |                                       | 2014 | Luglio 2014            |
| 1614   | L'Operativo: Targeting                    | Kevin Hochs                     |                                       | 2014 | Agosto 2014            |
| 1615   | Medina: Persecutor                        | Andrea Carlo Cappi              |                                       | 2014 | Settembre 2014         |
| 1616   | Desperation Discount                      | Decimo Alcatraz                 |                                       | 2014 | Ottobre 2014           |
| 1617   | Il Professionista: Chi è Skorpia?         | Stephen Gunn                    |                                       | 2014 | Novembre 2014          |
| 1618   | Quinn: Il ripulitore                      | Brett Battles                   | (The cleaner)                         | 2007 | Dicembre 2014          |
| 1619   | Costa: La maschera di Mida                | Secondo Signoroni               |                                       | 2015 | Gennaio 2015           |
| 1620   | Otherside                                 | Jack Morisco                    |                                       | 2015 | Febbraio 2015          |
| 1621   | Il Professionista: Il Cerchio Nero        | Stephen Gunn                    |                                       | 2015 | Marzo 2015             |
| 1622   | L'Operativo: Watchdog                     | Kevin Hochs                     |                                       | 2015 | Aprile 2015            |
| 1623   | El Asesino – Protocollo Pekić             | Rey Molina                      |                                       | 2015 | Maggio 2015            |
| 1624   | Il ripulitore: l'inganno                  | Brett Battles                   | ("The Deceived")                      | 2008 | Giugno 2015            |
| 1625   | Il Professionista: Asso di spade          | Stephen Gunn                    |                                       | 2015 | Luglio-Agosto 2015     |
| 1626   | Agente Nightshade: Bersaglio ISIS         | François Torrent                |                                       | 2015 | Settembre-Ottobre 2015 |
| 1627   | Codice Tunguska                           | Antonio Zamberletti             |                                       | 2015 | Novembre-Dicembre 2015 |
| 1628   | Il ripulitore: L'ombra del tradimento     | Brett Battles                   | ("The Unwanted")                      | 2009 | Gennaio-Febbraio 2016  |
| 1629   | Il risveglio del leone                    | Pierfrancesco Prosperi          |                                       | 2016 | Marzo-Aprile 2016      |
| 1630   | Costa: Doppio bersaglio                   | Secondo Signoroni               |                                       | 2015 | Maggio-Giugno 2016     |
| 1631   | Il Professionista: L'oro di Skorpia       | Stephen Gunn                    |                                       | 2016 | Luglio-Agosto 2016     |
| 1632   | Il ripulitore: La legge del silenzio      | Brett Battles                   | ("The Silenced")                      | 2011 | Settembre-Ottobre 2016 |
| 1633   | Il Professionista: sette pistole          | Stephen Gunn                    |                                       | 2016 | Novembre-Dicembre 2016 |
| 1634   | Agente Nemesis: Ultimo Sangue             | Jo Lancaster Reno               | (Hydra Nemesis, Sang final)           | 2017 | Gennaio-Febbraio 2017  |
| 1635   | Agente Nightshade: Fattore Libia          | François Torrent                |                                       | 2017 | Giugno 2017            |
| 1636   | Il Professionista: guerra di spie         | Stephen Gunn                    |                                       | 2017 | Luglio 2017            |
| 1637   | Il Professionista: Kill Skorpia           | Stephen Gunn                    |                                       | 2017 | Agosto 2017            |
| 1638   | l Professionista: Legione Straniera       | Stephen Gunn                    |                                       | 2017 | Dicembre 2017          |
| 1639   | Lex: Tolleranza Zero                      | Errico Passaro                  |                                       | 2018 | Maggio 2018            |
| 1640   | Agente Nemesis: Sfida mortale             | Jo Lancaster Reno               |                                       | 2018 | Giugno 2018            |
| 1641   | il Professionista: uccidere o morire      | Stephen Gunn                    |                                       | 2018 | Luglio 2018            |
| 1642   | il Professionista: Dossier Phoenix        | Stephen Gunn                    |                                       | 2018 | Agosto 2018            |
| 1643   | American Sniper                           | Chris Kyle                      |                                       | 2018 | Settembre 2018         |
| 1644   | il Professionista: Black Sand             | Stephen Gunn                    |                                       | 2018 | Dicembre 2018          |
| 1645   | Target America                            | Scott McEwen Thomas Koloniar    |                                       | 2019 | Marzo 2019             |
| 1646   | Agente Nightshade: Effetto Brexit         | François Torrent                |                                       | 2019 | Maggio 2019            |
| 1647   | Il Professionista: Matrioska              | Stephen Gunn                    |                                       | 2019 | Luglio 2019            |
| 1648   | Il Professionista: Io sono El Gringo      | Stephen Gunn                    |                                       | 2019 | Agosto 2019            |
| 1649   | Montecristo: Un uomo da abbattere         | Stefano Di Marino               |                                       | 2019 | settembre 2019         |
| 1650   | Il Professionista: Ninja mission          | Stephen Gunn                    |                                       | 2019 | dicembre 2019          |
| 1651   | Montecristo: Giorno maledetto             | Stefano Di Marino               |                                       | 2020 | gennaio 2020           |
| 1652   | Montecristo. Stagione di fuoco            | Stefano Di Marino               |                                       | 2020 | maggio 2020            |
| 1653   | Il professionista. Missione Jigsaw        | Stephen Gunn                    |                                       | 2020 | luglio 2020            |
| 1654   | Il professionista. Fortezza Rossa         | Stefano Di Marino               |                                       | 2020 | agosto 2020            |
| 1655   | Il provocatore. Come il mondo vuole       | Jo Lancaster Reno               |                                       | 2020 | settembre 2020         |
| 1656   | Il Professionista. Overdrive              | Stephen Gunn                    |                                       | 2020 | dicembre 2020          |
| 1657   | El Asesino. Un’ora per non morire         | Rey Molina                      |                                       | 2021 | gennaio 2021           |
| 1658   | Il chirurgo. Anatomia di un golpe         | David Bones                     |                                       | 2021 | maggio 2021            |
| 1659   | Il Professionista. Pistola in vendita     | Stephen Gunn                    |                                       | 2021 | luglio 2021            |
| 1660   | Il Professionista. Terra del fuoco        | Stephen Gunn                    |                                       | 2021 | agosto 2021            |
| 1661   | Il Provocatore. La morte non basta        | Jo Lancaster Reno               |                                       | 2021 | settembre 2021         |
| 1662   | Il Professionista. Obiettivo sconosciuto  | Stephen Gunn                    |                                       | 2021 | dicembre 2021          |
| 1663   | Shooter – Punto di impatto                | Stephen Gunn                    |                                       | 2022 | gennaio 2022           |
| 1664   | Sickrose – Matadora                       | François Torrent                |                                       | 2022 | marzo 2022             |
| 1665   | Search and Destroy. Linea di fuoco        | Joshua Hood                     |                                       | 2022 | maggio 2022            |
| 1666   | Big Wolf                                  | AA. VV.                         |                                       | 2022 | luglio 2022            |
| 1667   | Agente Roachford. Dossier Al-Siddiq       | Jason Hunter                    |                                       | 2022 | settembre 2022         |
| 1668   | Il Provocatore. Il nulla è per sempre     | Jo Lancaster Reno               |                                       | 2022 | novembre 2022          |
| 1669   | Search and Destroy. Ordine d’allerta      | Joshua Hood                     |                                       | 2023 | gennaio 2023           |
| 1670   | Leone. Apocalisse dal cielo               | Pierfrancesco Prosperi          |                                       | 2023 | marzo 2023             |
| 1671   | Clausewitz. L’equazione del fuoco         | Simone Farè                     |                                       | 2023 | maggio 2023            |
| 1672   | Agente Nightshade. Vodka Gang             | François Torrent                |                                       | 2023 | luglio 2023            |
| 1673   | Bruce Pantera. Groenlandia                | Alessio Gallerani               |                                       | 2023 | settembre 2023         |
| 1674   | Sickrose. Bandida                         | François Torrent                |                                       | 2023 | novembre 2023          |
| 1675   | Costa. Il convoglio Osem                  | Secondo Signoroni               |                                       | 2024 | gennaio 2024           |
| 1676   | Leone. Gli artigli del drago              | Pierfrancesco Posperi           |                                       | 2024 | marzo 2024             |
| 1677   | Clausewitz. Portatrice di gelo            | Simone Farè                     |                                       | 2024 | maggio 2024            |
| 1678   | Agente Nightshade. Legione Ombra          | François Torrent                |                                       | 2024 | luglio 2024            |
| 1679   | Emerson Ray. Leviathan                    | Denise Jane                     |                                       | 2024 | settembre 2024         |
| 1680   | Green Stone. La vendetta di Alia          | Fabrizio Borgio                 |                                       | 2024 | novembre 2024          |
| 1681   | Costa. Obiettivo Wilder Haufen            | Secondo Signorini               |                                       | 2025 | gennaio 2025           |
| 1682   | Leone. Partita Doppia                     | Pierfrancesco Prosperi          |                                       | 2025 | marzo 2025             |
| 1683   | LEX. Connessione vaticana                 | Errico Passaro                  |                                       | 2025 | maggio 2025            |
| 1684   | Tradimento a Baghdad                      | Robert CHARLES                  | (The Baghdad Betrayal, 2023)          | 2025 | luglio 2025            |

### Speciali fuori collana
| Numero | Suppl. al N. | Titolo italiano            | Autore           | Titolo originale           | Anno | Data di uscita    |
| ------ | ------------ | -------------------------- | ---------------- | -------------------------- | ---- | ----------------- |
| 1      | 1417         | Il complotto               | Nikolay Spasskiy |                            |      | 20 agosto 2000    |
| 2      | 1419         | Il carnefice               | John Katzenbach  | (The Shadow Man)           | 1995 | 17 settembre 2000 |
| 3      | 1425         | La vendicatrice            | Stephen Leather  | (The Birthday Girl)        | 1995 | 10 dicembre 2000  |
| 4      | 1439         | Pista cieca                | Stephen Gunn     | (Ten Thousand Steel Souls) | 1993 | 24 giugno 2001    |
| 5      | 1446         | Il presidente              | Joseph Flynn     | (The Next President)       | 2000 | 30 settembre 2001 |
| 8      | 1476         | 007 La morte può attendere | Raymond Benson   | (Die Another Day)          | 2002 | febbraio 2003     |

### Extra
| Numero | Titolo italiano                        | Autore                 | Titolo originale            | Anno | Data di uscita        |
| ------ | -------------------------------------- | ---------------------- | --------------------------- | ---- | --------------------- |
| 1      | Costa: L’incubo fireworks              | Secondo Signoroni      |                             |      | marzo-aprile 2017     |
| 2      | La memoria del leone                   | Pierfrancesco Prosperi |                             | 2017 | giugno 2017           |
| 3      | Lex: Bomba umana                       | Errico Passaro         |                             | 2017 | luglio 2017           |
| 4      | Agente Ghost: Regola di ingaggio       | Darko Bay              | (Rule number 1: Engagement) | 2016 | 5 settembre 2017      |
| 5      | Costa: L’elefante bianco               | Secondo Signoroni      |                             | 2017 | novembre 2017         |
| 6      | Leone: Febbre Mortale                  | Pierfrancesco Prosperi |                             | 2018 | Gennaio Febbraio 2018 |
| 7      | Sniper forever: tutti i racconti       | Alan D. Altieri        |                             | 2018 | Marzo Aprile 2018     |
| 8      | Agente Nightshade: Territorio Narcos   | François Torrent       |                             | 2018 | Luglio 2018           |
| 9      | El Asesino: La collina dei trafficanti | Rey Molina             |                             | 2018 | Novembre 2018         |
| 10     | Costa: Progetto Due                    | Secondo Signoroni      |                             | 2019 | Gennaio 2019          |
| 11     | Agente Nemesis: La resa dei conti      | Jo Lancaster Reno      |                             | 2019 | Giugno 2019           |
| 12     | Costa: L'ultima avventura              | Secondo Signoroni      |                             | 2020 | Luglio 2020           |